# Église Notre-Dame de Rioux
L'église Notre-Dame est une église de style roman saintongeais située à Rioux en Saintonge, dans le département français de la Charente-Maritime en région Nouvelle-Aquitaine.

## Historique et description
L'église Notre-Dame fut construite dans la seconde moitié du XIIe siècle, (vers 1160), sur la base d'un sanctuaire plus ancien et plus petit, dont il reste quelques traces dans l'avant-chœur. L'église Saint-Eutrope de Saintes (consacrée en 1096) servit de modèle aux constructeurs de Rioux. Elle a subi de nombreuses et importantes modifications au cours des siècles suivants, notamment aux XIIIe et XVe siècles.

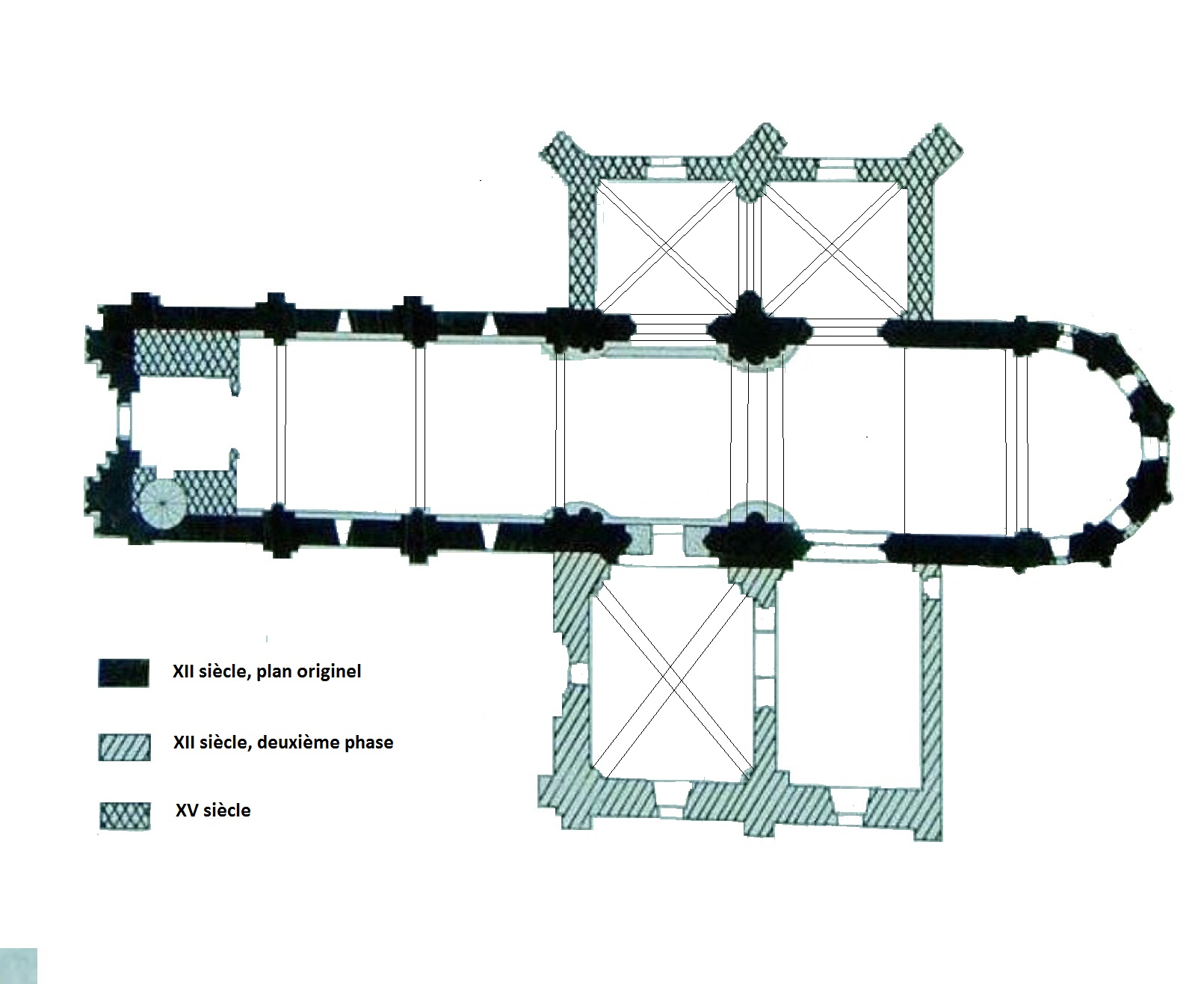
Plan de Notre-Dame de Rioux.

- La nef, le portail occidental et l'abside datent du début et de la seconde moitié du XIIe siècle.
- La chapelle latérale sud et son portail de la seconde moitié du XIIe siècle.
- À l'origine l'église avait un clocher au-dessus de la quatrième travée de la nef. De fortes colonnes accolées à des pilastres attestent cette première destination.
- Les chapelles latérales nord, anciennes chapelles seigneuriales et la porte extérieure nord datent de la fin XVe siècle, début XVIe siècle. Elles étaient  construites par le baron de Rioux.
- Le pignon de la façade occidentale a été percé d'une ouverture ronde et surmontée d'un clocher carré à faces ornées de fenêtres jumelées tréflées au XVe siècle. La cloche de 1583 fut remplacée en 1867 par une cloche de 611 kg fondée par maître Amédée Bollée.
- La nef est voûtée en berceau surbaissé en 1860.

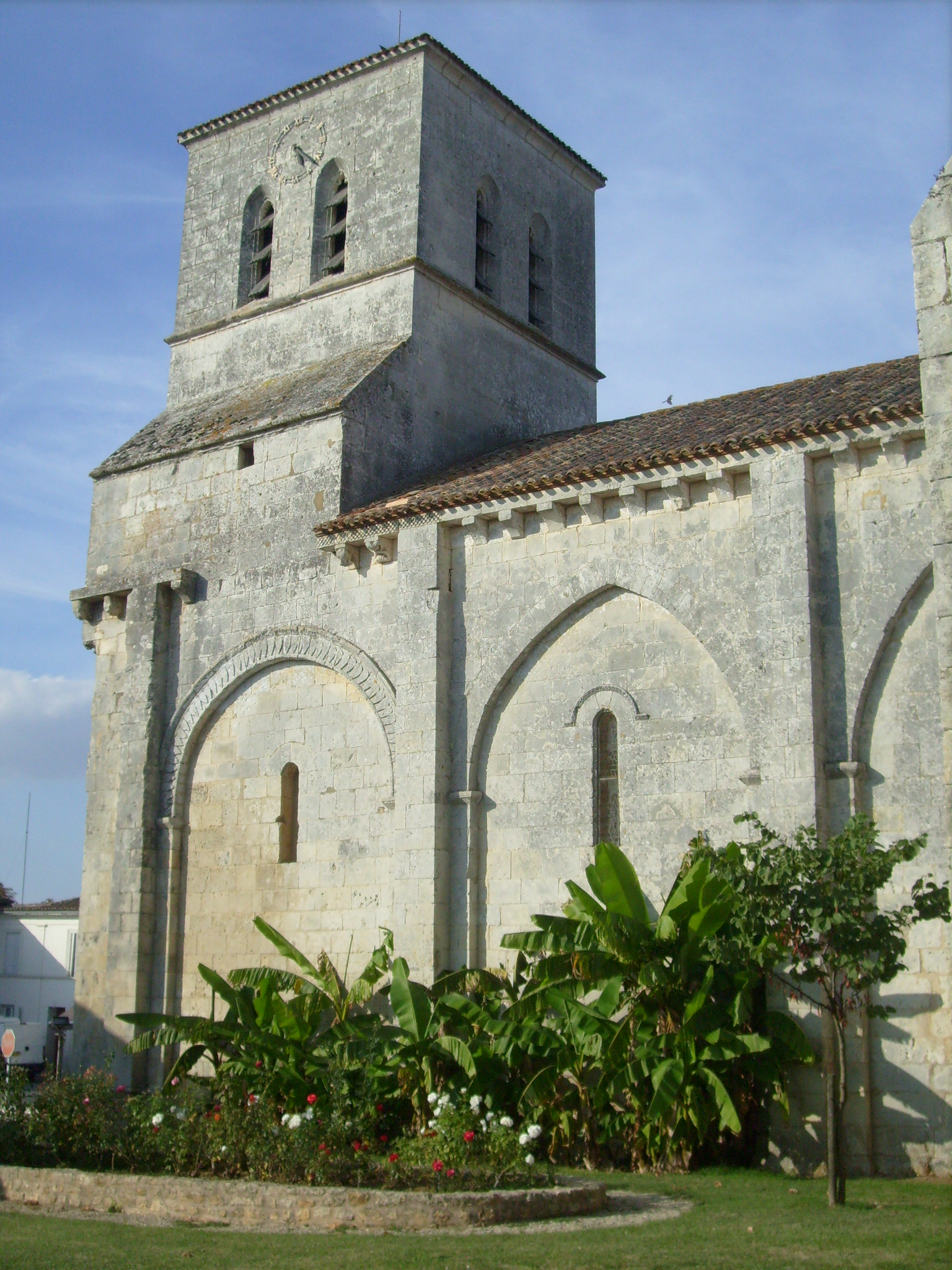
Façade Sud.
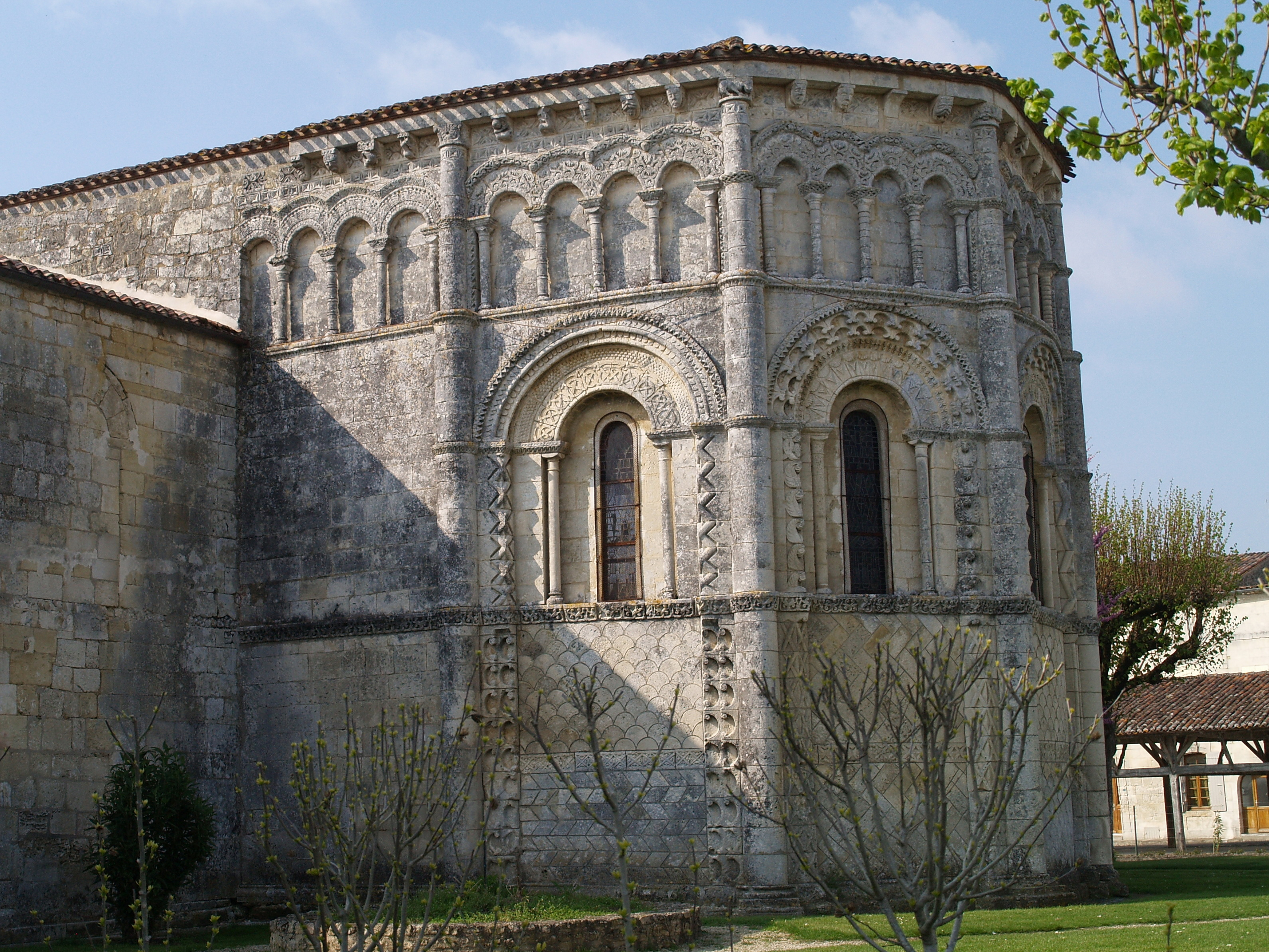
Le chevet.
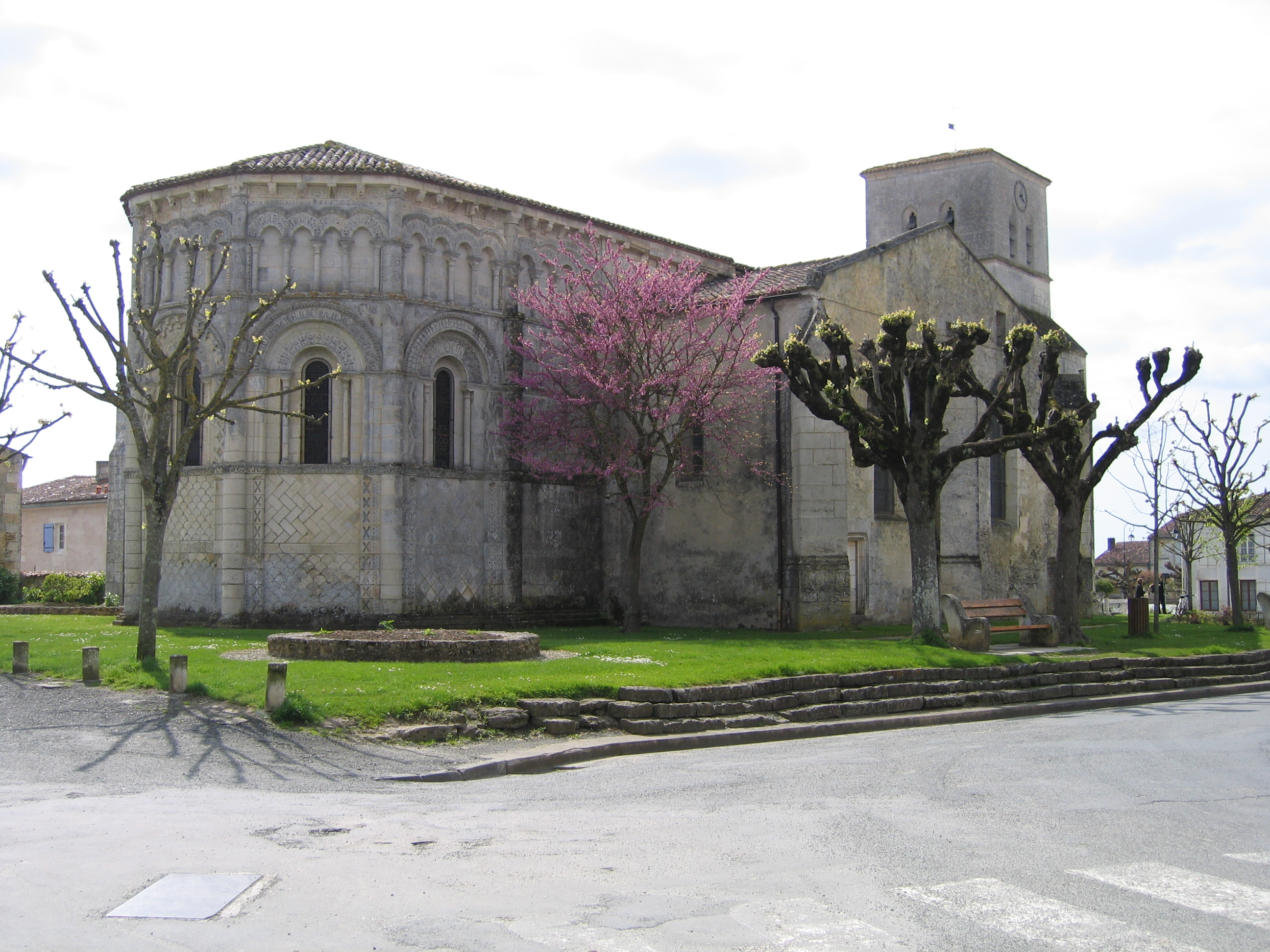
Façades nord et est.

La nef compte trois travées séparées par de fortes demi-colonnes adossées à des pilastres peu saillants. Leurs impostes reçoivent les retombées de grands arcs en tiers-point encadrant chacun une petite fenêtre romane très étroite. La première travée abrite une petite tribune surmontant un porche et construite entre les deux gros massifs de maçonnerie qui supportent le clocher. Cette travée est voûtée sur croisées d'ogives avec au centre un vaste trou à cloches.
Deux chapelles doubles à gauche et à droite forment le transept. Elles communiquent avec la nef et le chœur par de grandes baies en tiers-point ; des voûtes ogivales les recouvrent. Sur le bras sud du transept s'ouvre, côté ouest, une seconde porte romane à voussures ornées de cordons.
L'abside demi-circulaire, séparée du chœur par un arc posé sur deux colonnes à chapiteaux, plafonnée en cul-de-four est éclairée par cinq fenêtres en plein-cintre. Des colonnes montant du sol les séparent. La partie haute des colonnes est brisée en zigzag et elles semblent céder sous un poids qui les accable. Les colonnes sont terminées par des chapiteaux, sculptés de feuilles d'acanthe, sur lesquels viennent s'appuyer des arcs surbaissés. Chaque angle des fenêtres est garni d'une colonnette.
Deux cordons à ornementation de petits triangles opposés font le tour de l'abside. L'un court à la hauteur des tailloirs des chapiteaux, l'autre souligne la base des fenêtres.
Dans la nef et la chapelle sud on voit des litres funéraires des XVIe, XVIIe et XVIIe siècles avec écussons, aux armes de la famille Beaumont et du marquis de Monconseil seigneur de Rioux et de Tesson.

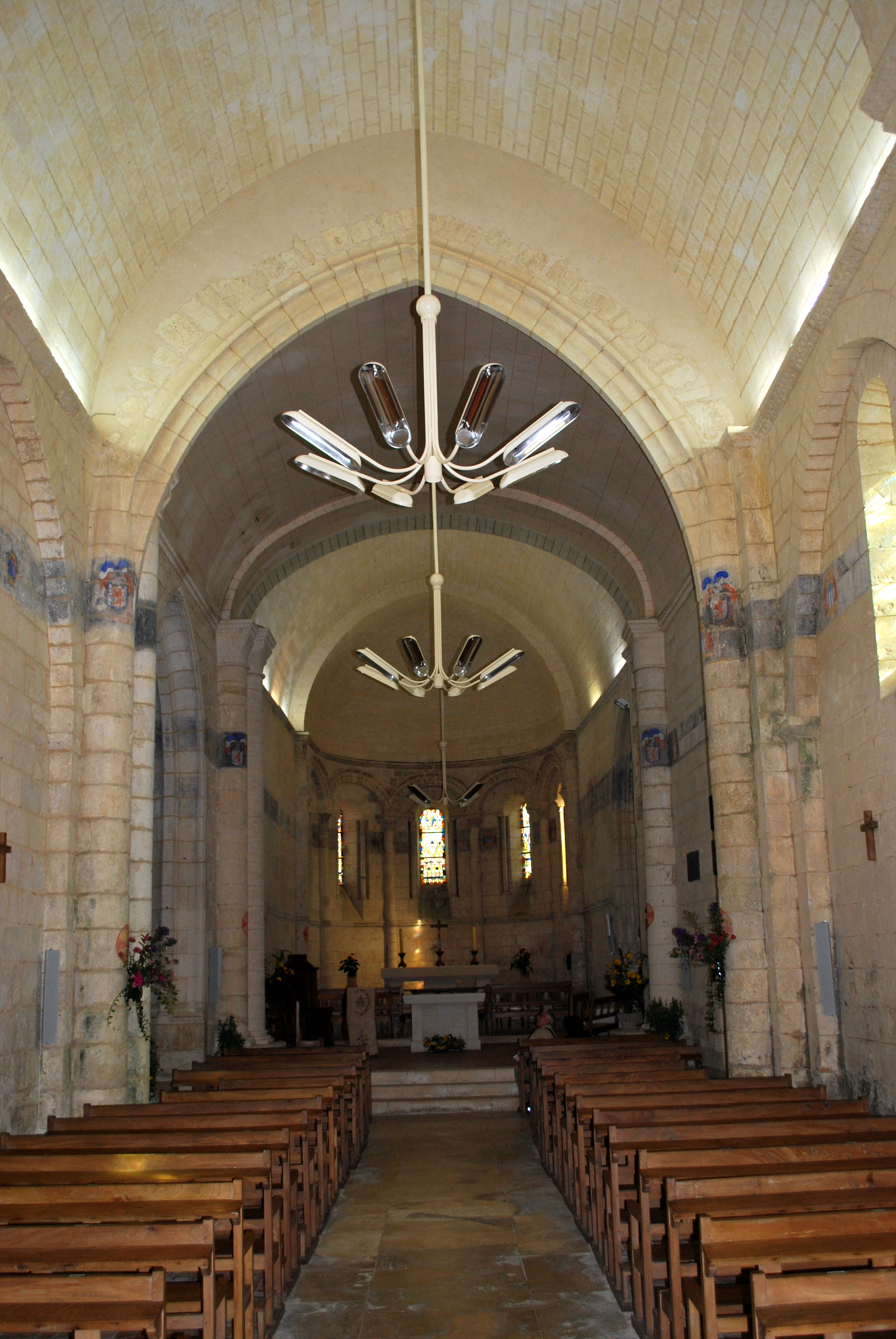
La nef vers l'est.
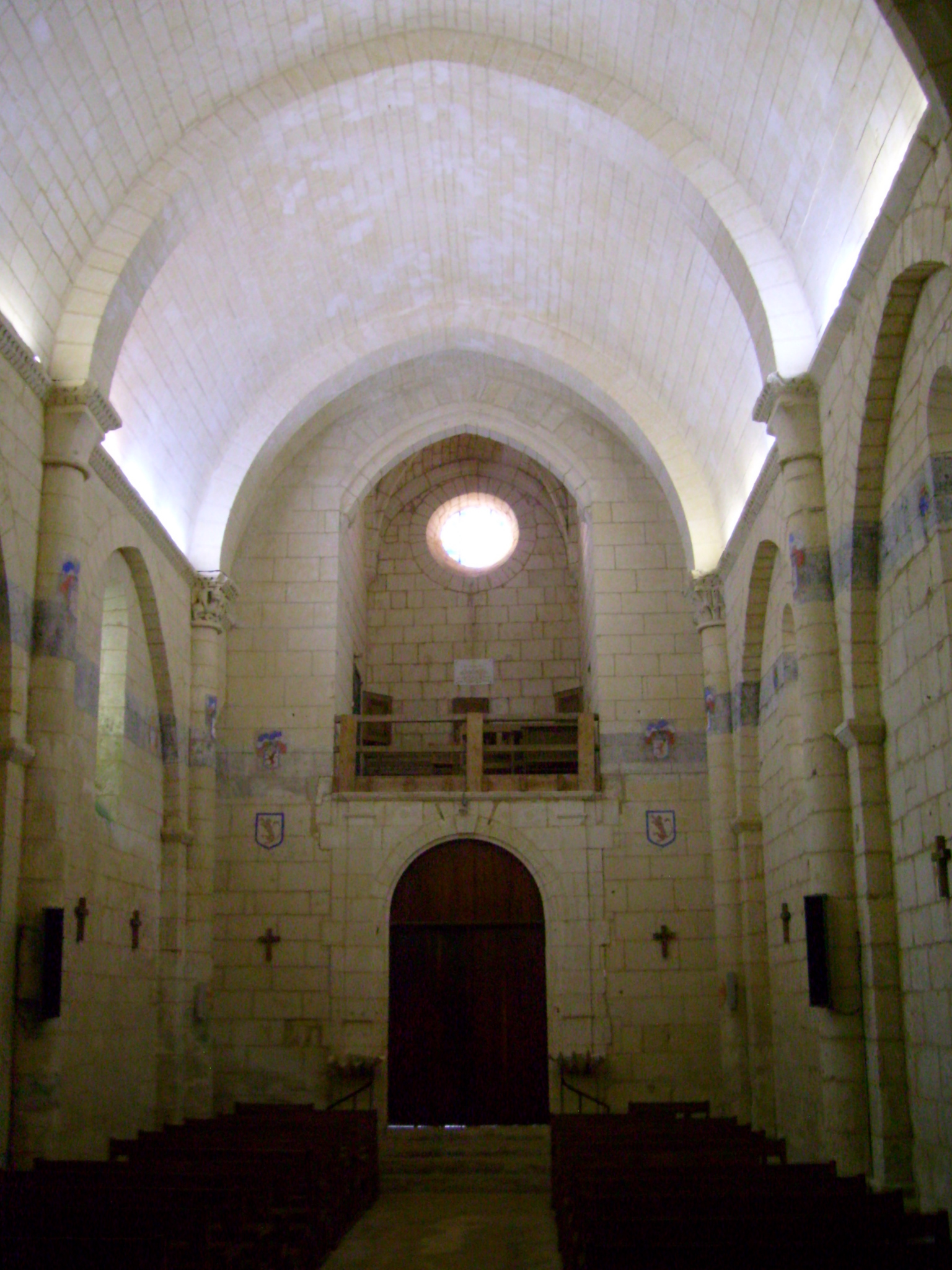
La nef vers l'ouest.
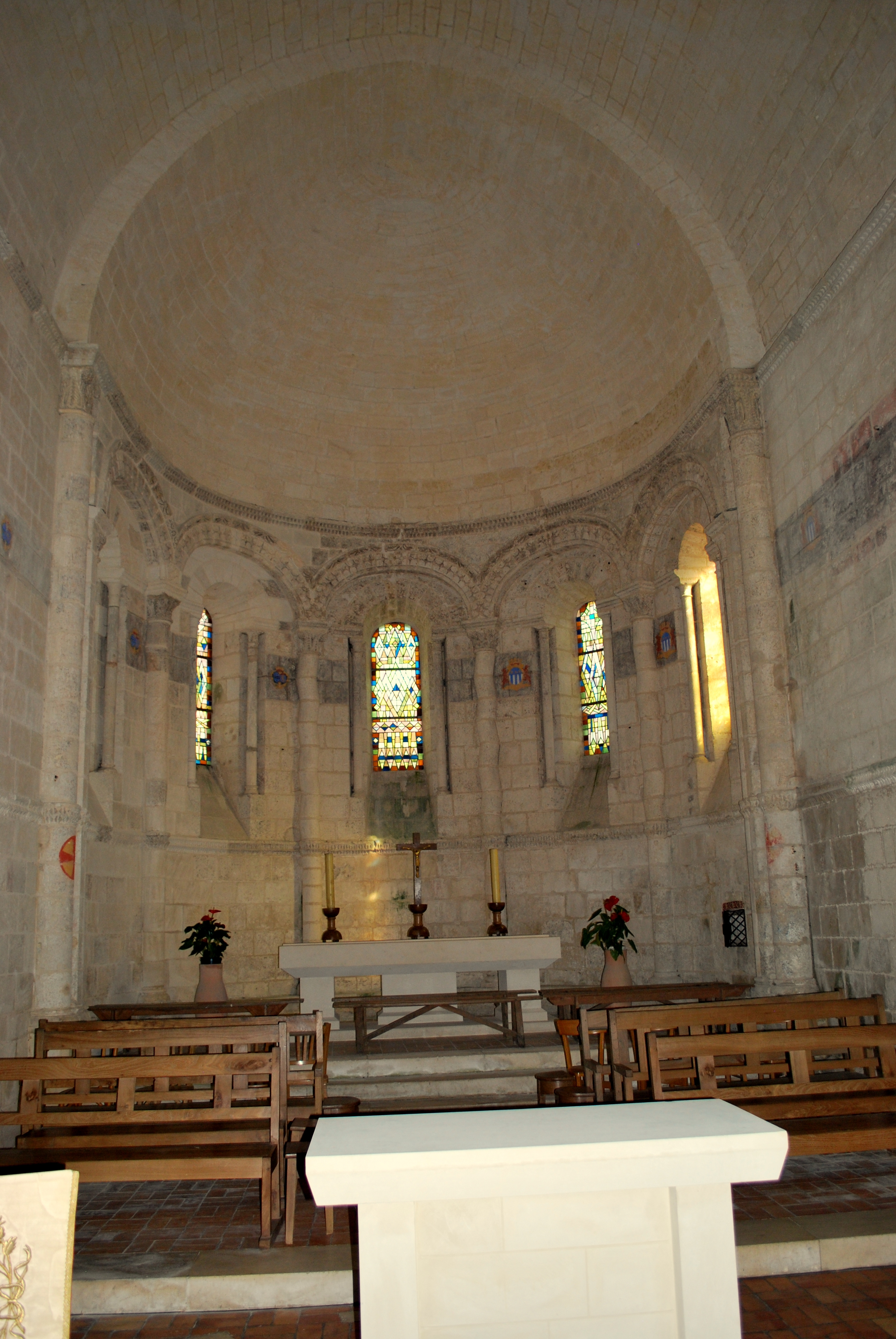
Le sanctuaire.
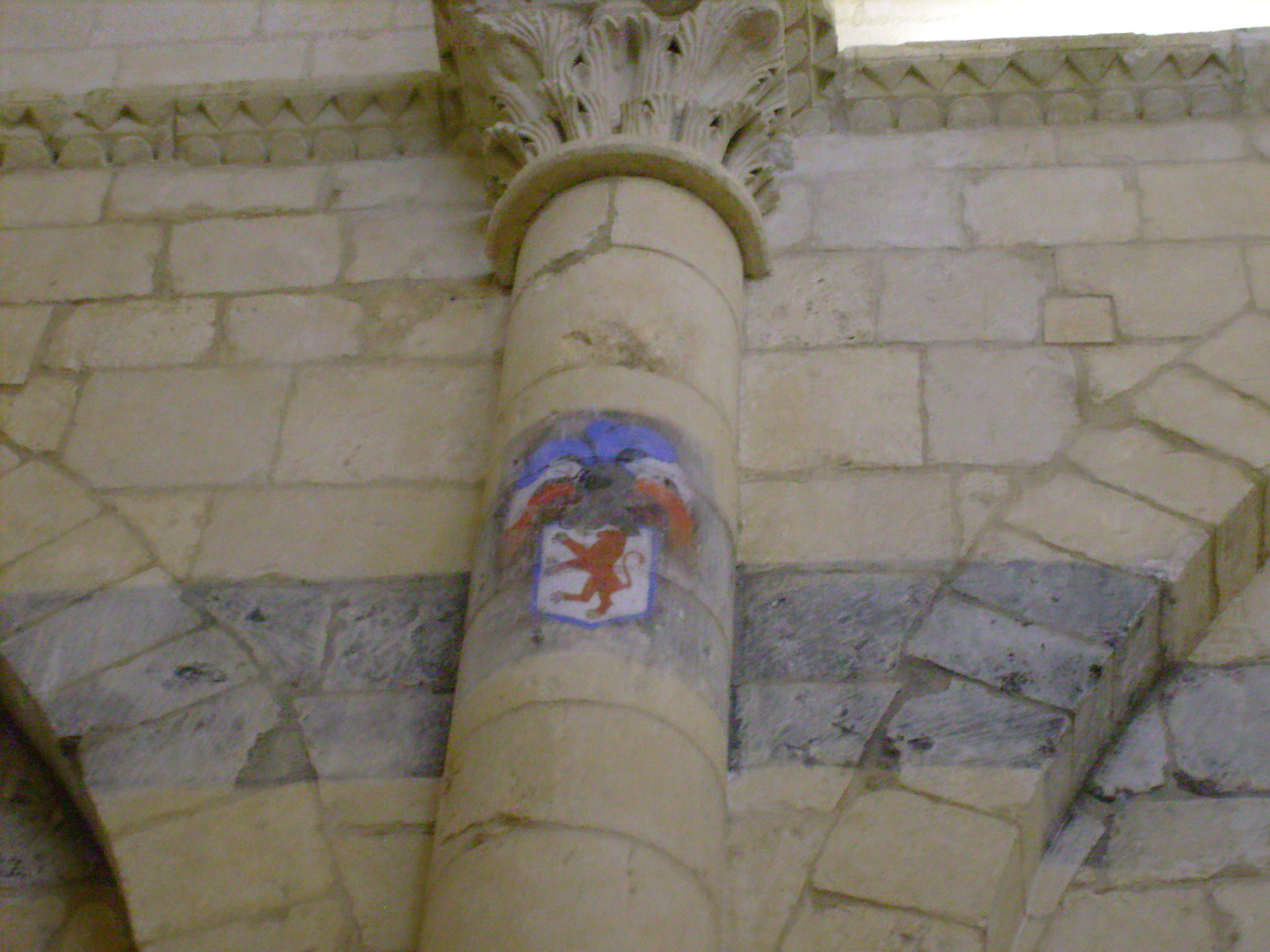
Litre funéraire.

Il existait autrefois sous l'église une crypte. Elle avait été l'objet d'une vénération spéciale donnant lieu à un pèlerinage annuel à saint Venant (abbé de Tours au Ve siècle), vénéré comme guérisseur des estropiés. Des guérisons miraculeuses y avaient été opérées. À la suite de troubles cette crypte aurait été murée vers 1787. Un nombre considérable de béquilles, dit la légende, étaient suspendues au plafond. Des fouilles faites en 1939 ont amené la découverte sous la chapelle sud d'un ossuaire profondément remanié au XVIe siècle, mais rien ne dit que cet ossuaire soit la crypte du pèlerinage.
L'église Notre-Dame de Rioux fait l'objet d'un classement au titre des monuments historiques depuis le 22 mai 1903.

## La décoration sculpturale de l'église
La décoration sculpturale se trouve sur la façade occidentale, qui est relativement simple, et sur le chevet, qui illustrent une explosion éblouissante de techniques parfaitement maîtrisées par l'atelier de construction.

### La façade occidentale
La façade conserve l'agencement du troisième quart du XIIe siècle, à l'exception de l'oculus et du clocher qui datent du XVe siècle. La rez-de-chaussée de la façade est occupé par un large portail à quatre voussures en plein-cintre ornées de motifs géométriques, de pointes de diamant, de fleurs stylisées, d'étoiles et d'éléments de feuillage.
Les colonnes du portail sont ornées de chapiteaux historiés. Ils sont de petite dimension et malheureusement en assez mauvais état. L'érosion est trop importante pour tenter d'analyser les scènes en détail.

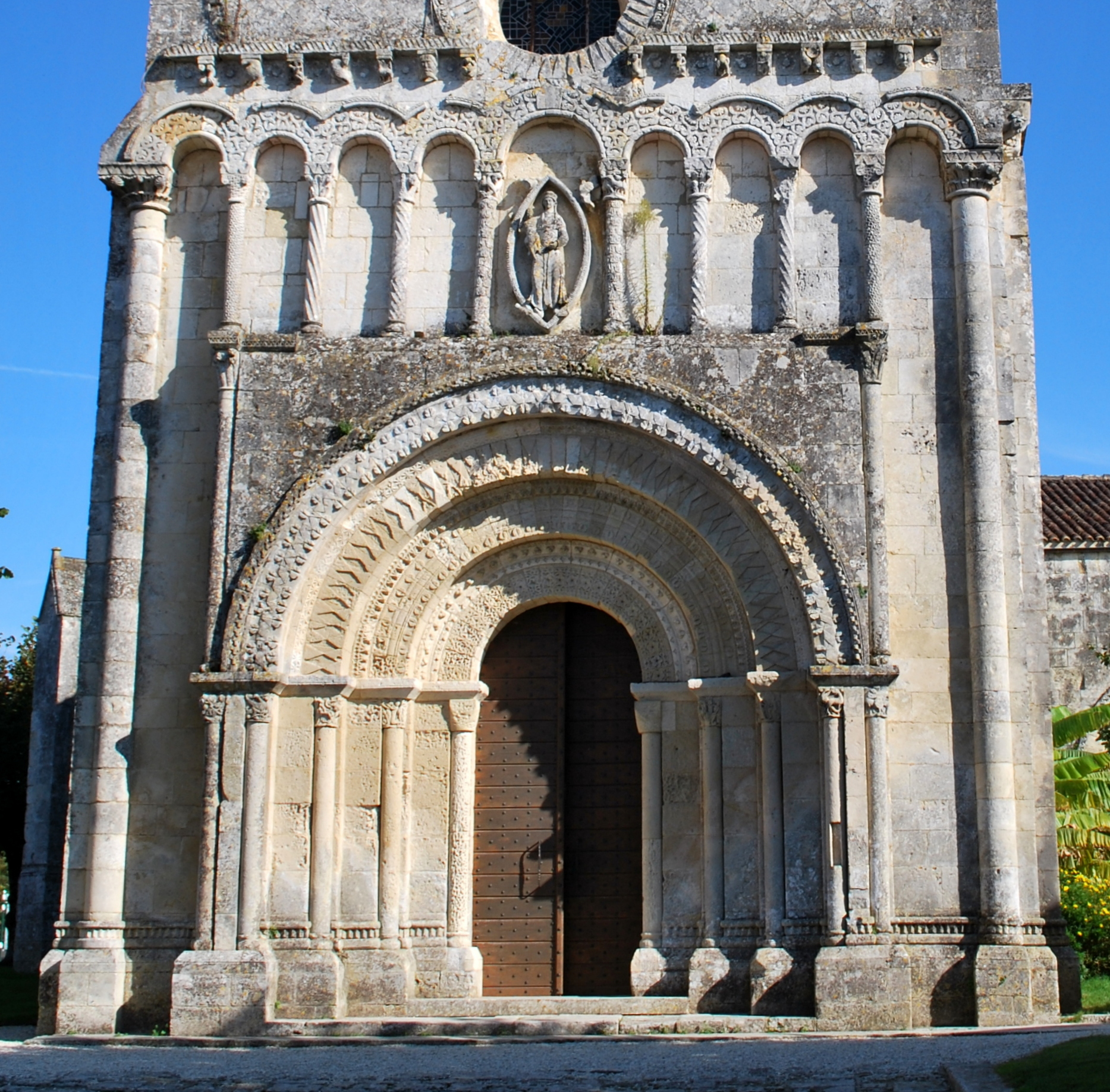
La façade ouest.

Ébrasure nord Le premier chapiteau est neuf
- Chapiteau II : Sur une face on discerne un personnage à genoux qui semble enlacer un serpent. L'autre face est trop érodée.
- Chapiteau III : La corbeille est totalement érodée.
- Chapiteaux IV et V : Sur chaque face du premier chapiteau figure un dragon ailé et le deuxième porte un décor végétal.

Ébrasure sud Le premier chapiteau est neuf.
- Chapiteau II : Sur l'angle, un personnage assis, les pieds sur l'astragale. Il est richement habillé ; la longue tunique a des manchettes très amples et autour du cou il porte une étole. À sa gauche un homme (très érodé) est partiellement à genoux et semble tendre sa main droite, et de l'autre côté, un homme debout, qui semble tenir un bâton et une besace.
- Chapiteau III : Les deux faces de la corbeille sont identiques. Au centre de chaque face un personnage (qui ne semble pas être humain) est assis et chacun de ses bras enlace un énorme créature (oiseau ?) maléfique.
- Chapiteaux IV et V : Les deux chapiteaux sont identiques. Sur chaque face un lion, la tête détournée en arrière vers un rapace qui est perché sur sa croupe.

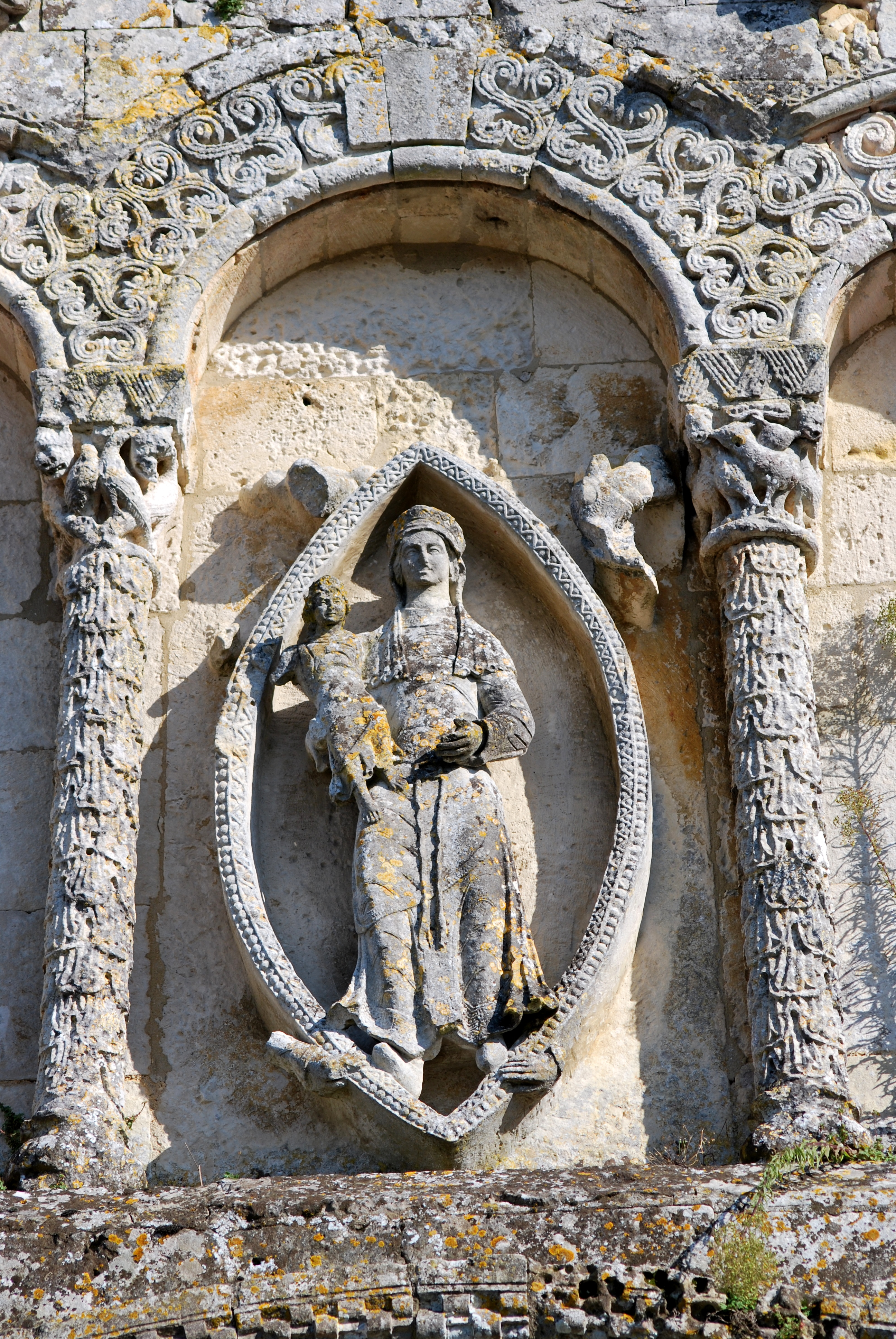
La Vierge à l'Enfant.

Au-dessus du portail se développe une arcature dont les neuf cintres larges et très fouillés reposent sur des colonnettes aux fûts ornés de motifs tous dissemblables : gaufrures, torsades, zigzags et écailles. Sur les chapiteaux prennent place des motifs géométriques ou de végétaux et d'animaux fantastiques. Les arcs ont reçu un décor sans rupture d'entrelacs et de palmettes.
L'arcature centrale, légèrement plus grande que les autres, est occupée par une Vierge à l'Enfant qui s'inscrit dans une mandorle portée par quatre anges, aujourd'hui très mutilés. Les têtes de l'Enfant et de la Vierge ont été refaites.
Cette sculpture est le seul sujet religieux de l'édifice roman. Certains guides la décrivent comme une 'Madone byzantine' ou  Hodigitria. C'est une erreur. L'iconographie byzantine est très codifiée. Pour la vierge "Hodigitria" (montrant la voie), il s'agirait du type le plus ancien et inspiré de l'icône initialement peinte par saint Luc. La Théotokos (Mère de Dieu) est debout et elle porte l'Enfant bénissant sur son bras gauche et le désigne de sa main droite, au spectateur qu'elle regarde, comme la « voie, la vérité et la vie ». Ici, les références de gauche et droite sont inversées.
Au XVe siècle le pignon de la façade a été percé d'une ouverture ronde et surmonté d'un clocher carré à faces ornées de fenêtres jumelées tréflées. La construction du clocher, sur une façade nullement faite pour le recevoir, a entraîné d'importants travaux de consolidation et notamment l'adjonction d'énormes contreforts au nord et au sud. Ces deux contreforts ont été démolis dans la deuxième moitié du XXe siècle.
Les modillons de la façade
Les quatorze modillons figurés de la corniche sont romans. Ils alternent avec des métopes en forme de soleil. Comme sur beaucoup d'églises romanes dans le Sud-ouest les modillons de la façade servent à rappeler aux fidèles qui entrent dans l'église les péchés capitaux qui les guettent, notamment ceux de la Luxure et la Vanité. Au nord de la façade on trouve : deux lions 'invertis' (leurs têtes ont subi une rotation de 180°) ; un paon ; un homme nu à genou à côté d'un animal ; un sirène-oiseau ; un bouc et un homme avec une barbe bifide.

Modillons du nord de la façade
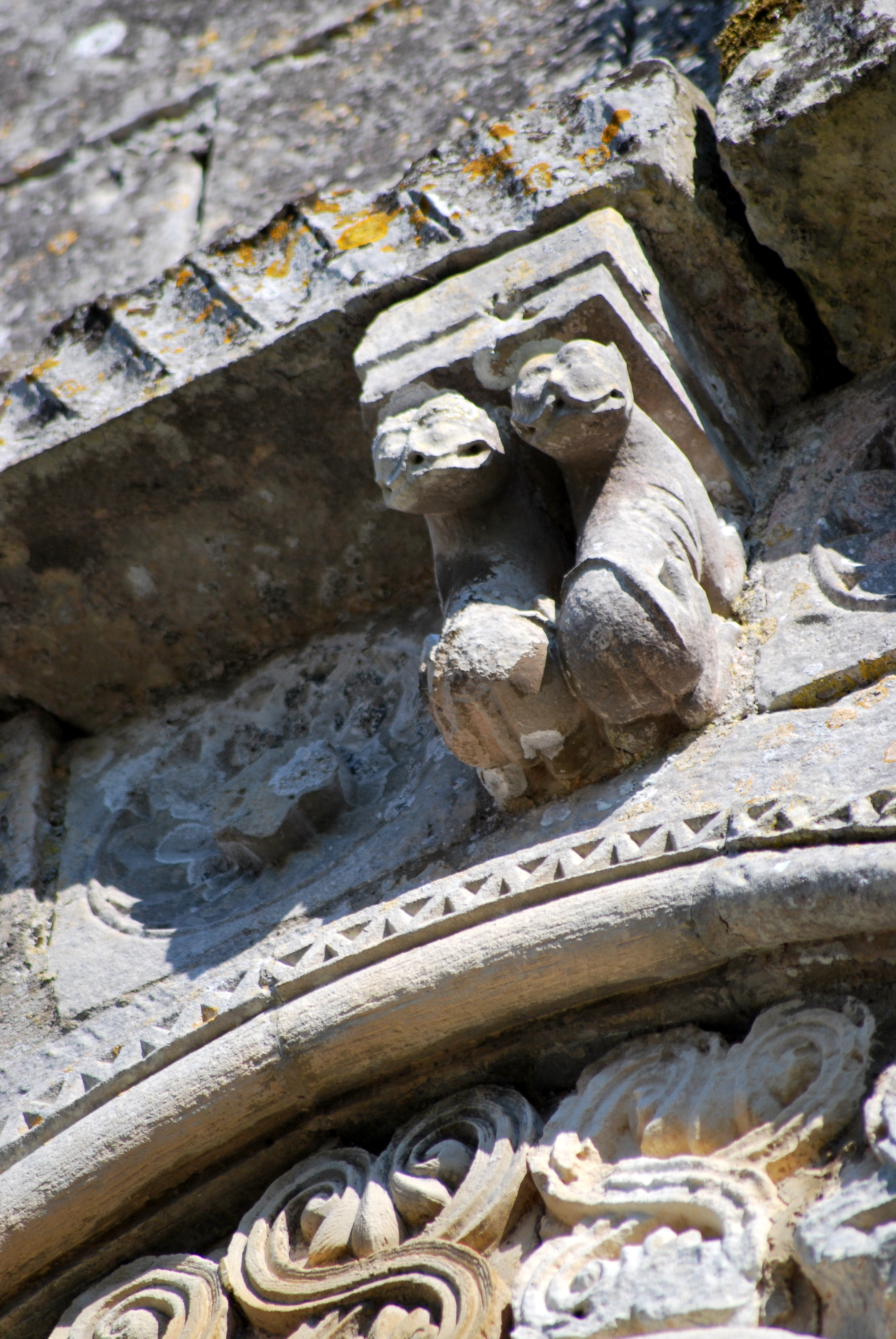
Lions 'invertis'.
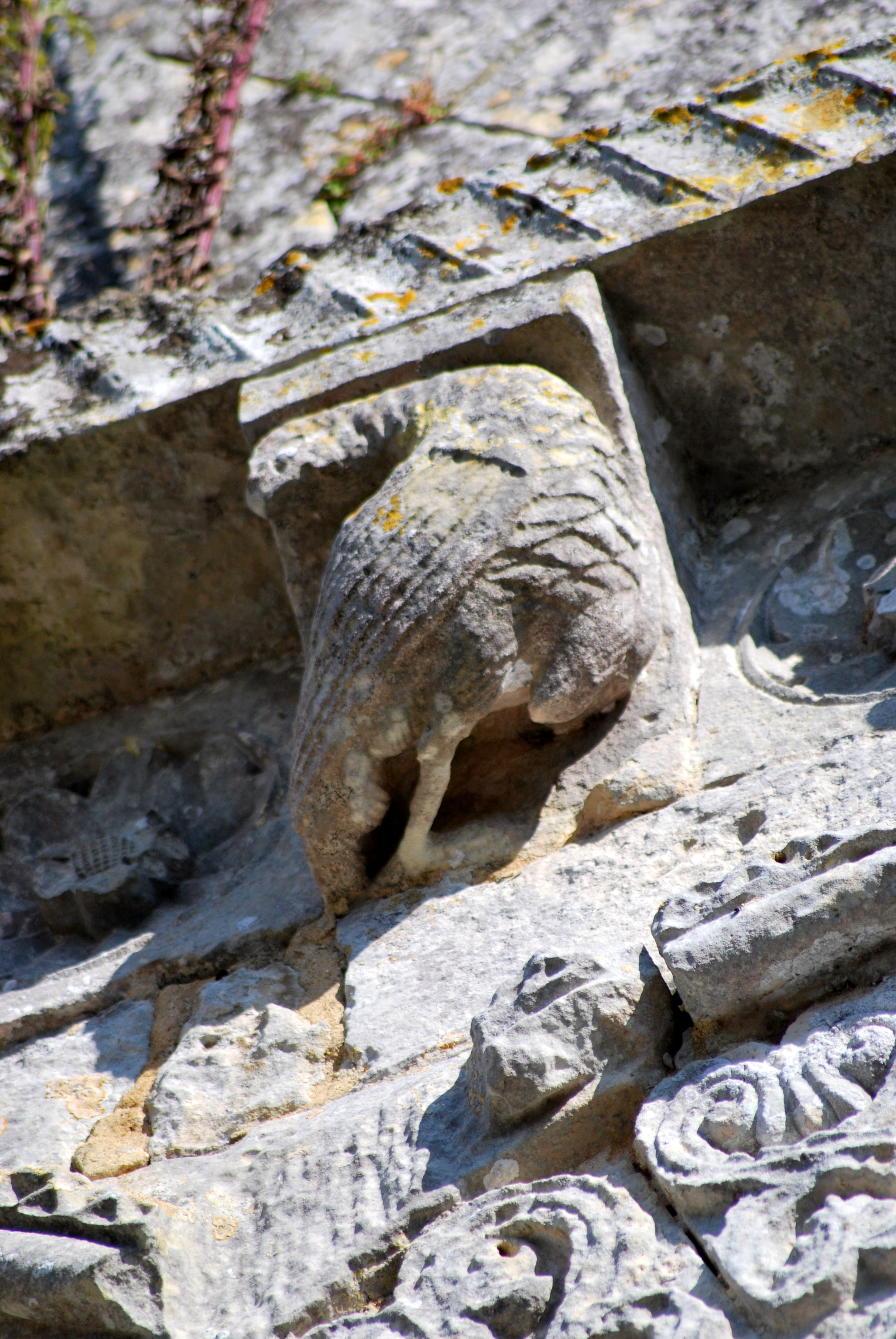
Paon.
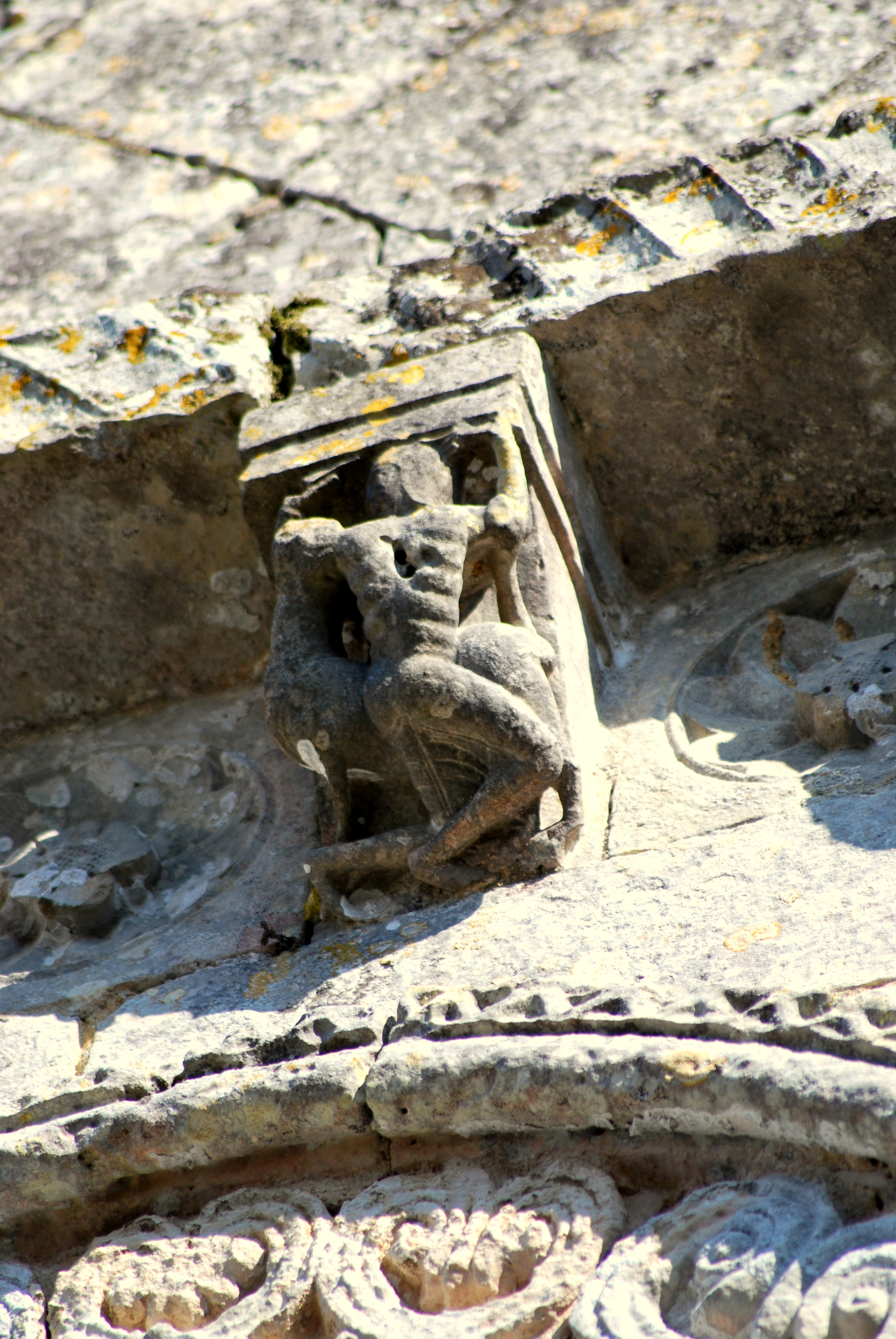
Homme nu à genou avec une bête.
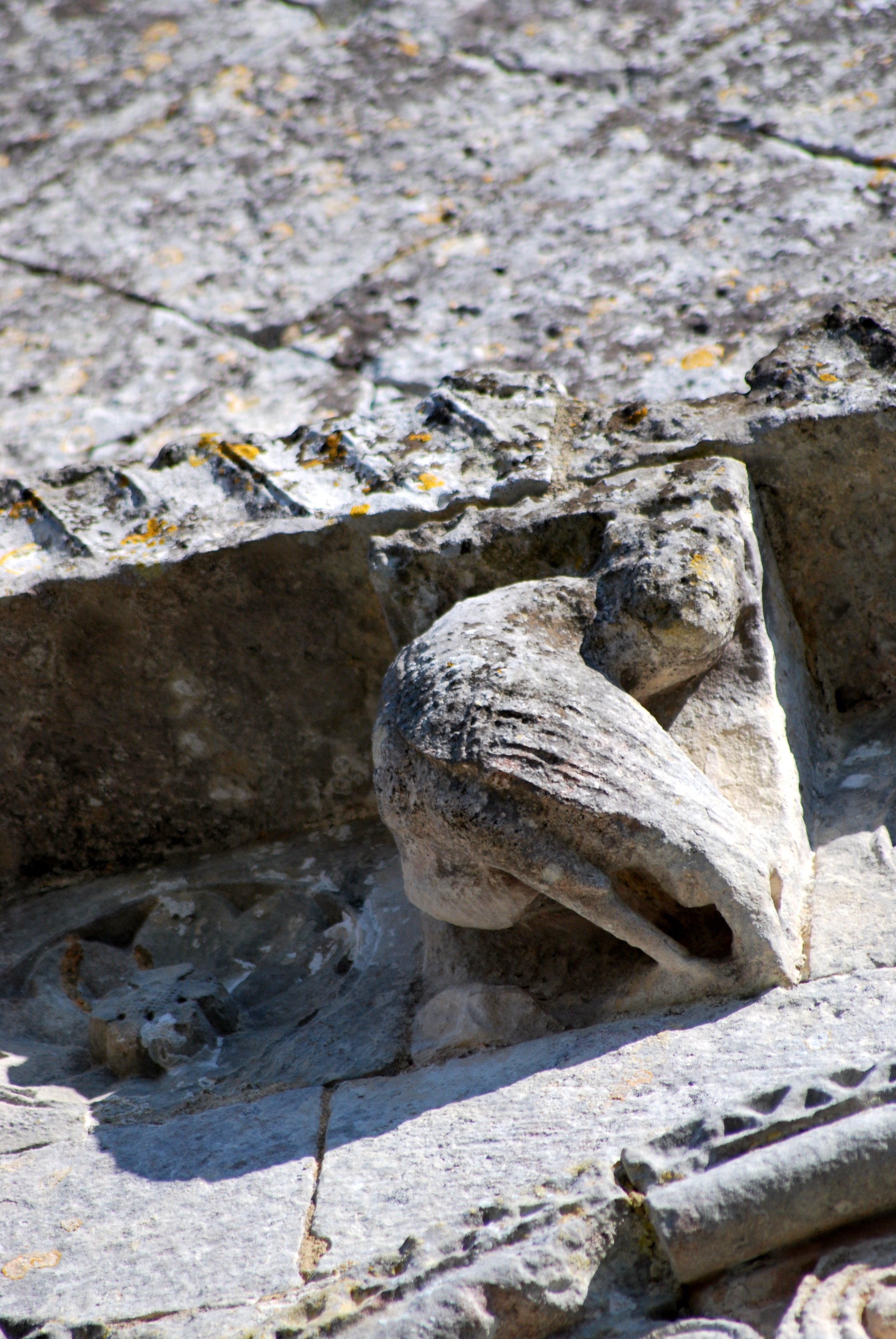
Sirène-oiseau.
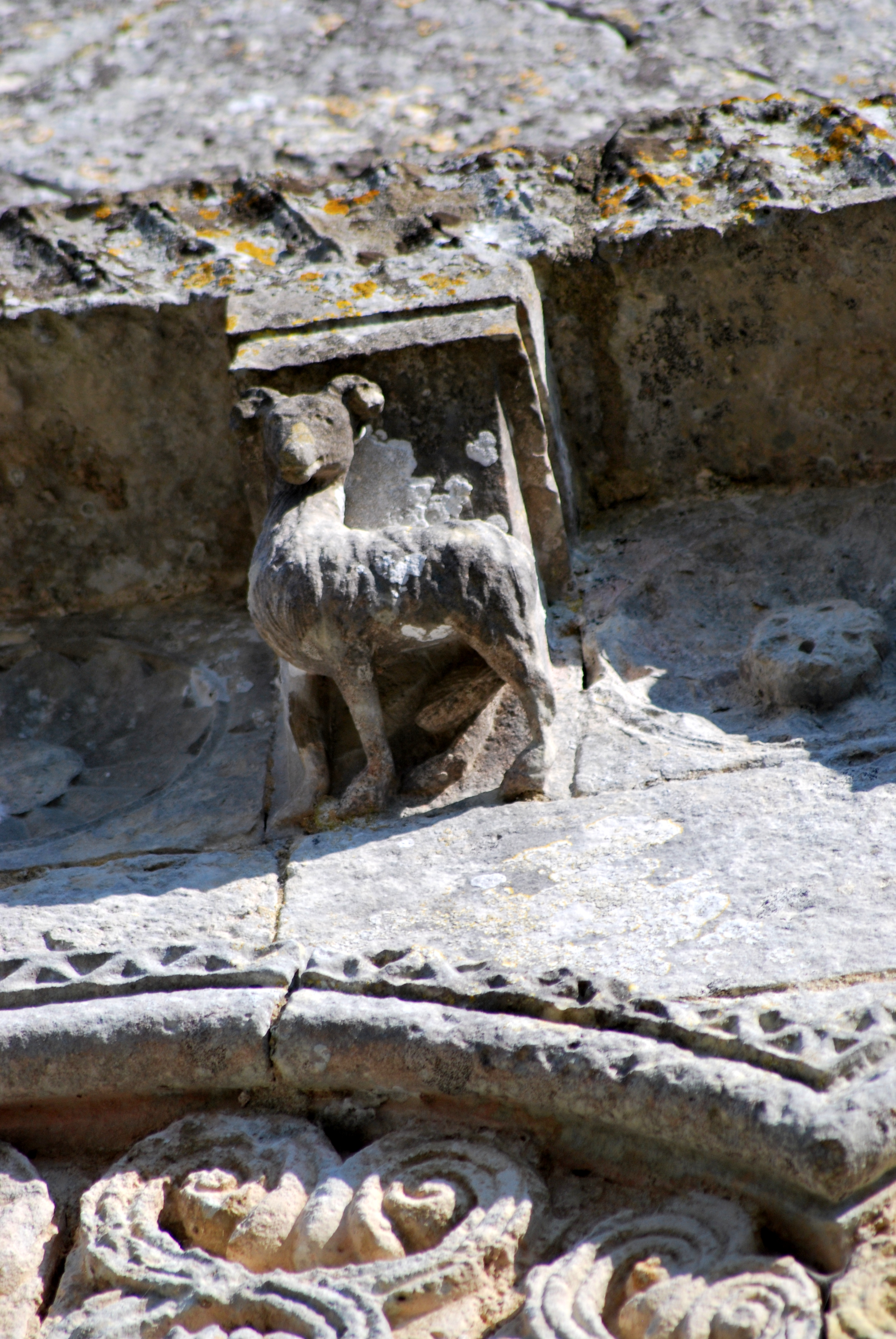
Bouc.
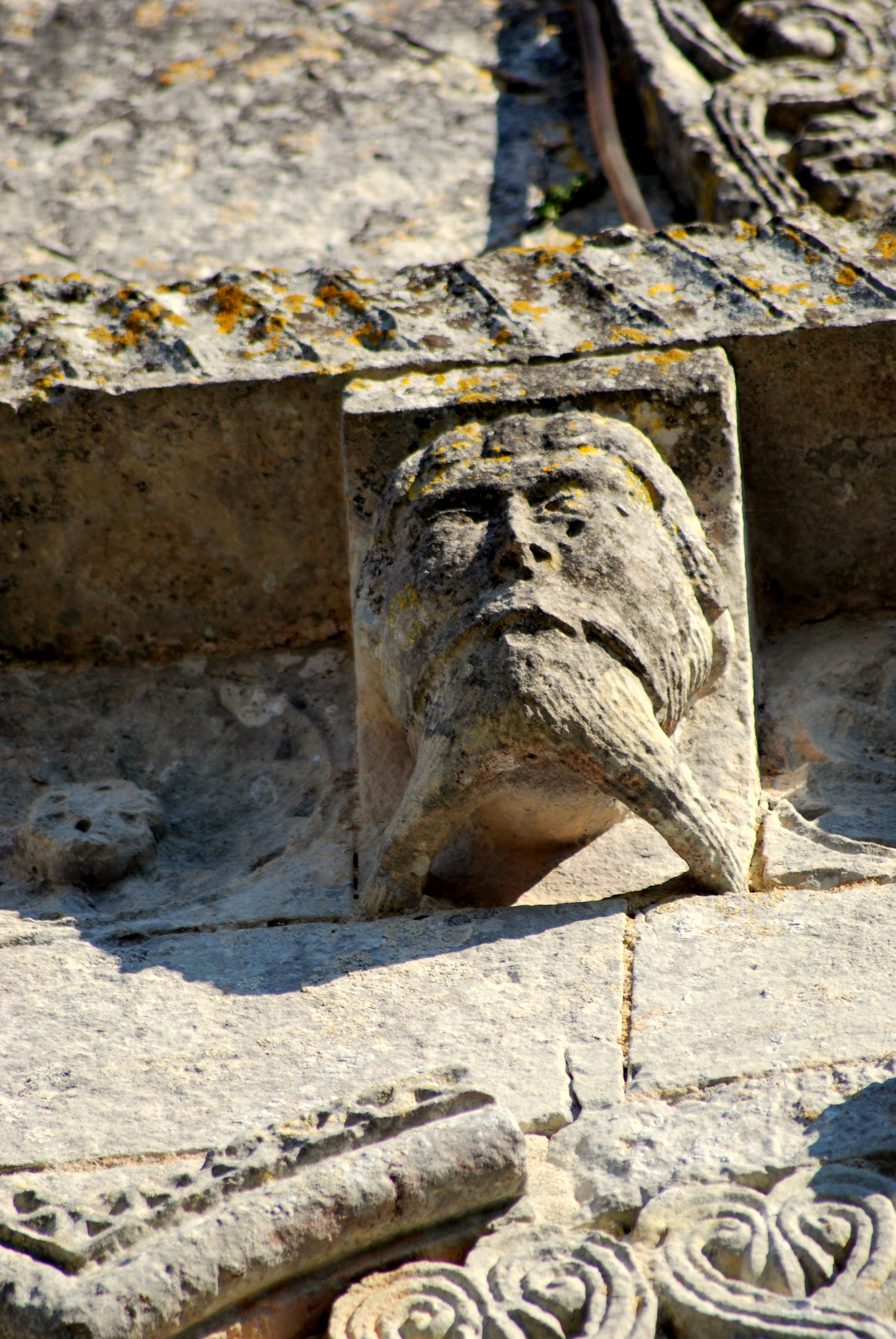
Homme à barbe bifide.

Sur la moitié sud de la façade on trouve : un homme nu qui chute (en enfer ?); des représentants des professions maudites par le Clergé: les musiciens (joueur de psaltérion et de vièle) et un acrobate (qui transforme l'homme, fait à l'image de Dieu, en monstre difforme) ; deux rapaces qui picorent une hostie, c'est l'eucharistie sacrilège ; un crapaud, animal maléfique et un homme moustachu.

Modillons du sud de la façade
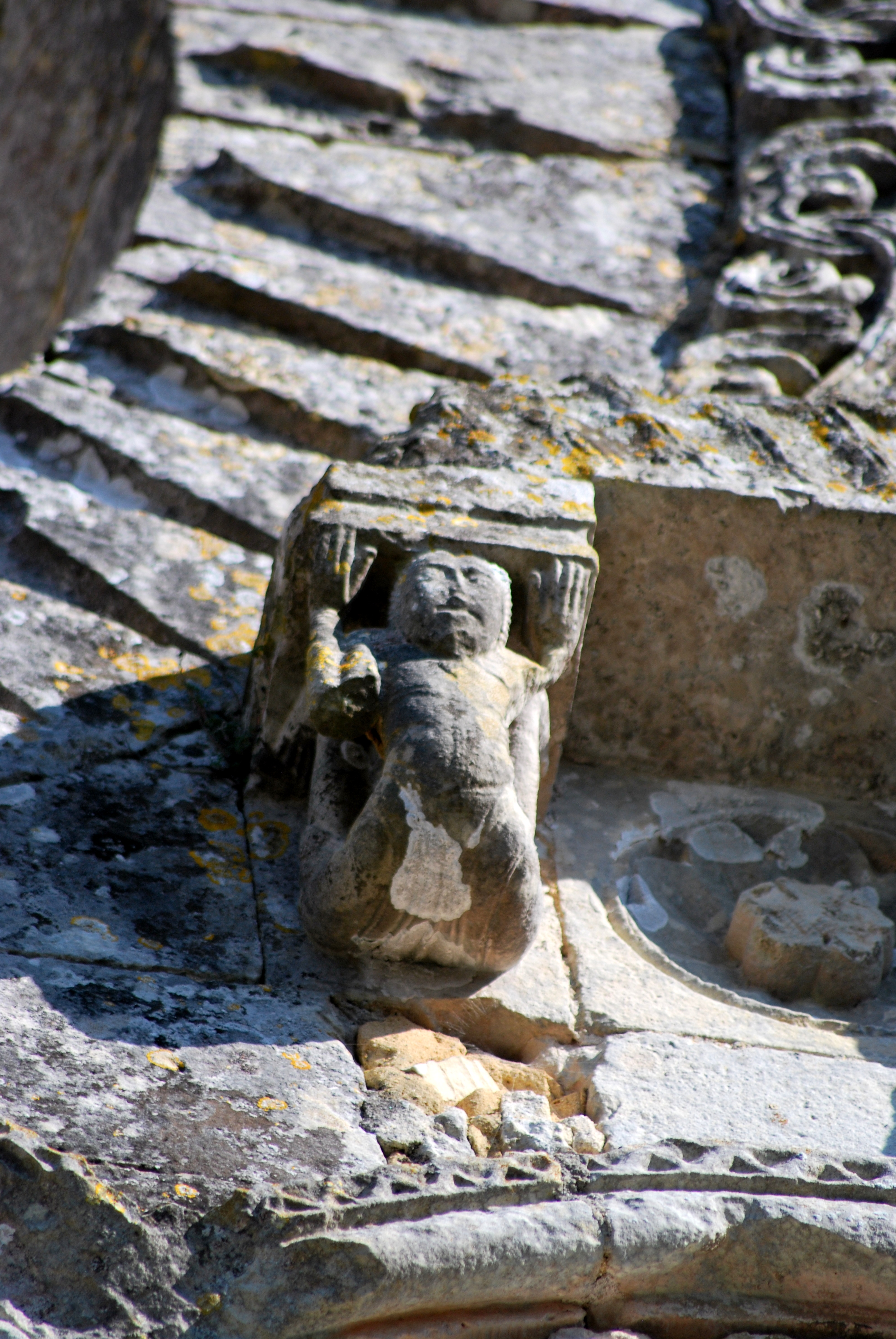
Atlante qui tombe.
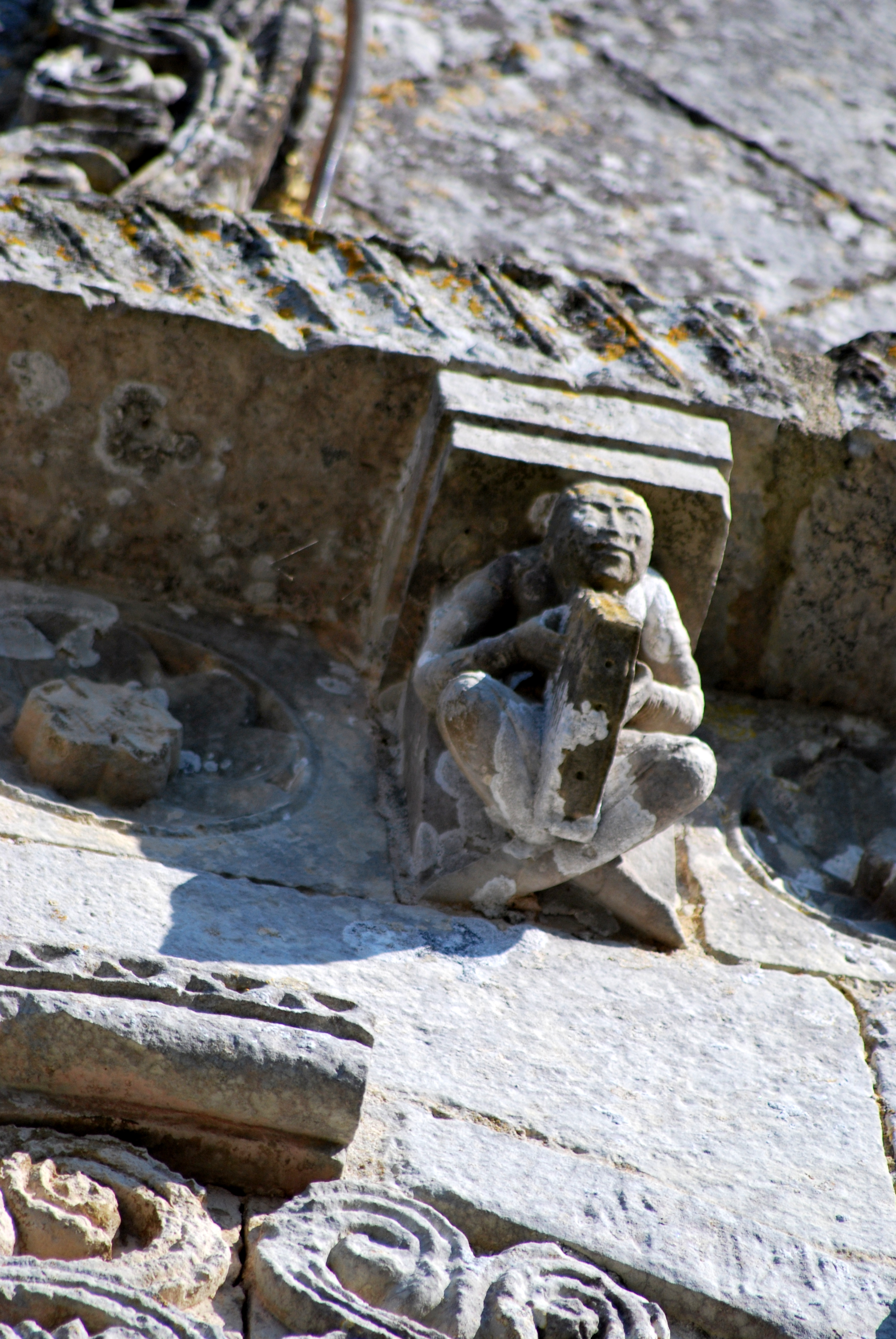
Joueur de psaltérion.
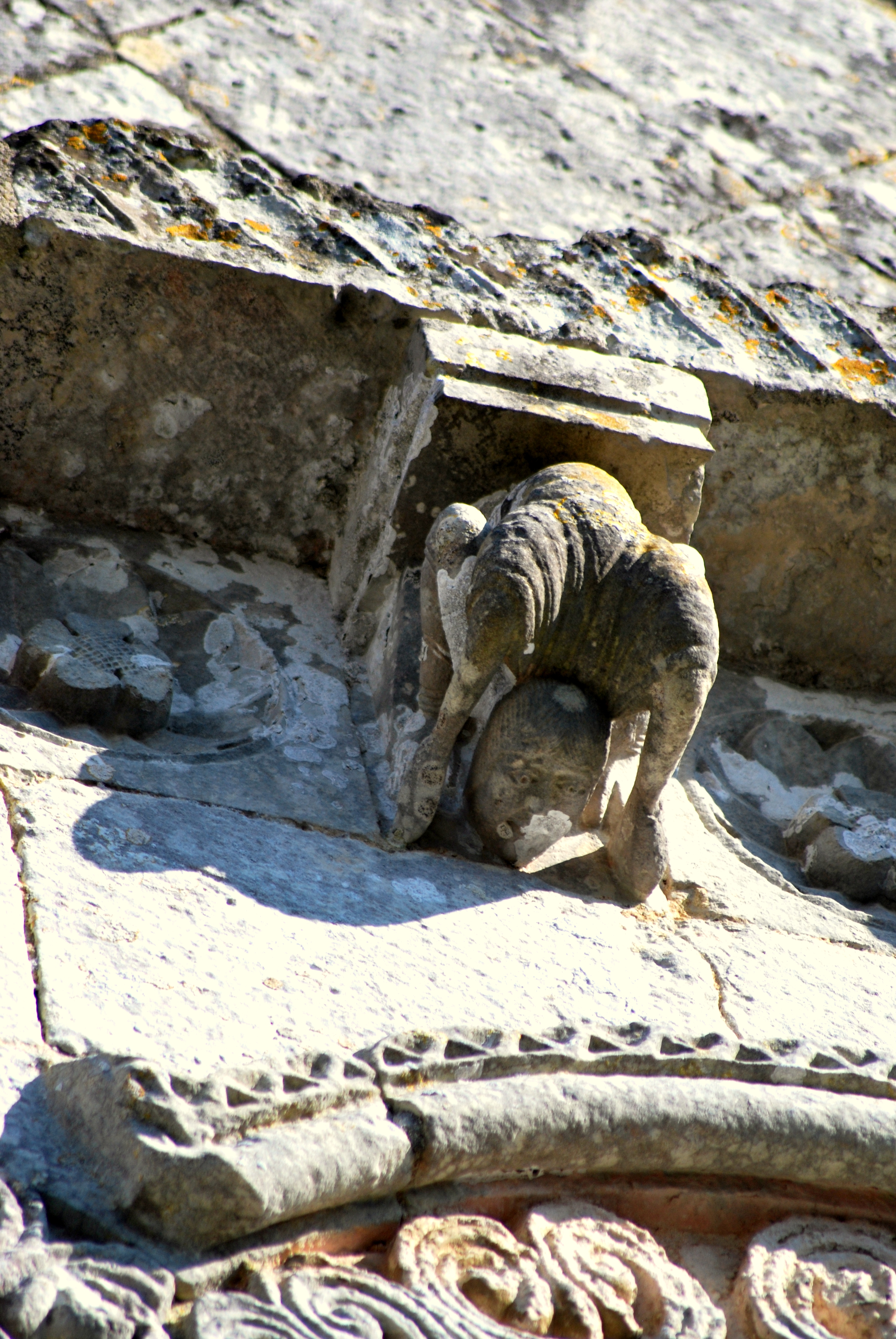
Acrobate.
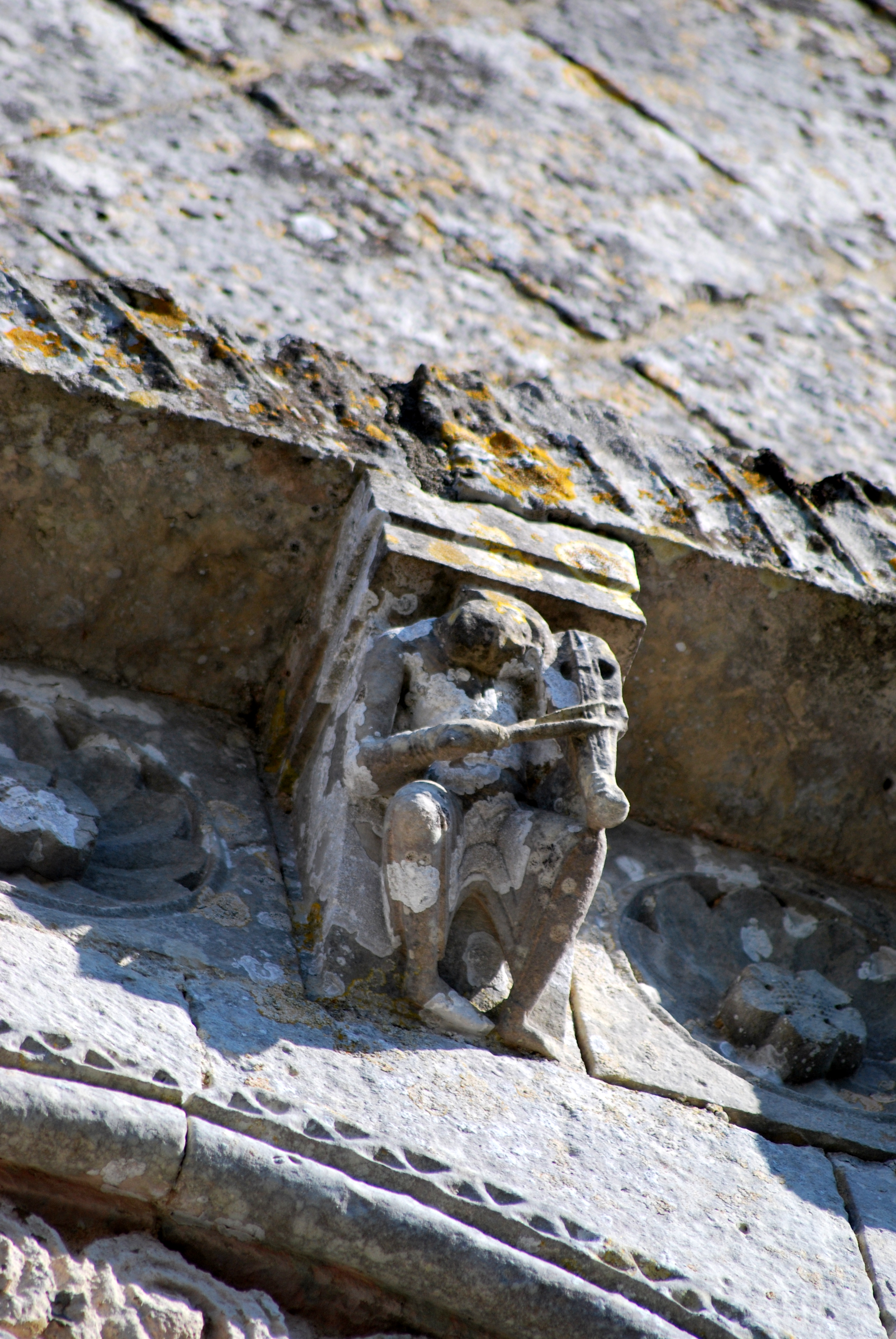
Joueur de vièle.
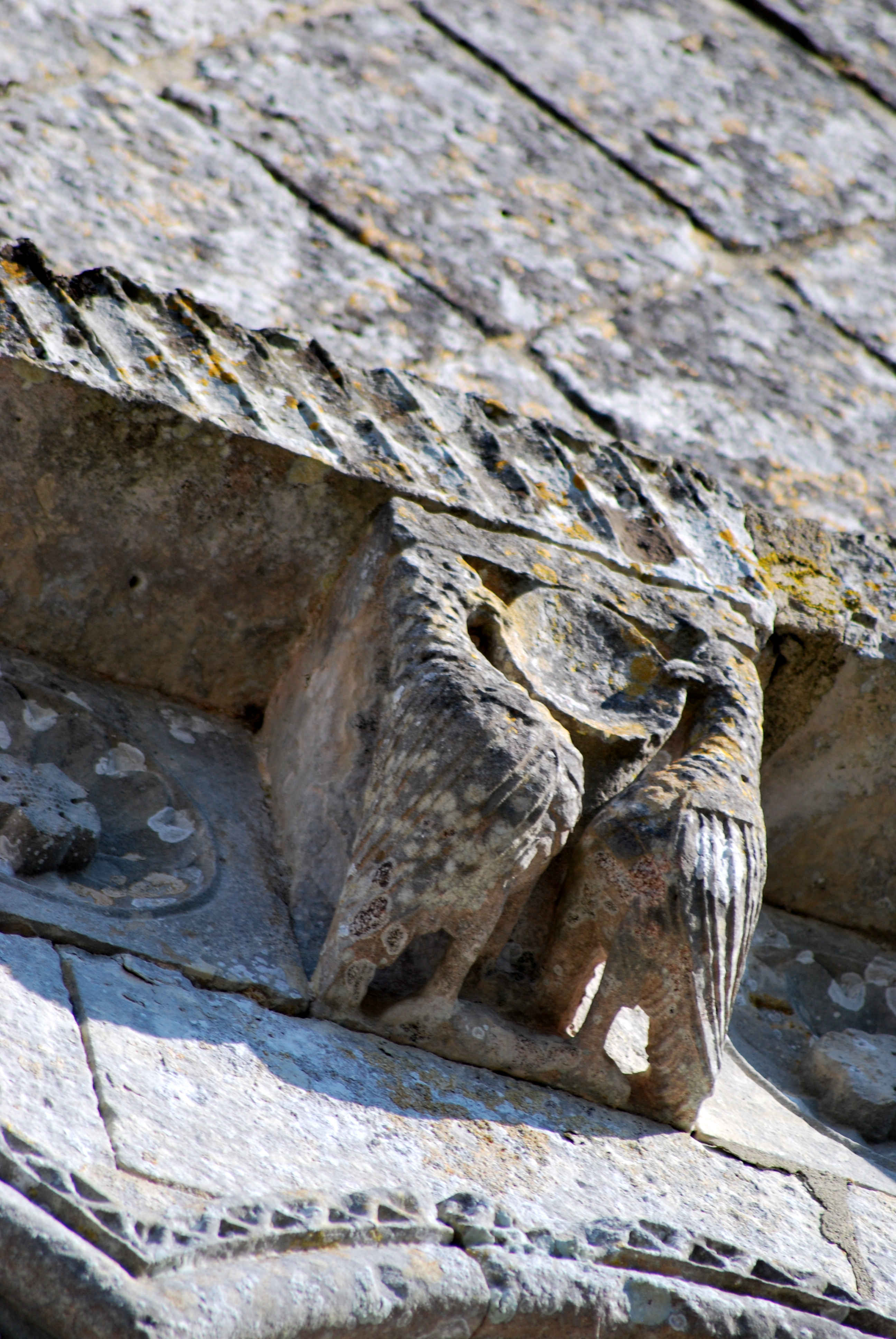
Eucharistie sacrilège.
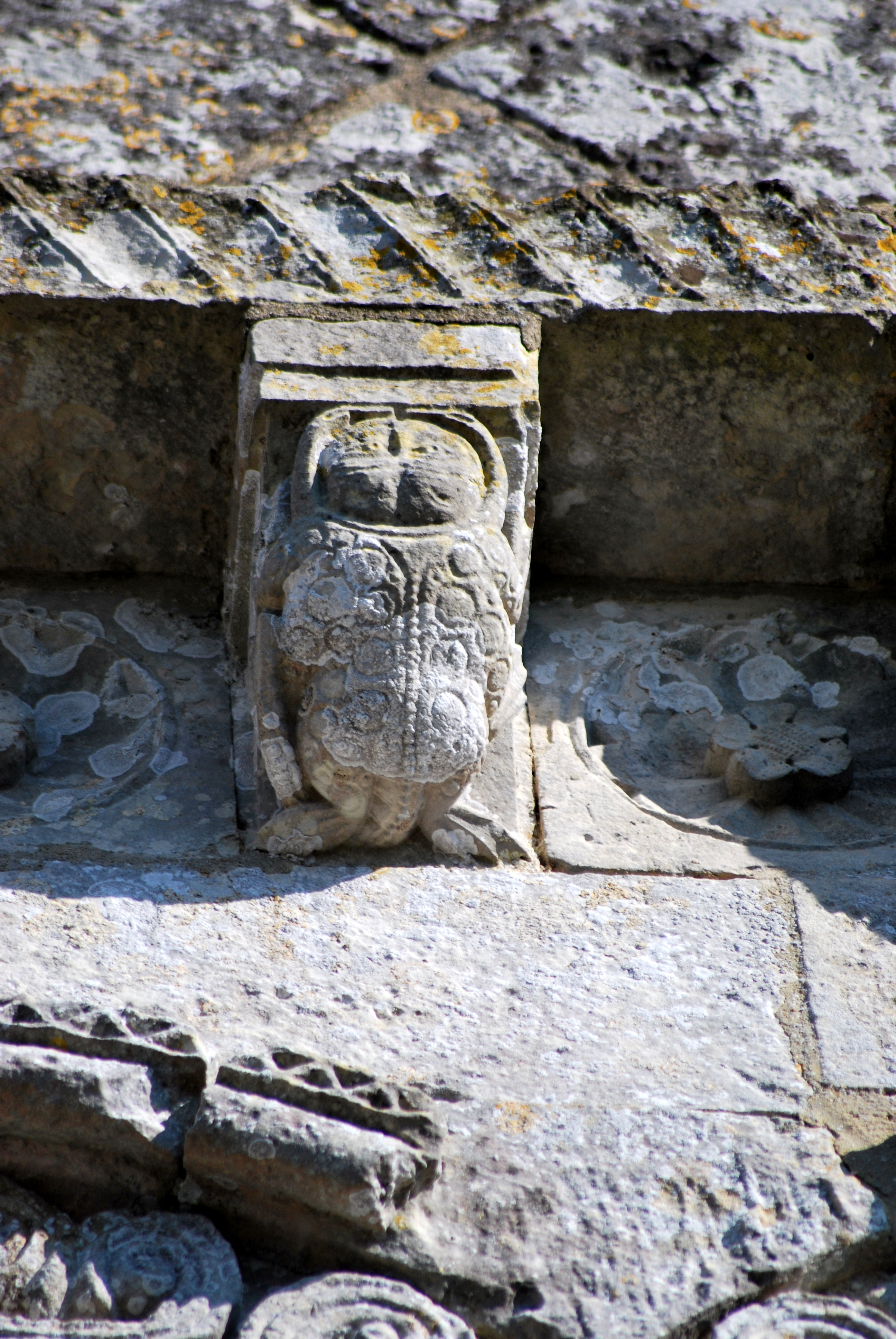
Crapaud.
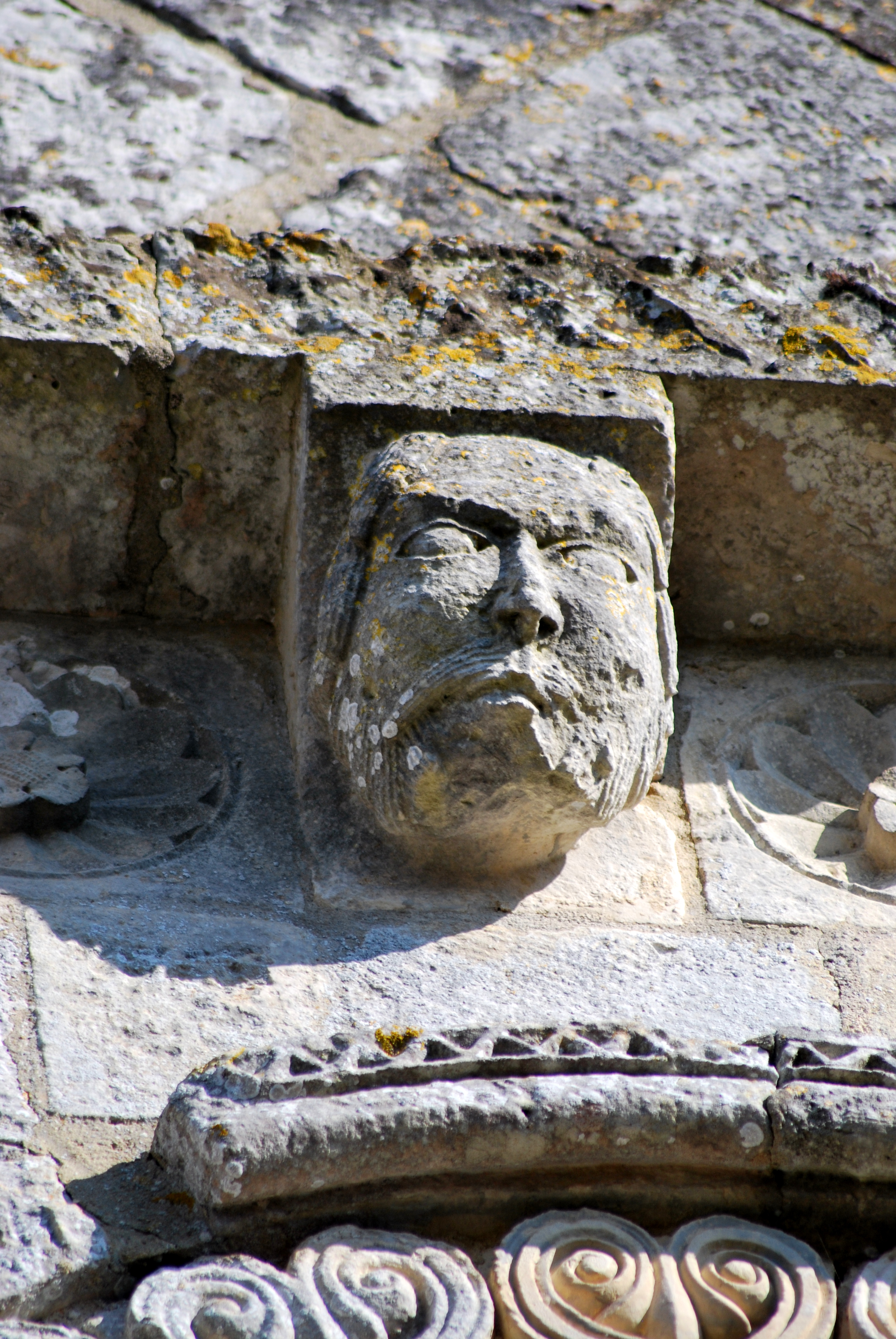
Homme moustachu.

Pour plus de détails sur les sens symboliques des modillons, voir le livre de C. Bougoux et l'article Iconographie des modillons romans.

### Le chevet
L'abside est à sept pans, les deux premiers droits, les cinq autres disposés en demi-cercle, chacun séparé par une colonne 'télescopique'.

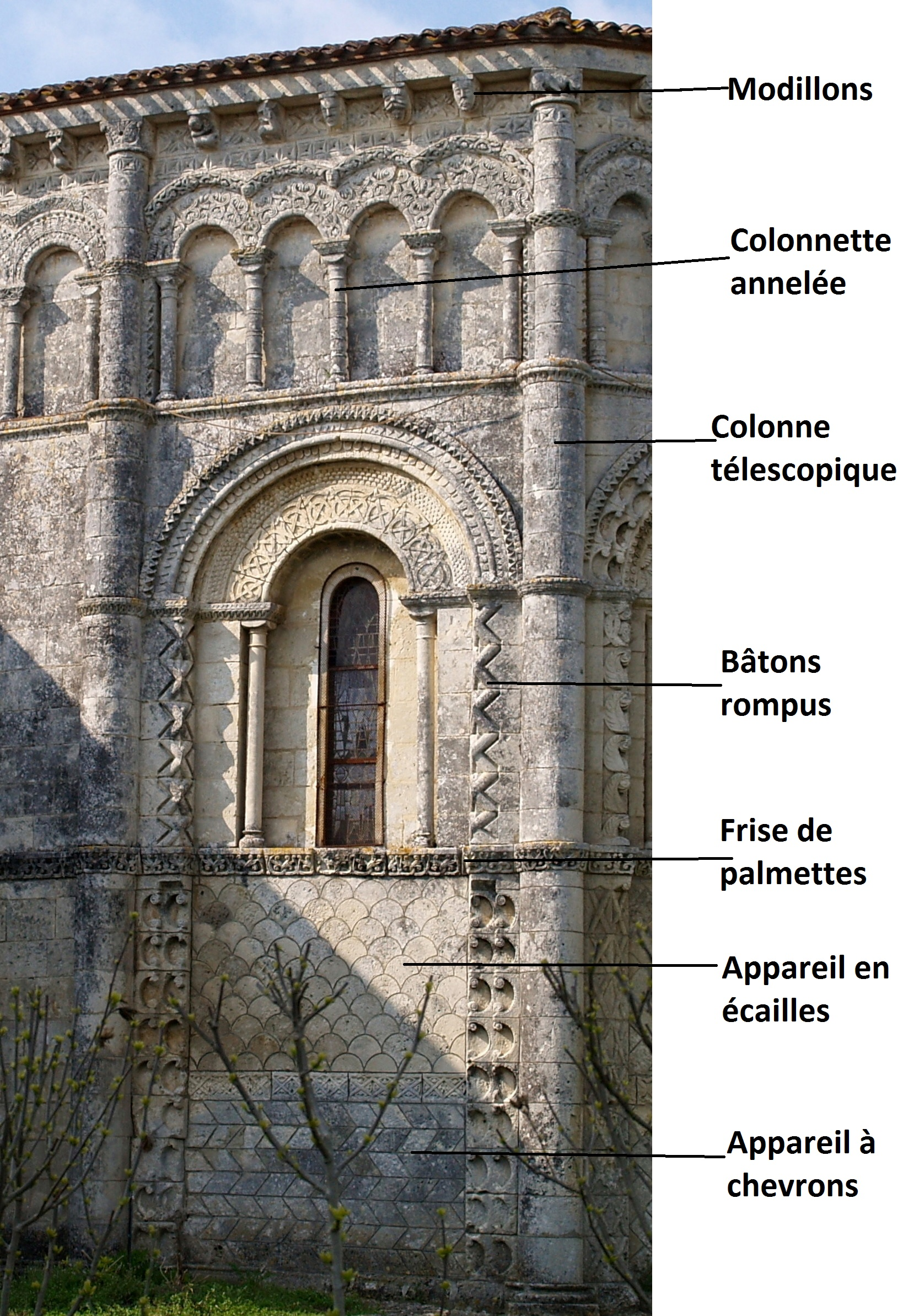

Dans la hauteur chaque pan est divisée en trois étages.
Les parties inférieures sont remarquables par la diversité de leur mode de construction. L'artisan a utilisé là toutes les ressources de sa technique. Chaque aire est divisée en deux et la disposition de la partie du haut n'est pas la même que celle du bas. Tous les genres de tailles de pierre s'y rencontrent.
L'étage central est tout entier occupé par de grandes fenêtres romanes dont les arcs et les pieds-droits, ceux-ci descendant jusqu'au sol, sont recouverts d'une décoration dont la diversité tient du prodige.
Au-dessus, à l'étage supérieur se développe une très riche arcature surmontée d'une corniche à magnifiques modillons. Entre les cintres de l'arcature et la corniche, pas un décimètre carré de la muraille n'est laissé sans sculpture. Enfin de splendides colonnes limitent les pans et les séparent, elles montent du sol au toit en s'amenuisant et en changeant de diamètre à hauteur du deuxième étage.
L'intérieur des grandes arcatures du premier niveau est le domaine de la stéréotomie (art de tailler et disposer les pierres) avec des assises en zigzags, obliques ou en écailles de poisson qui semblent héritées de l'Antiquité tardive. À mi-hauteur, une assise décorée de marguerites court sur toute la longueur du chevet.
Le second niveau, légèrement en retrait, est souligné par une corniche à décor d'entrelacs et reçoit les fenêtres qui éclairent l'abside. Ces dernières possèdent chacune une arcature s'inscrivant dans une seconde plus large. Au-dessus, un rang d'arcatures aux colonnettes curieusement annelées est distribué par séries de quatre.
L'ensemble du décor est rythmé par de longues colonnes engagées cantonnant les pans de l'abside et, jusqu'à la corniche supérieure, aucun espace n'est laissé vide. Sur le chevet de l'église s'est déployé un vocabulaire ornemental fait d'éléments géométriques ou de végétaux stylisés dont les musées de la région conservent de nombreux exemples.

Les sept pans du chevet
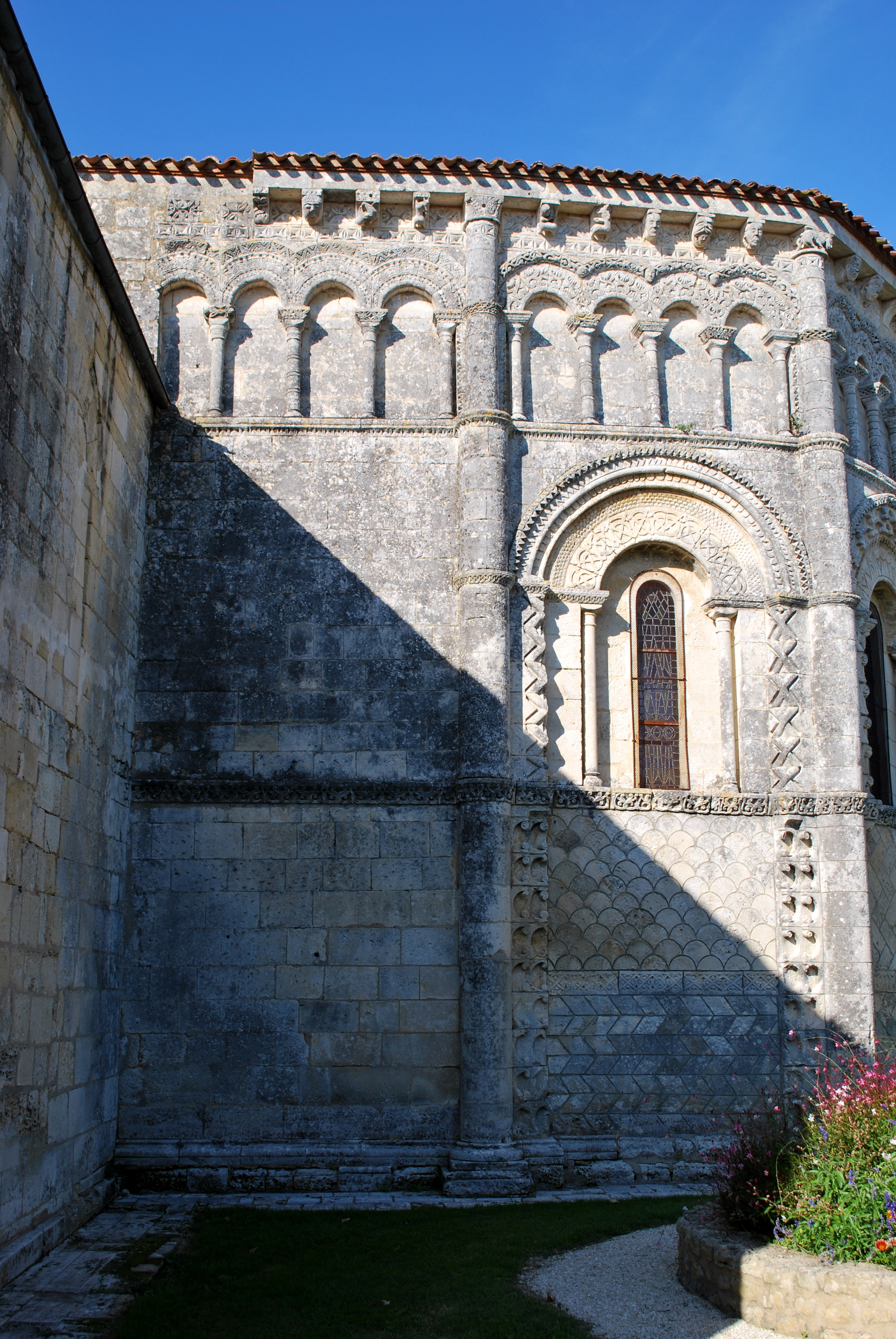
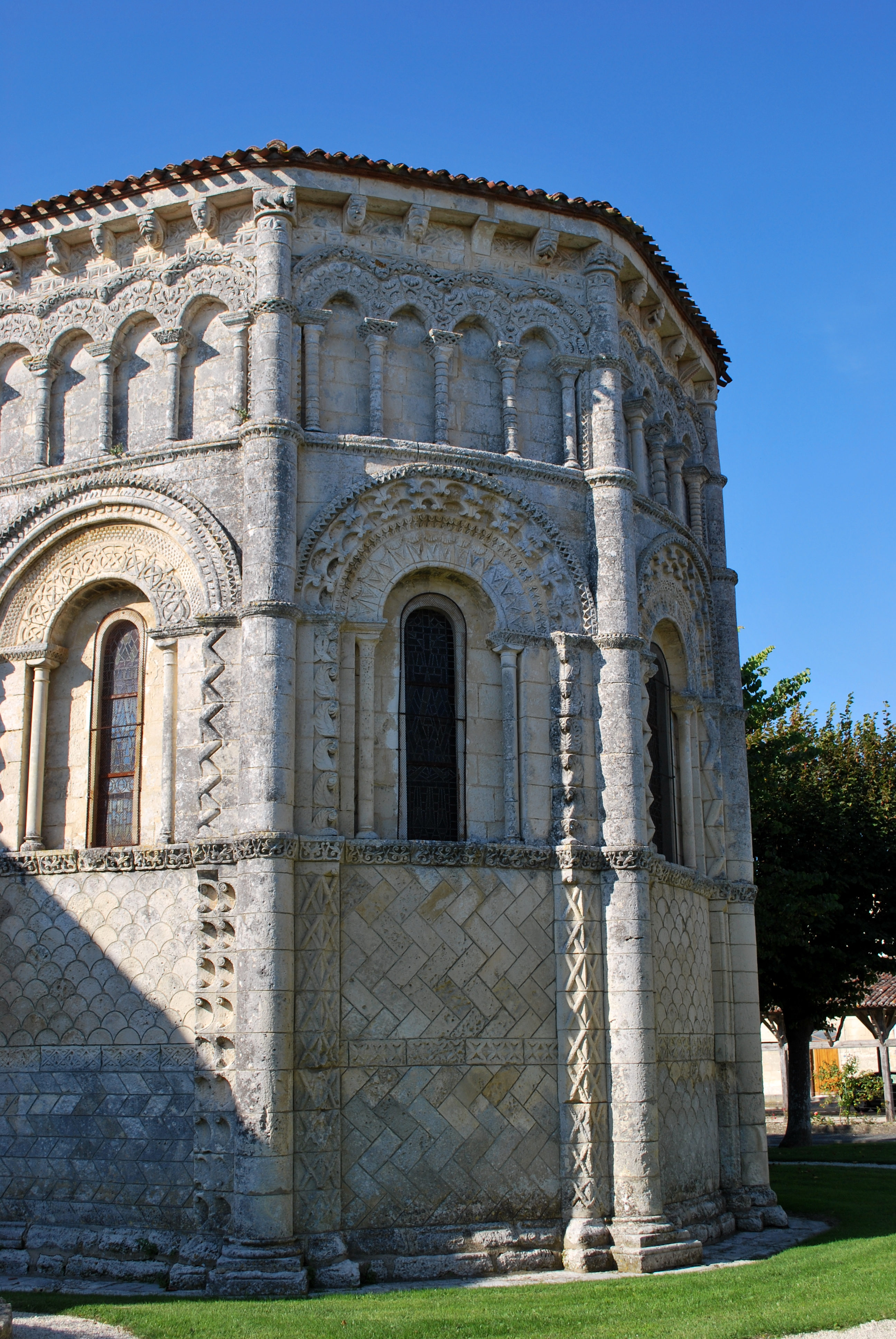
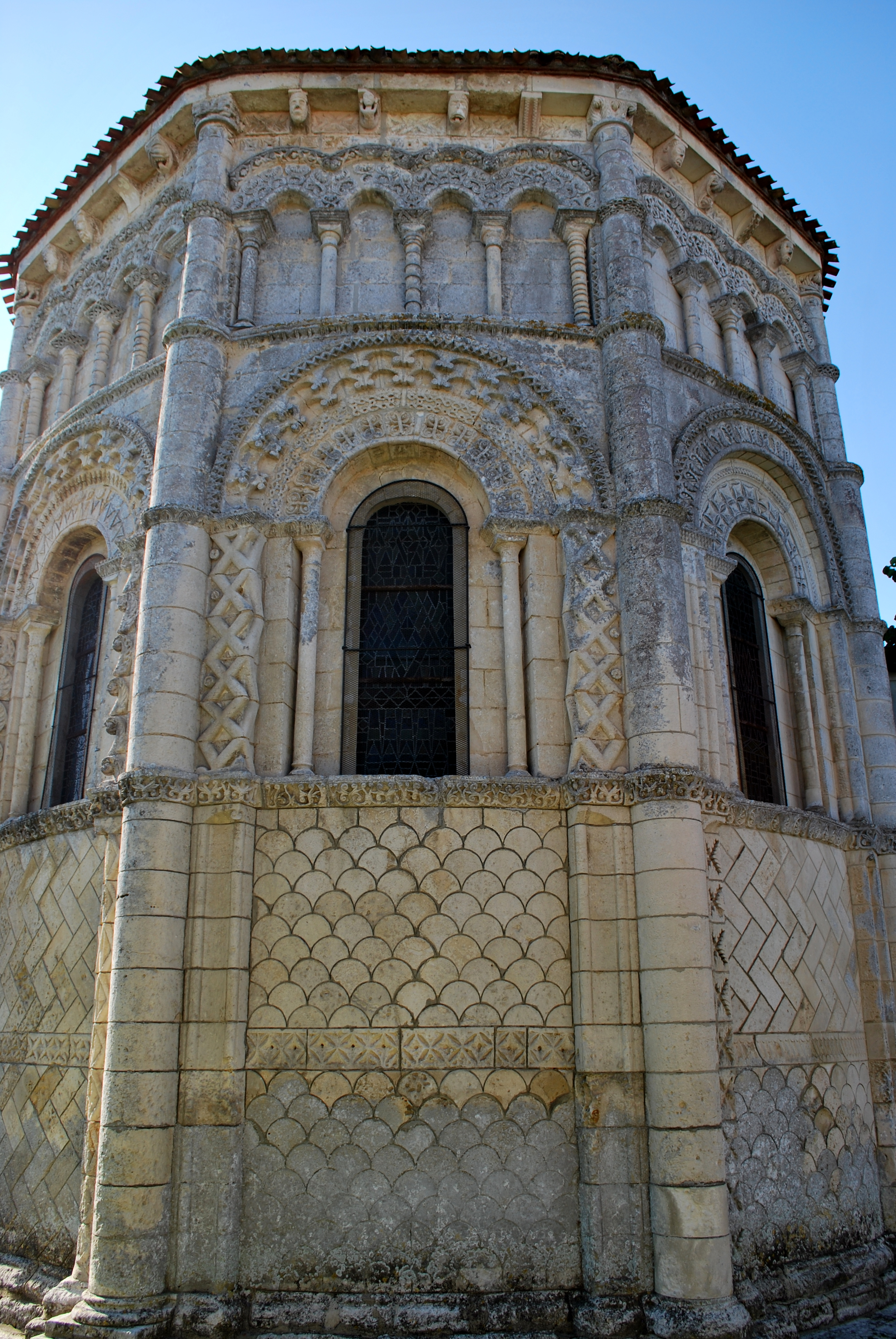
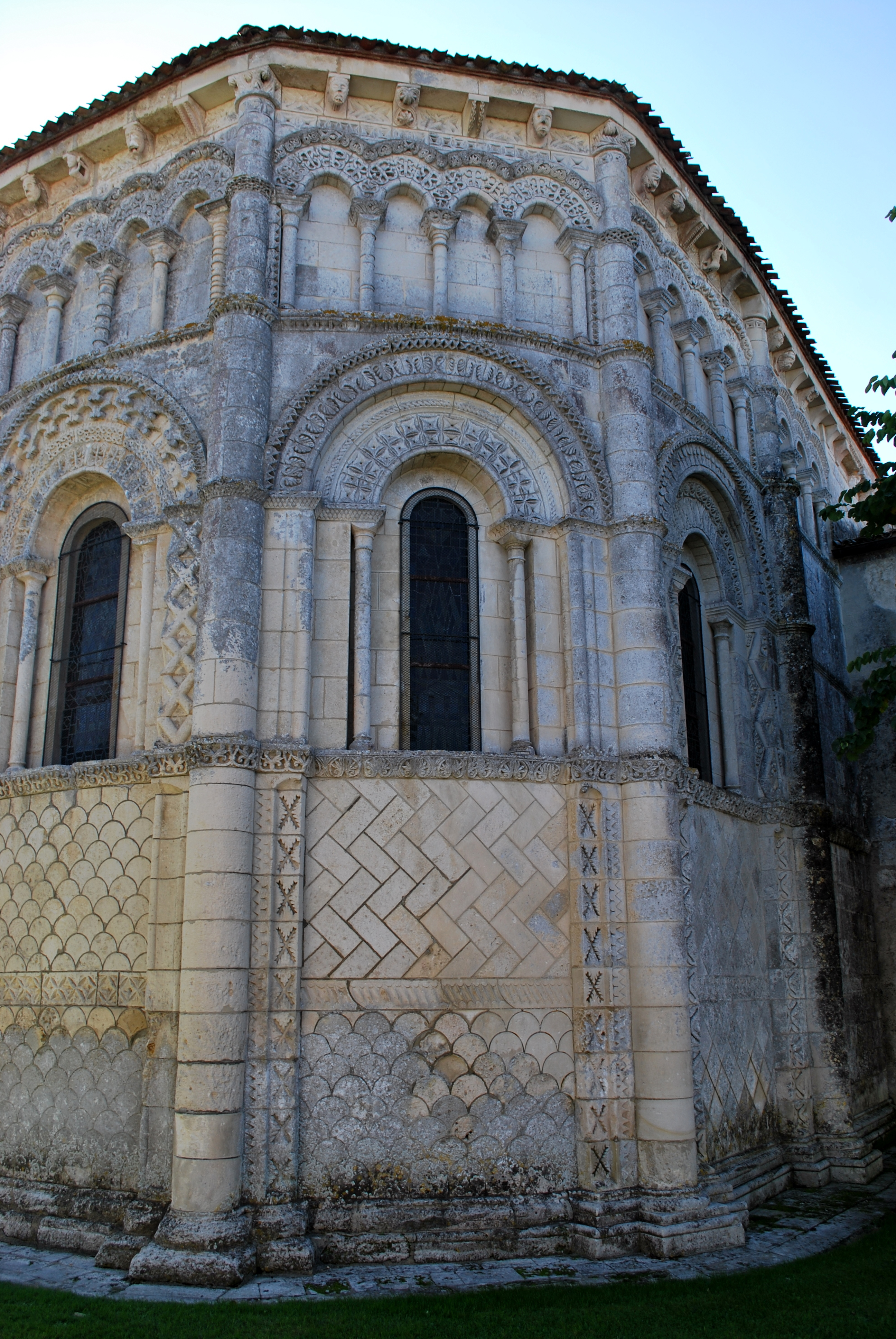
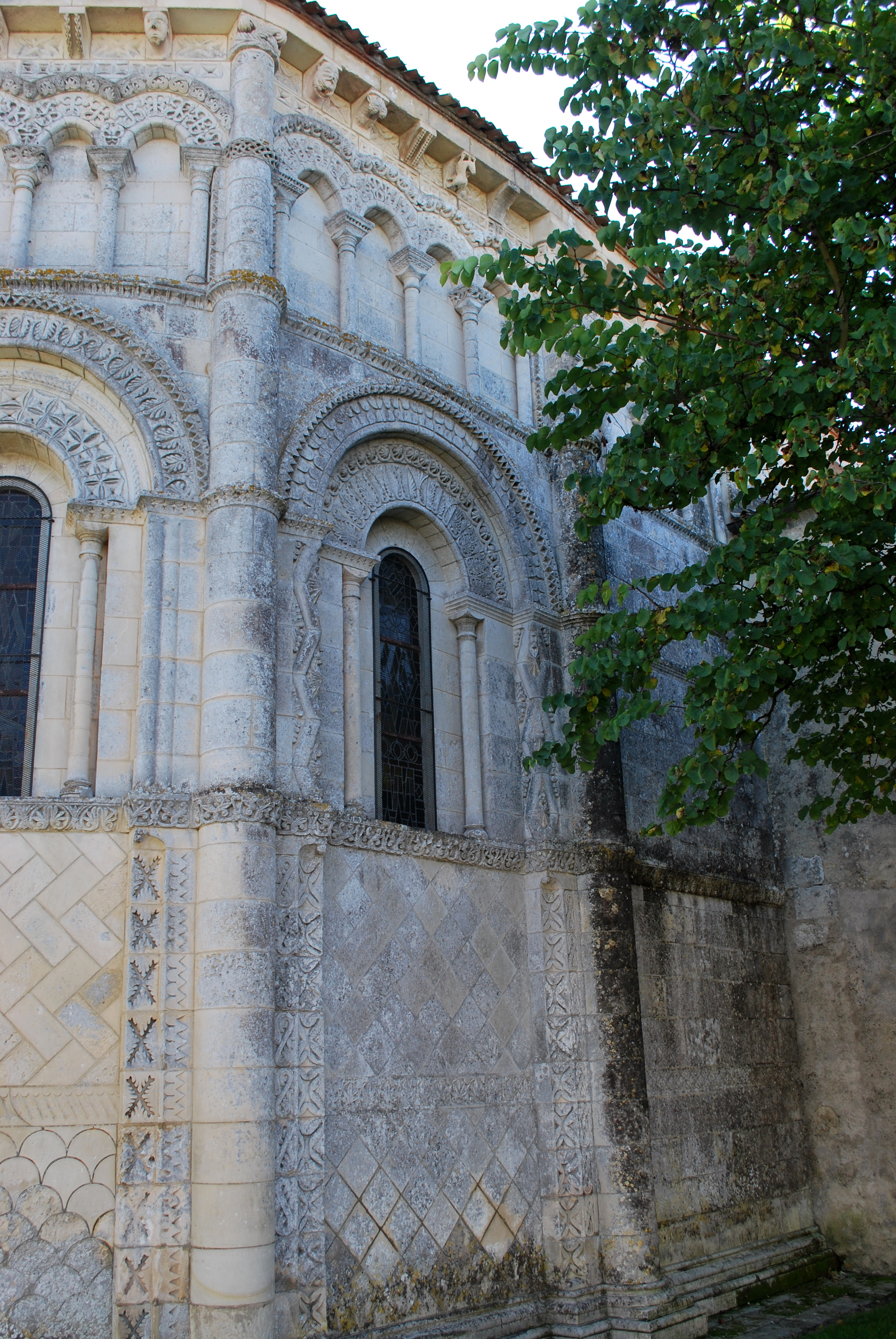
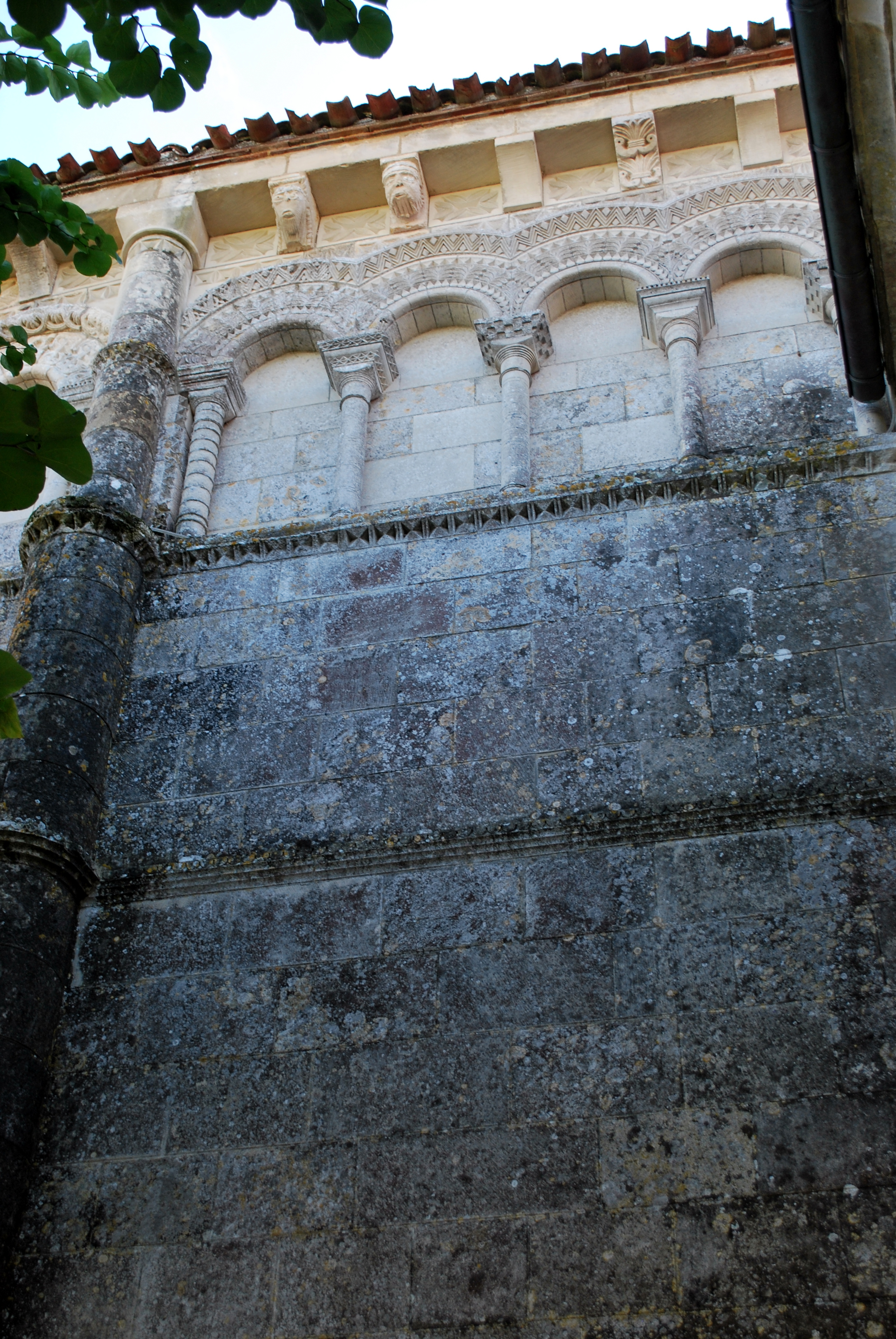

Les modillons du chevet
La série modillonnaire du chevet n'est pas typique des églises romanes du Sud-ouest. Habituellement on trouve des représentations de mises en garde contre les dangers des péchés capitaux, en particulier de la luxure, comme sur la façade occidentale. Ici, on trouve de telles représentations : un monstre ailé, un oiseau, démons, l'homme inverti et le centaure sagittaire et sa victime le cerf. Mais, il y a beaucoup de représentations de têtes humaines 'paisibles', ni effrayée, ni effrayantes. Les modillons à 'têtes paisibles' se trouvent également sur l'abside de l'église Saint-Trojan de Rétaud. Kenaan-Kedar et Debiès, dans une étude des manifestations de la culture laïque parmi les modillons et Kenaan-Kedar, dans une étude d'une quarantaine d'églises romanes de Saintonge et Poitou, attribuent ces modillons comme des représentations des sculpteurs eux-mêmes. Des artisans, après avoir démontré leurs prouesses techniques se sont rangés parmi les pécheurs.

Les modillons figurés
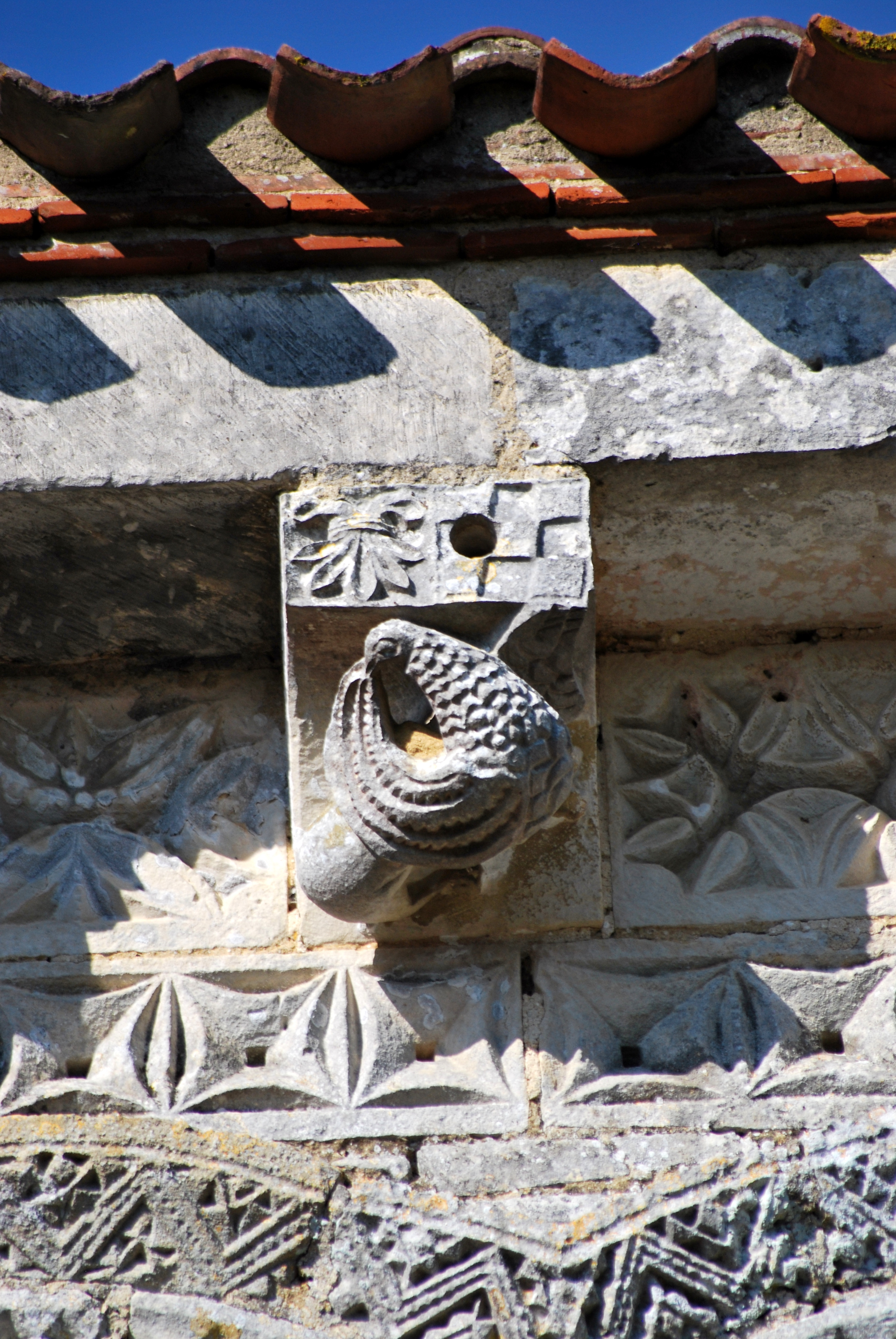
Oiseau.
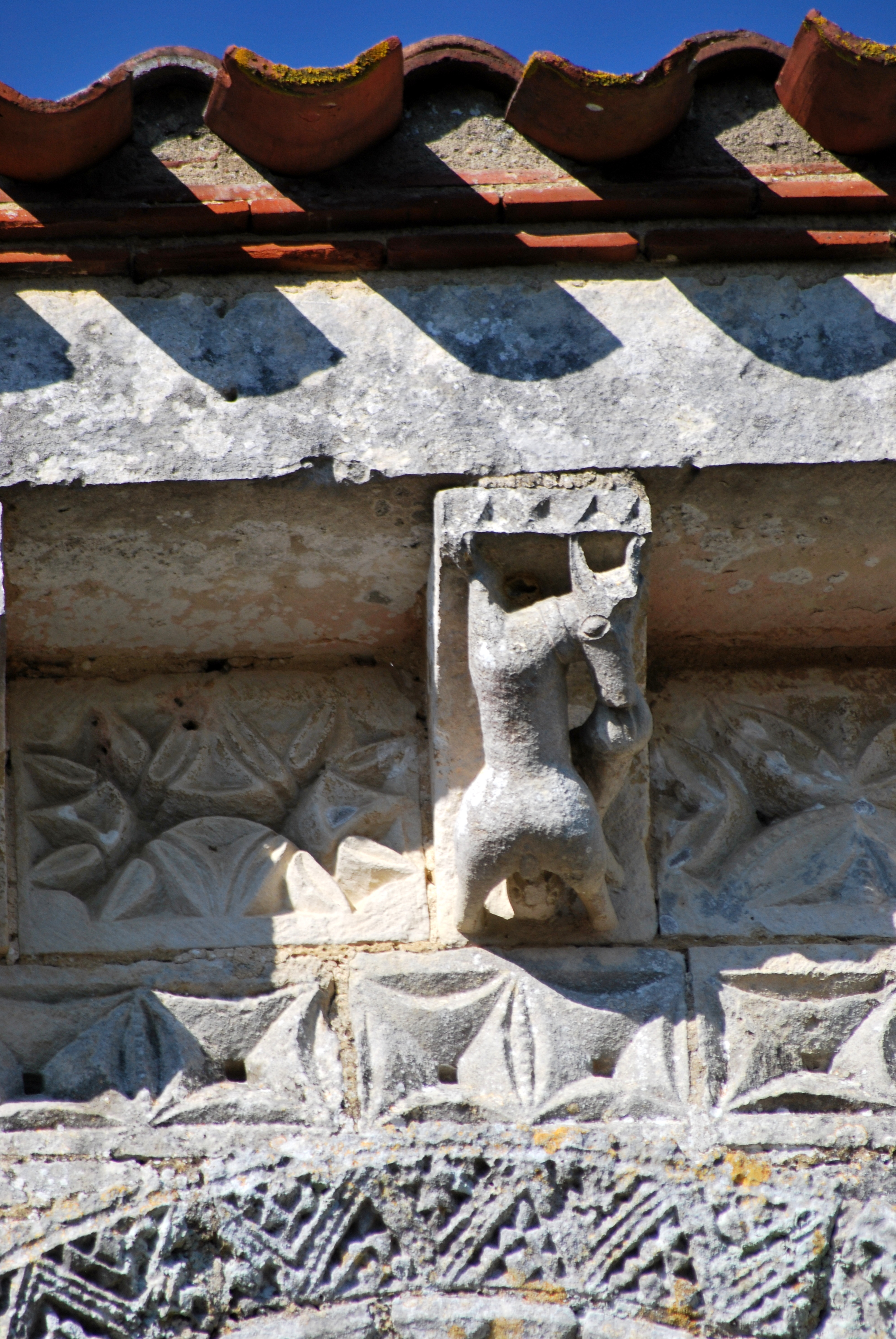
Canidé.
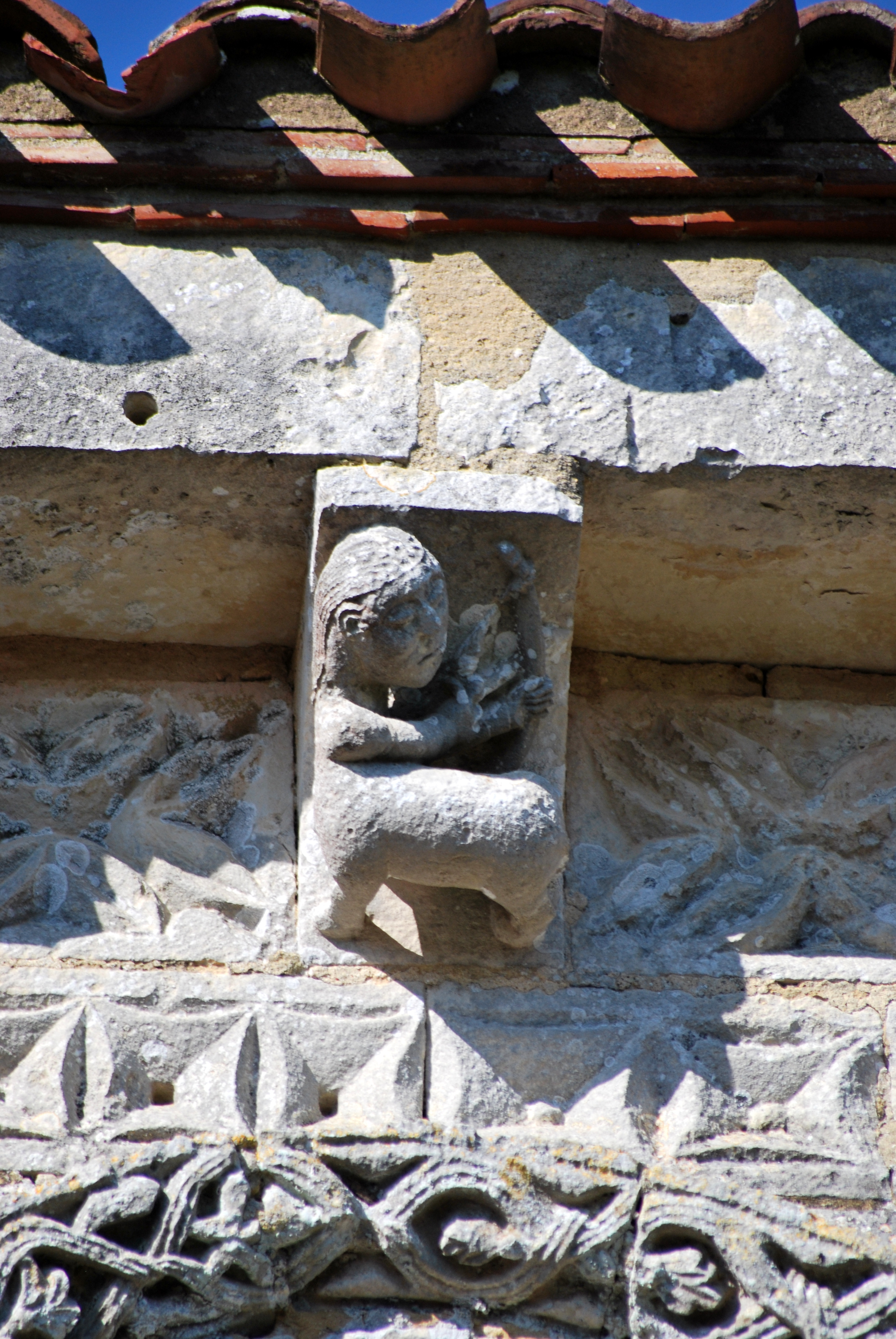
Centaure sagittaire.
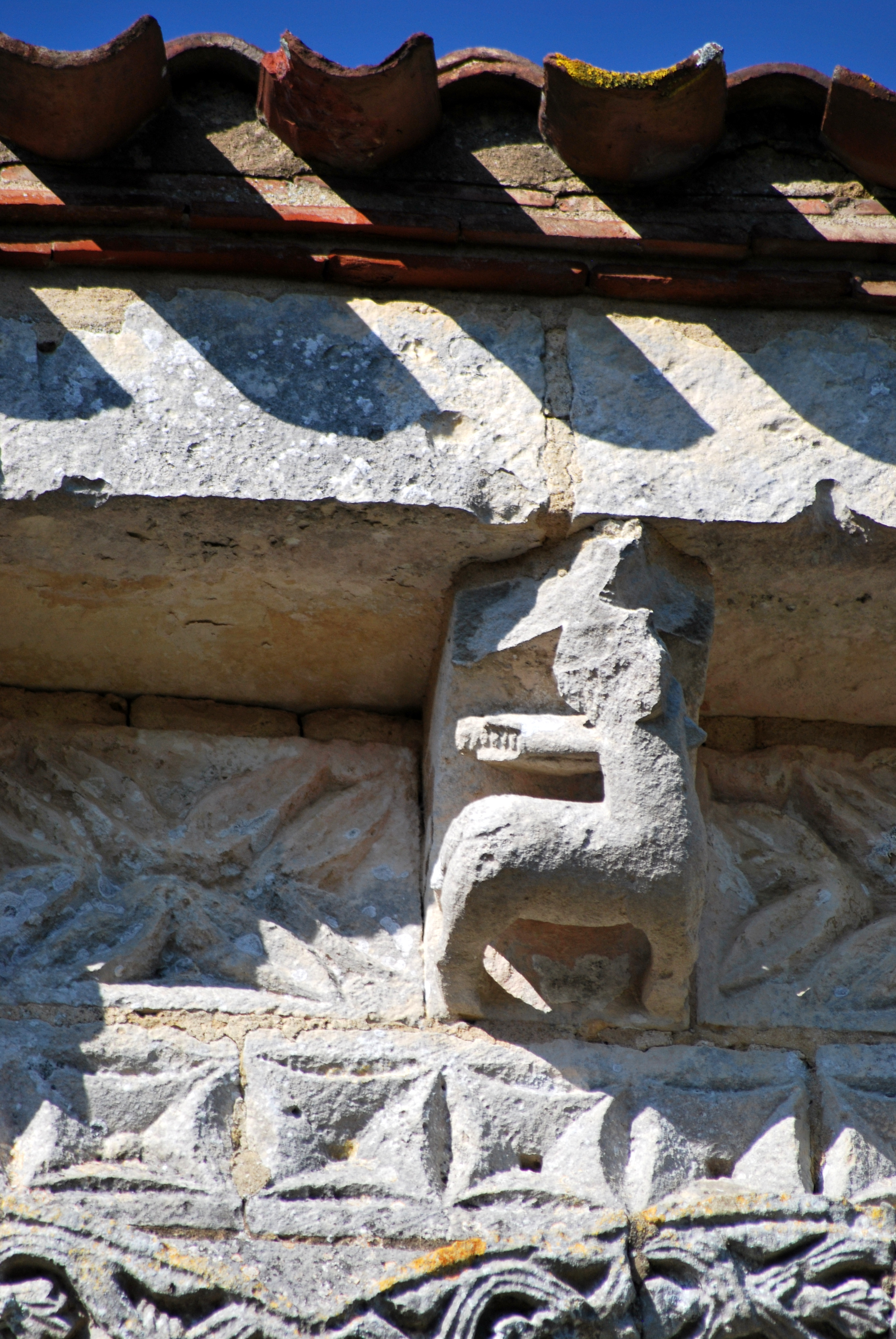
Cerf transpercé.
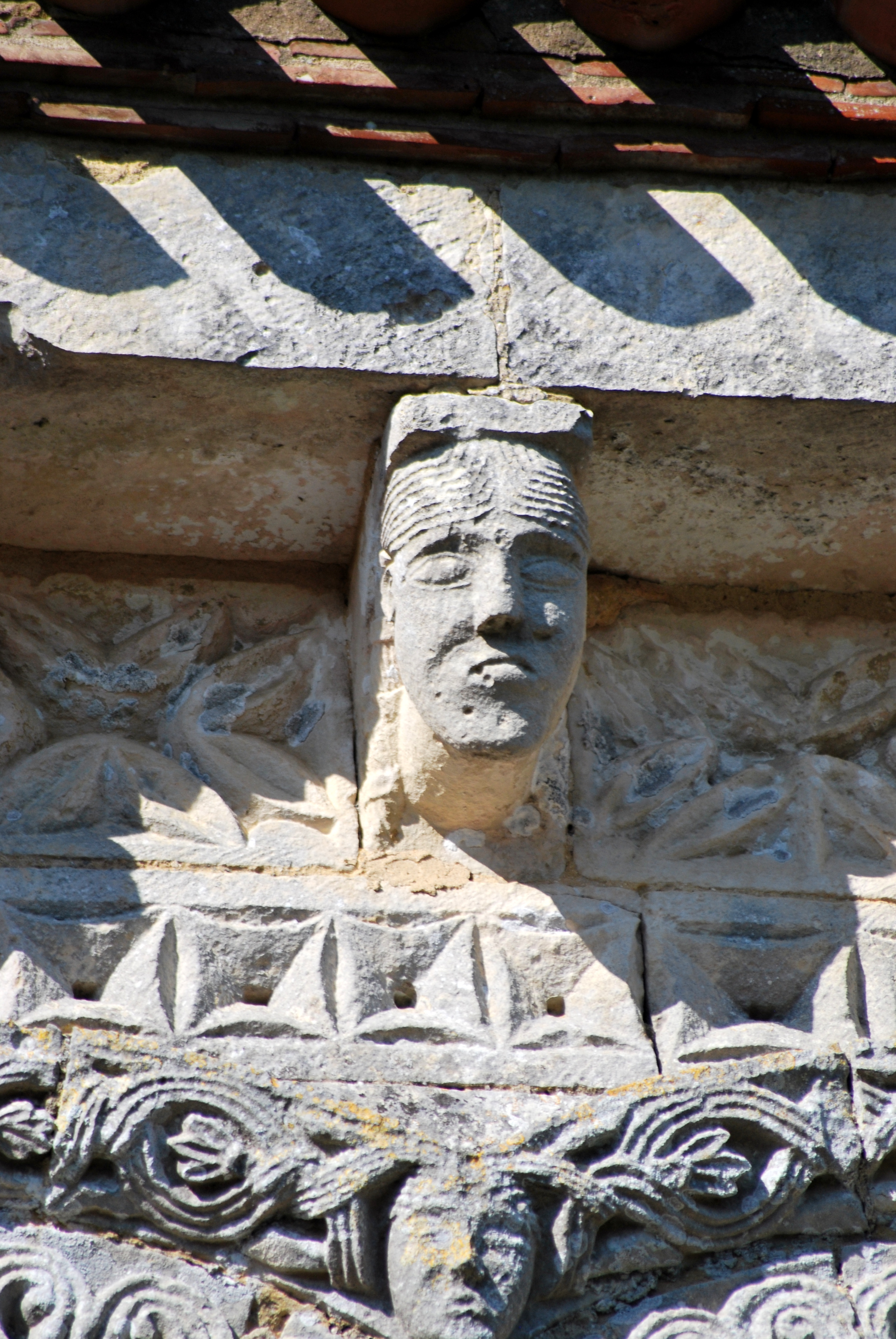
Homme paisible.
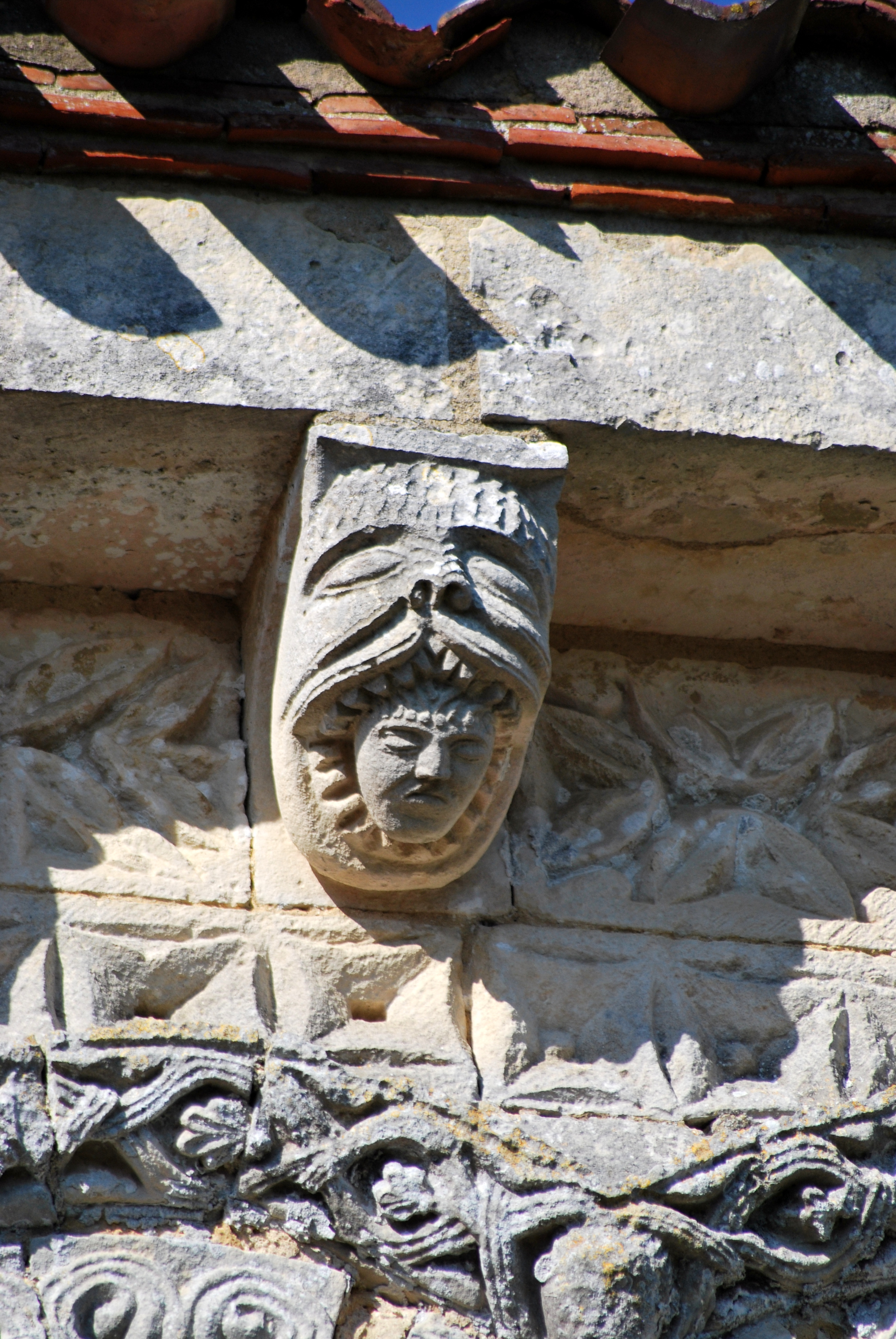
Démon avalant une tête.
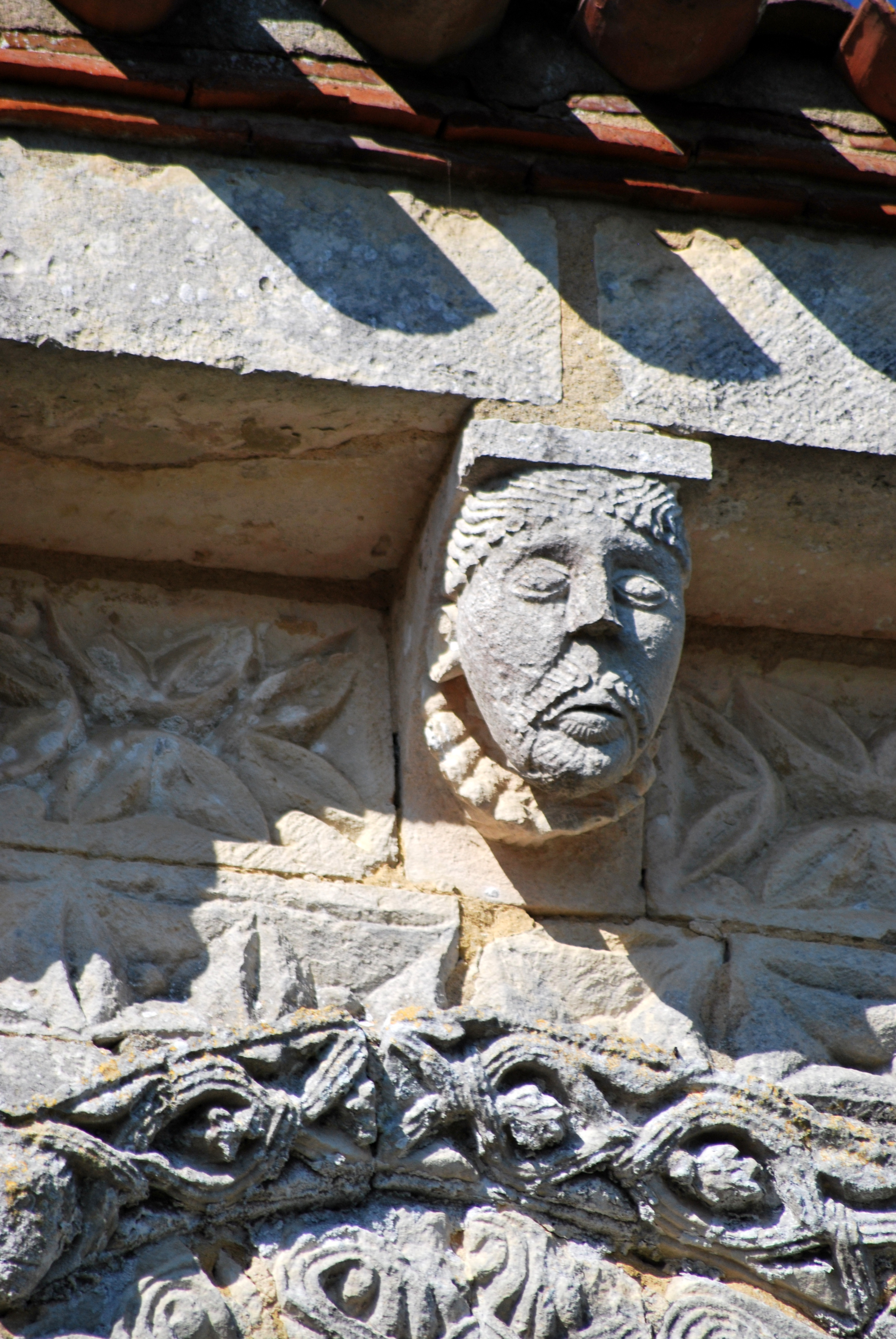
Homme paisible.
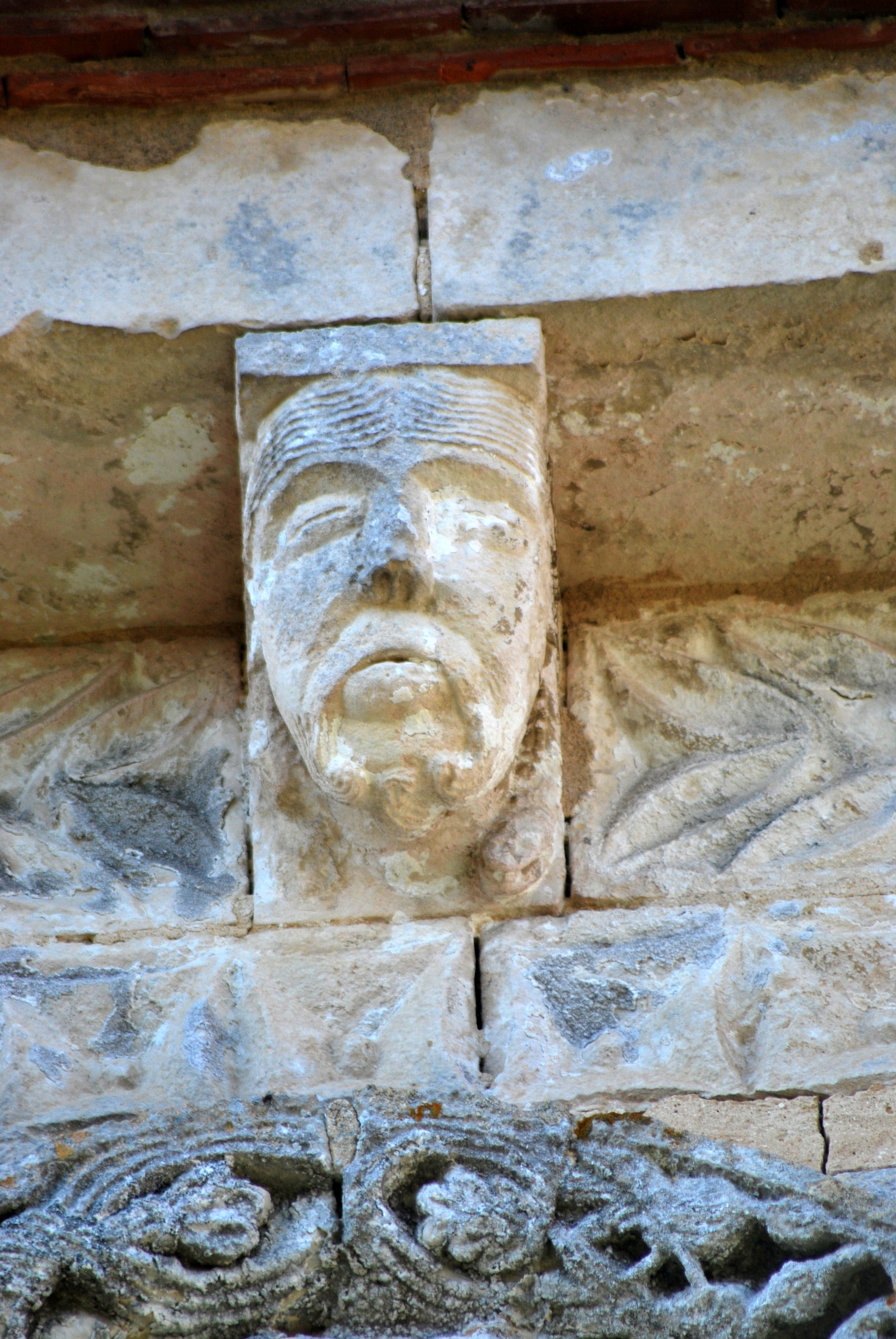
Homme paisible.
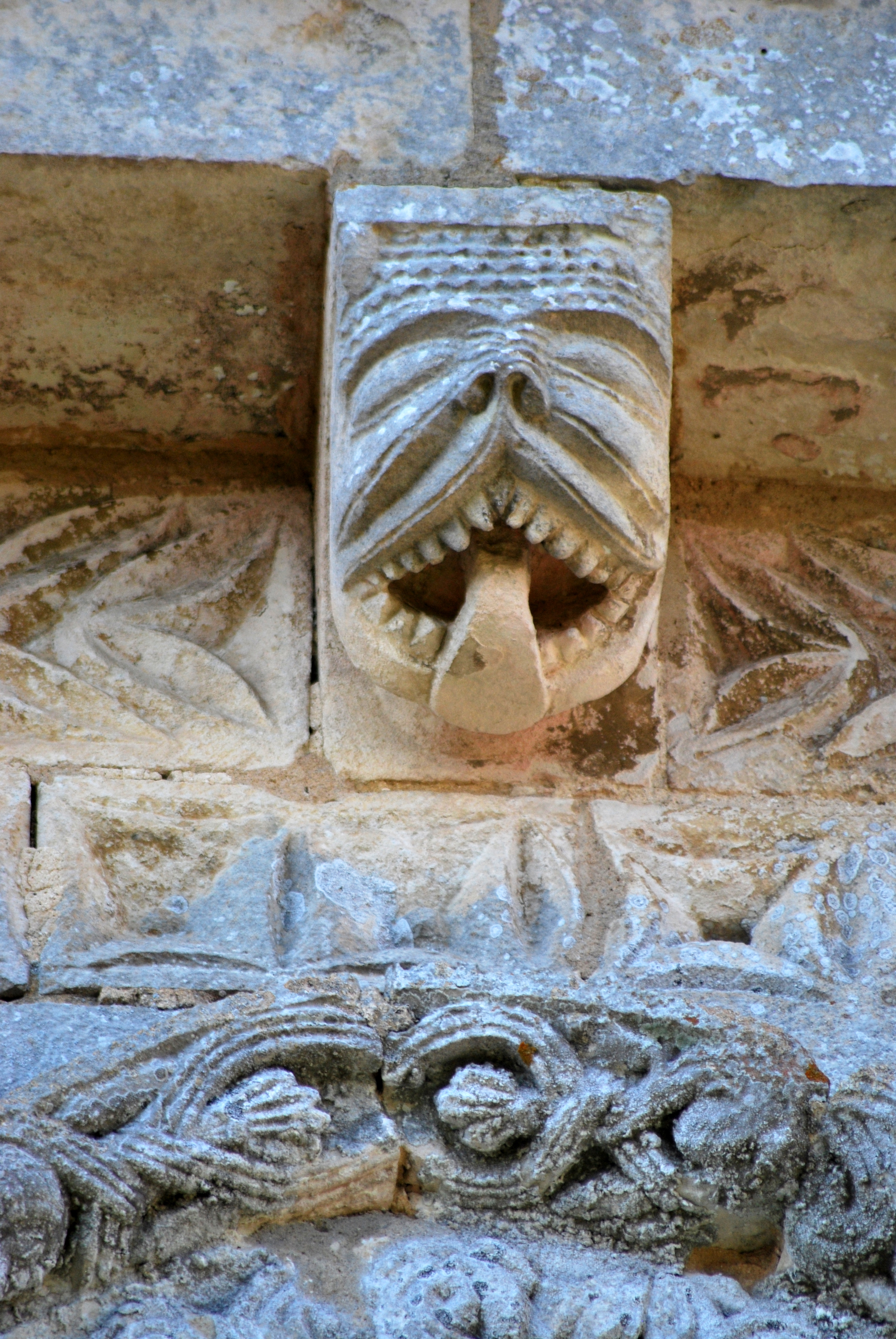
Monstre tirant la langue.
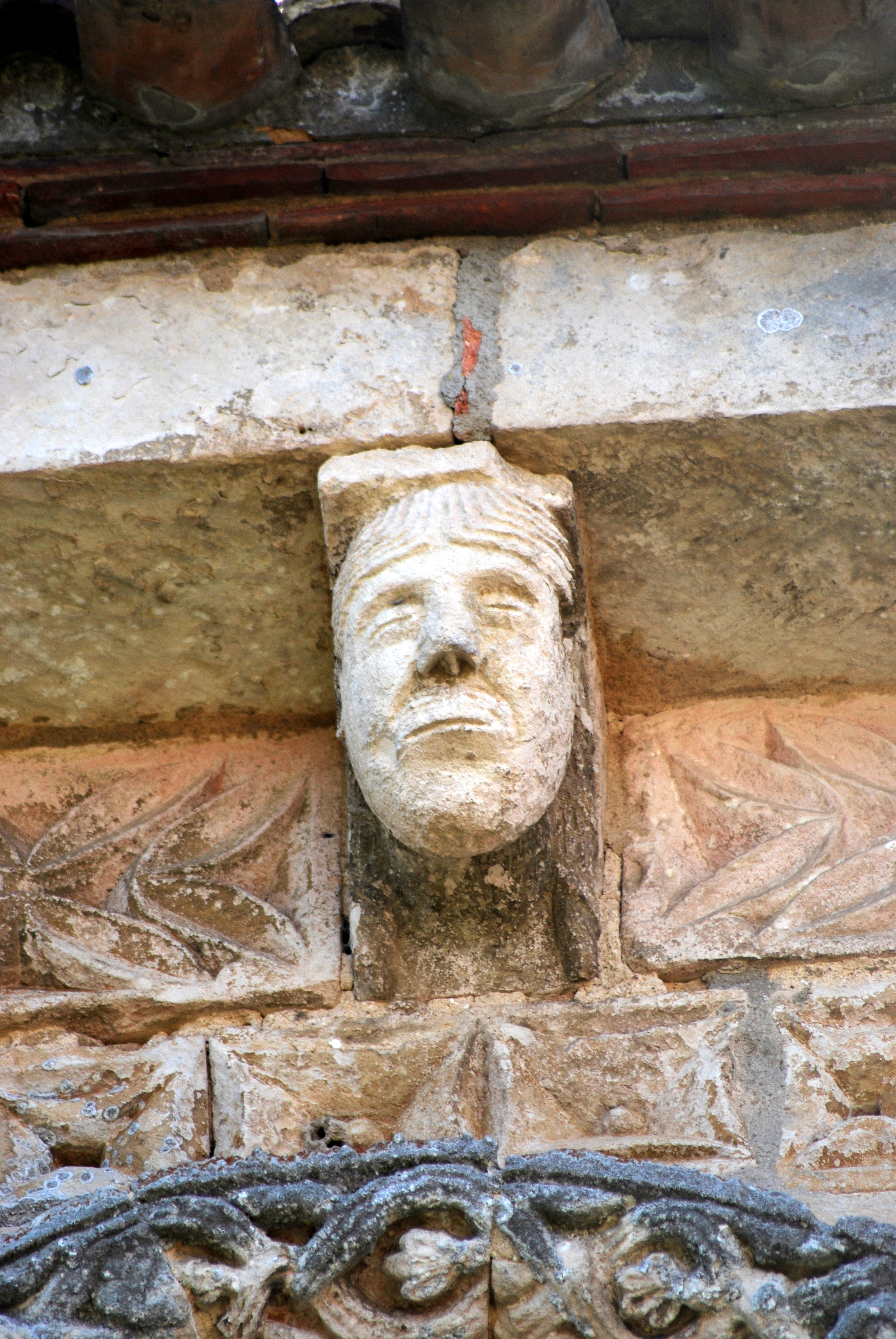
Homme paisible.
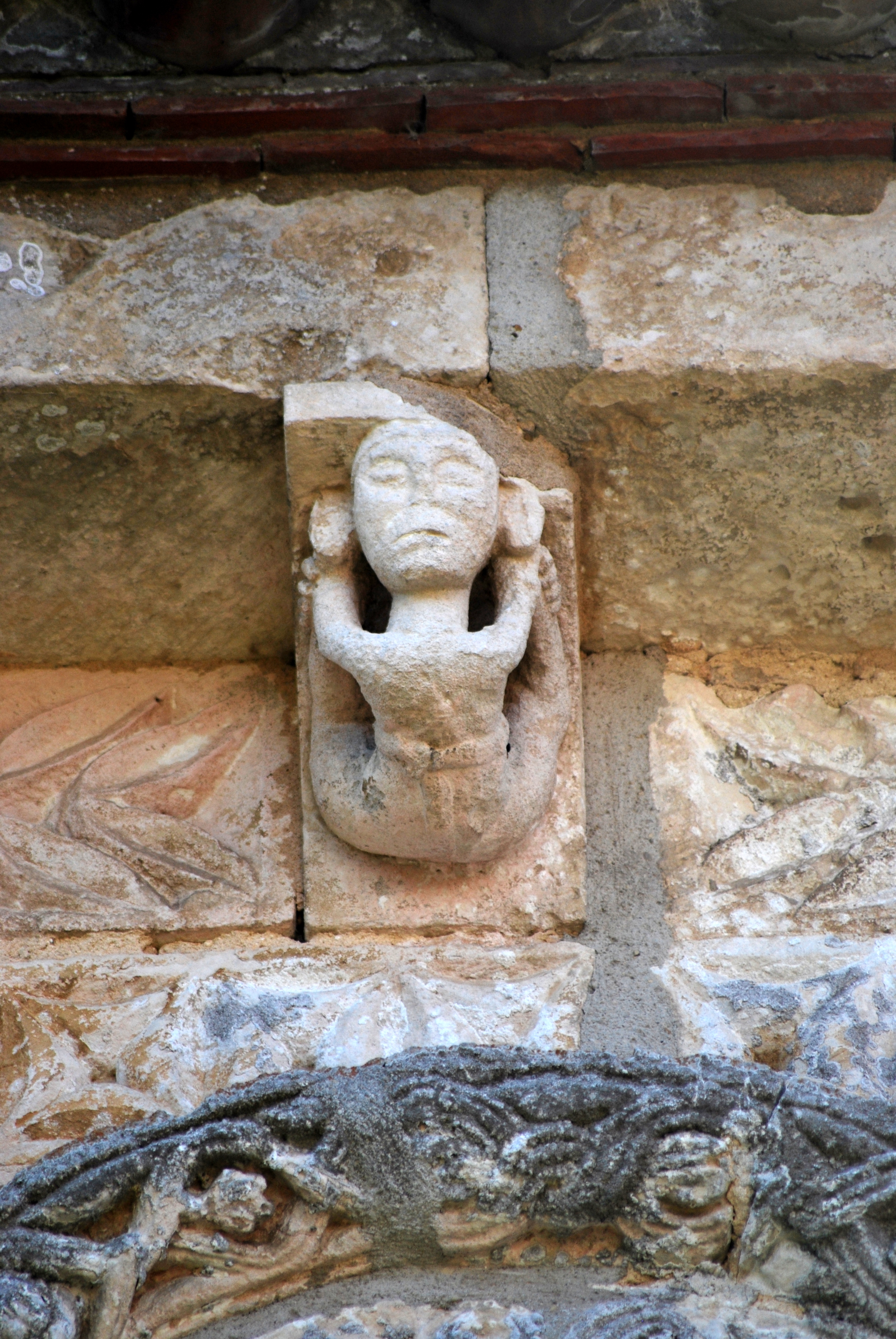
Homme 'inverti'.
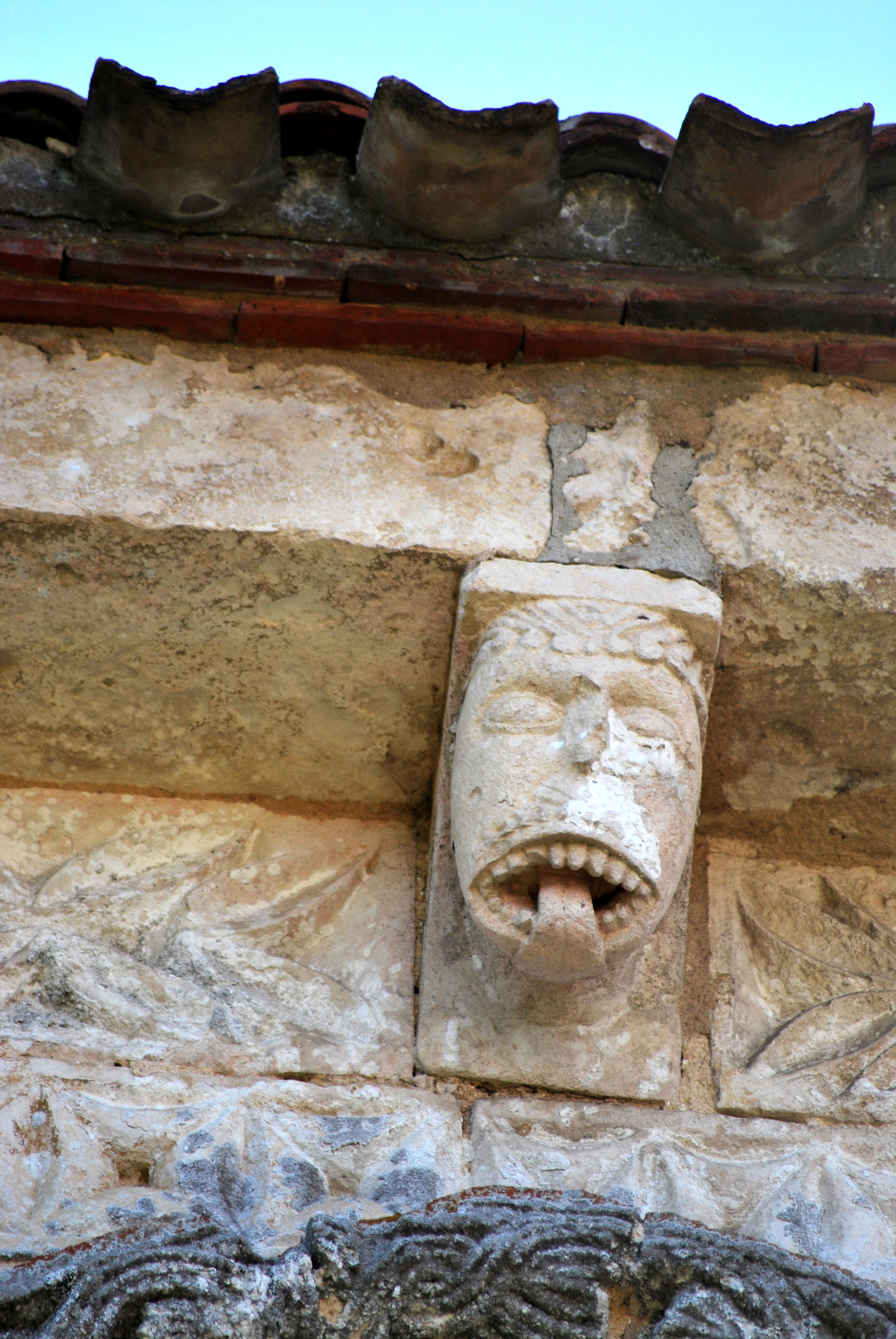
Homme tirant la langue.
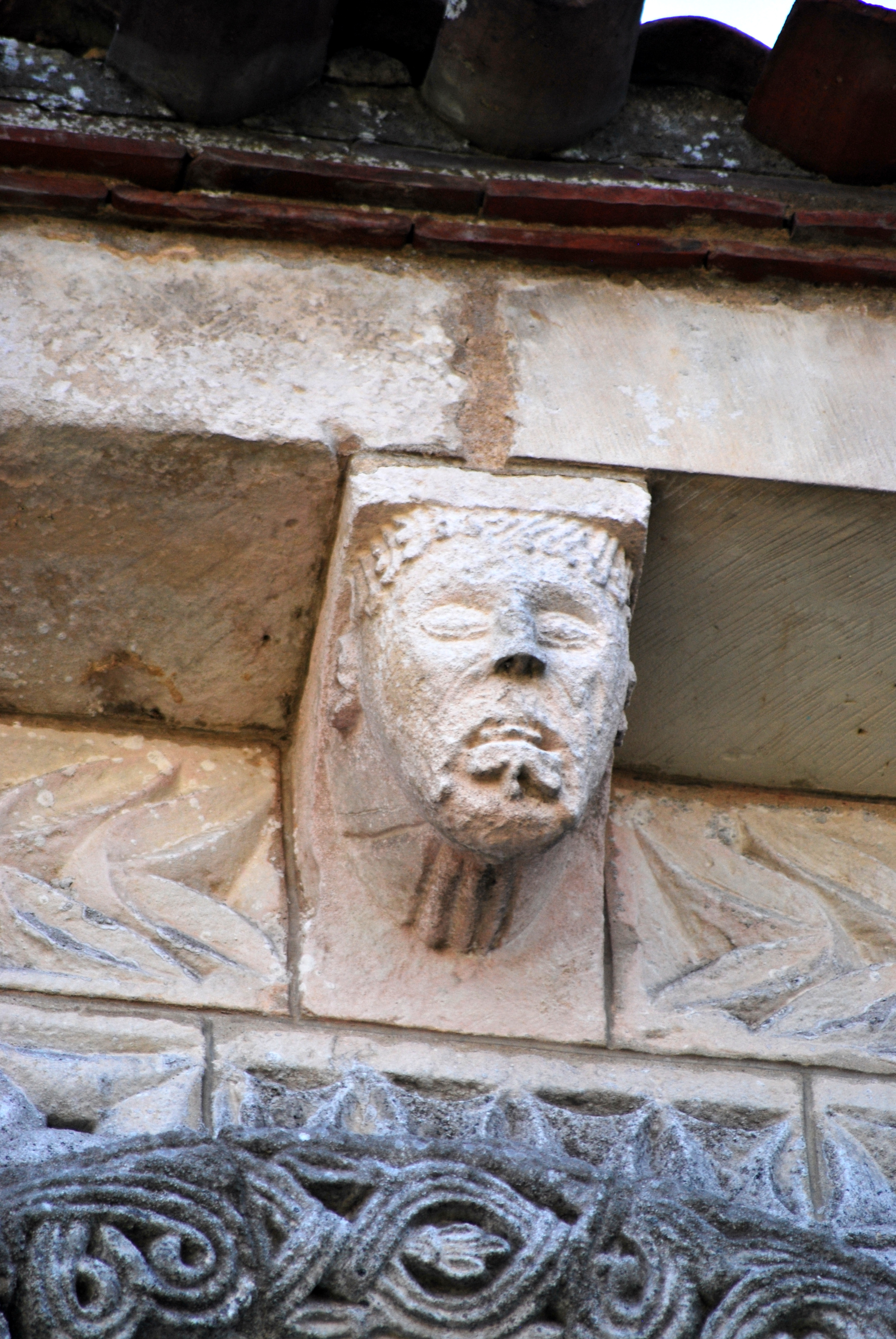
Homme apeuré.
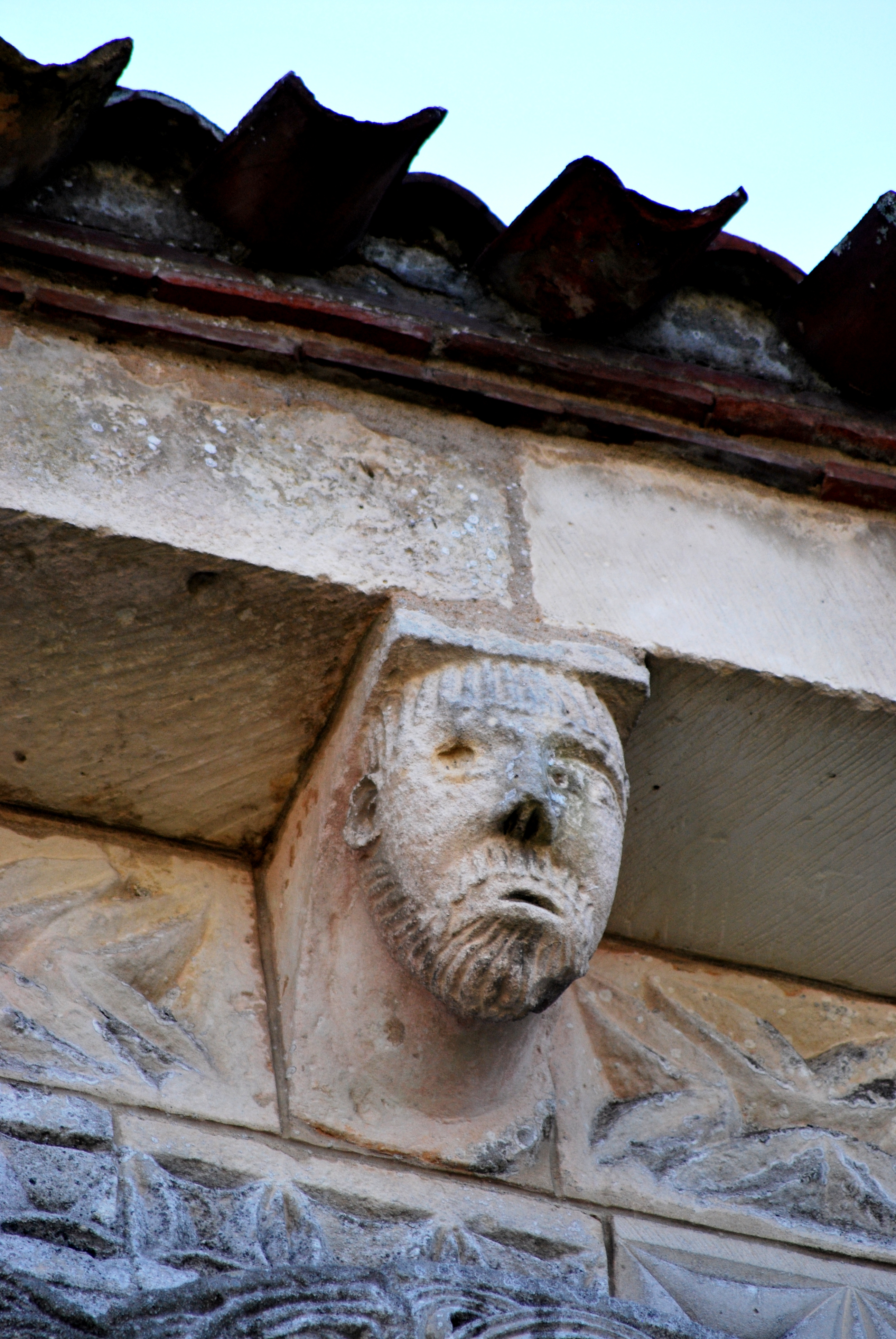
Homme triste.
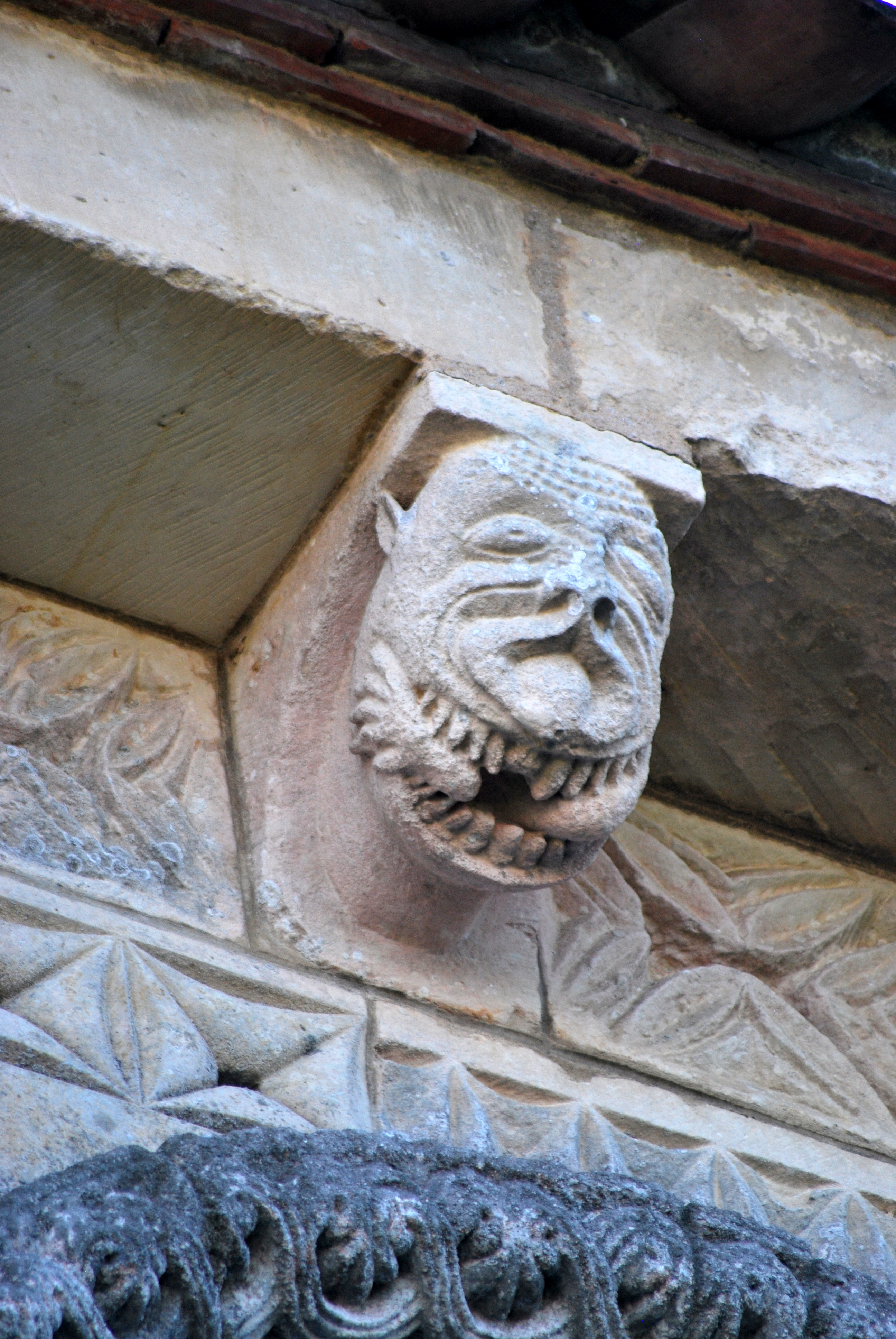
Masque de démon.
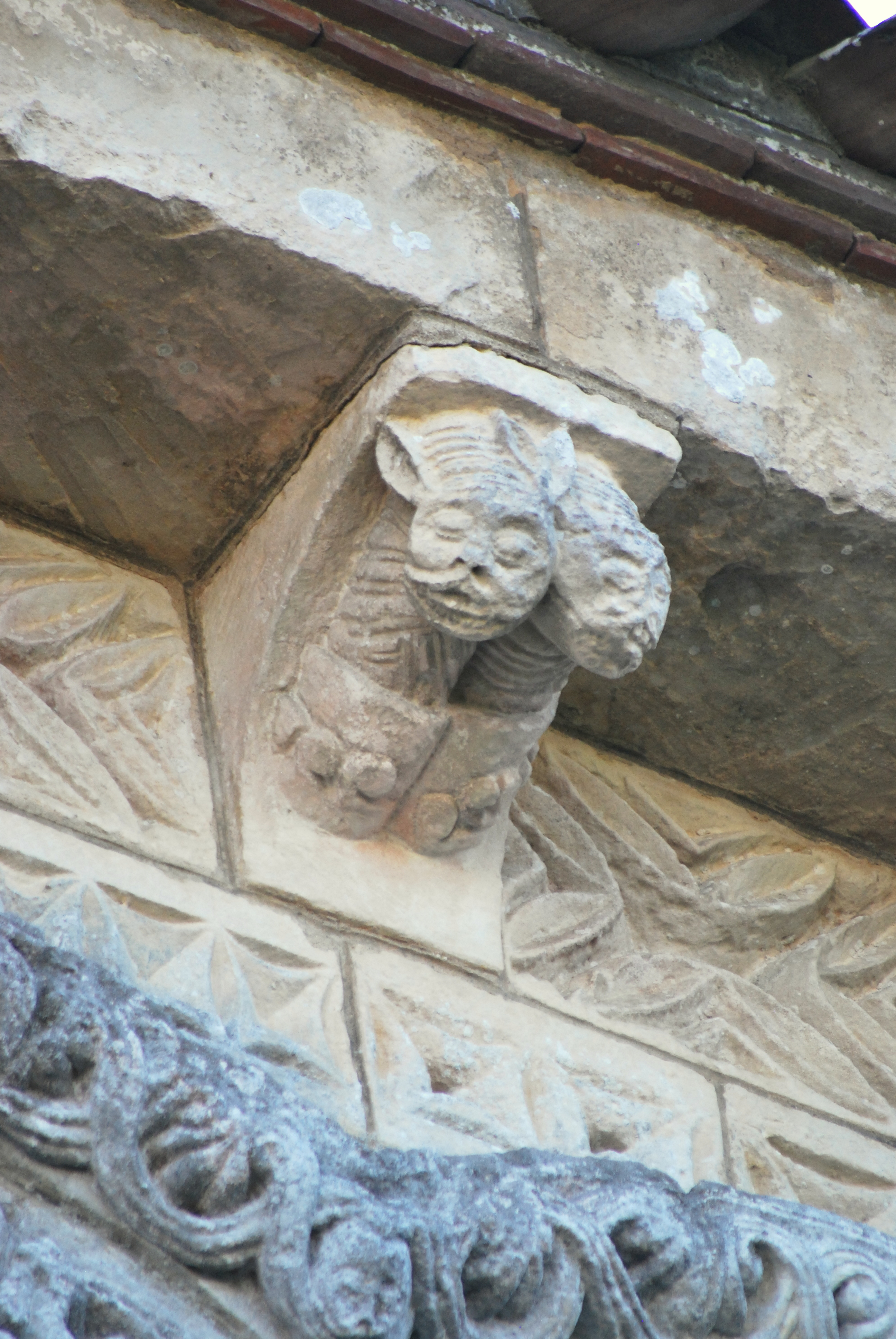
Deux félins.
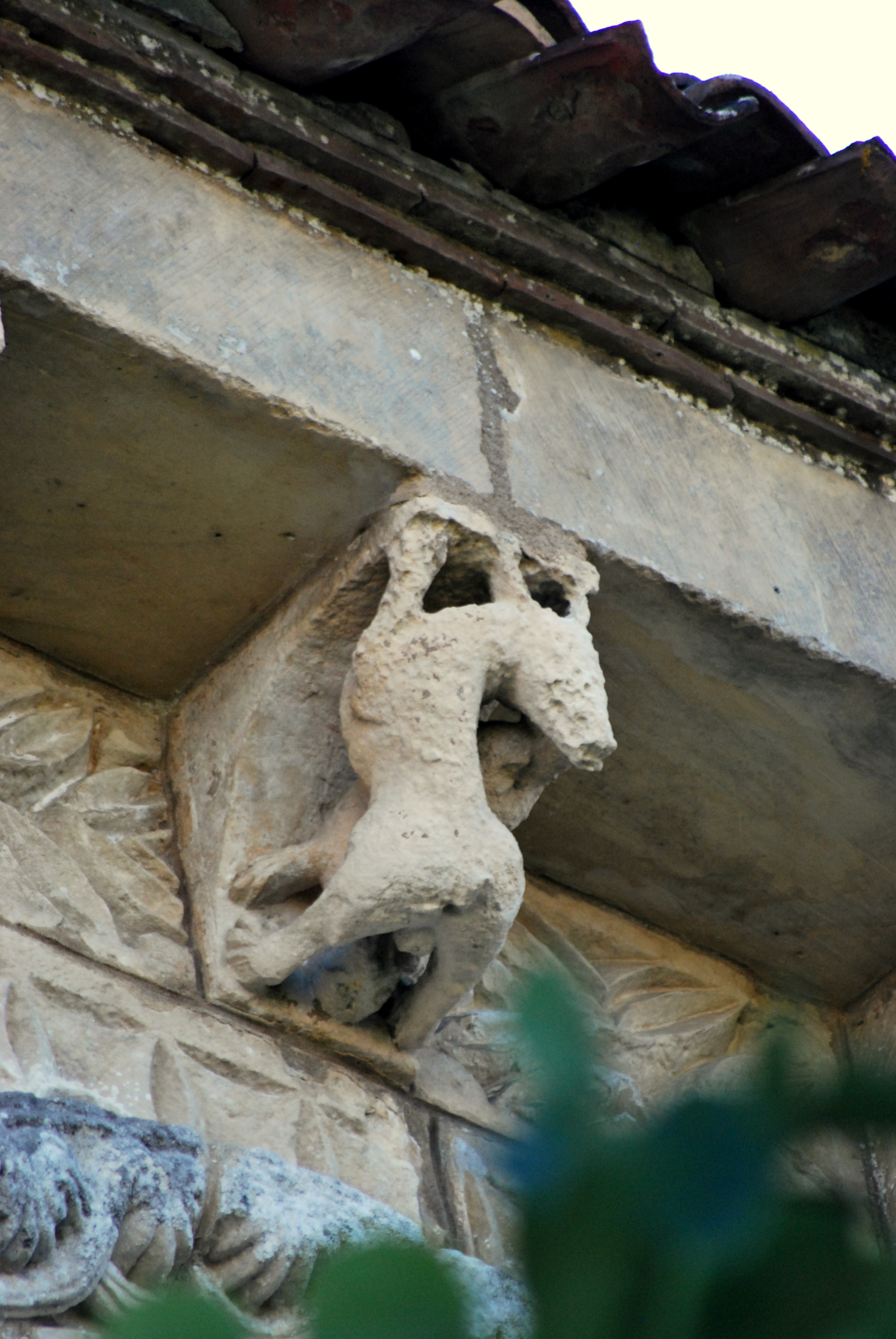
Canidé et petit.
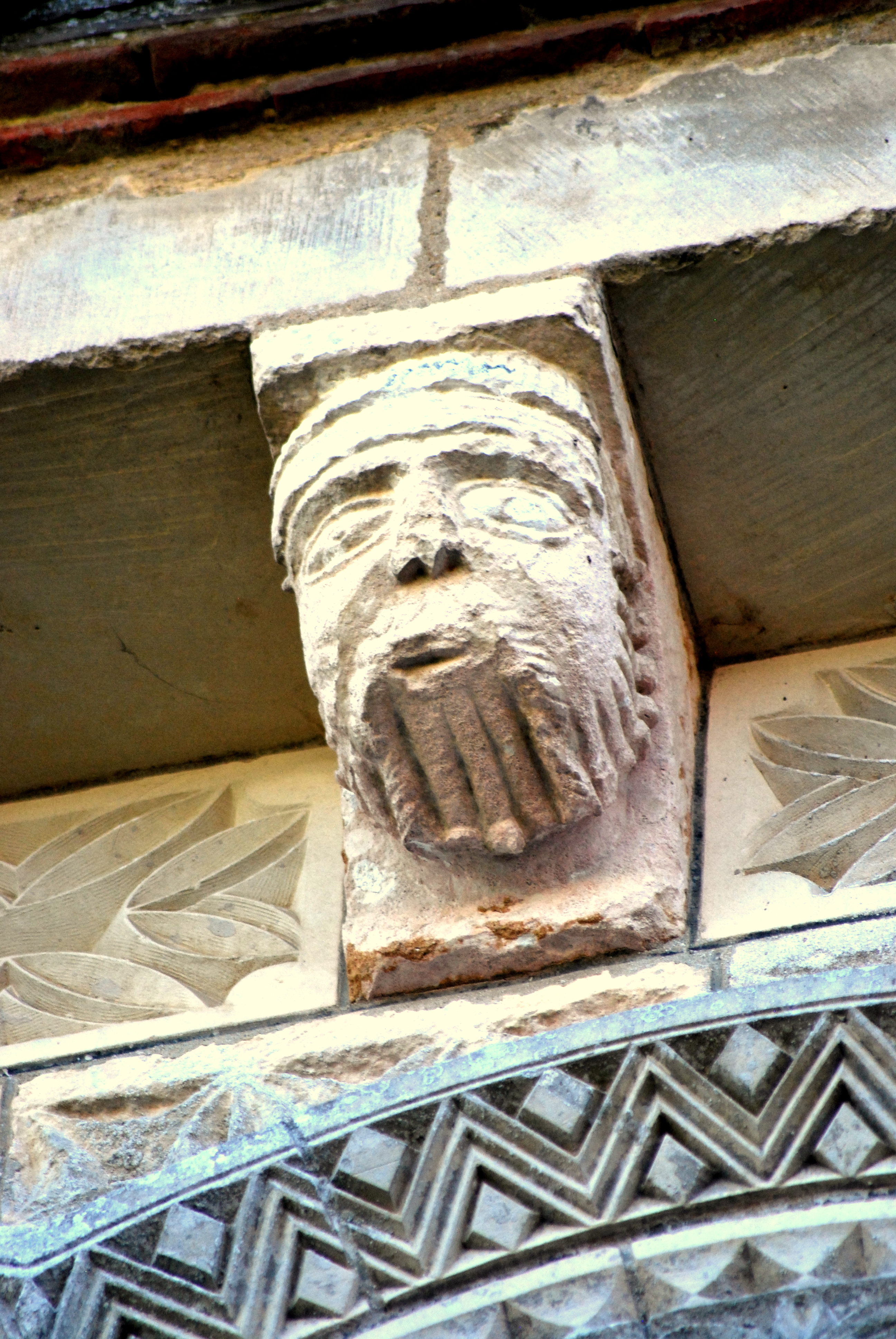
Homme barbu.

Les chapiteaux du chevet
Par rapport aux autres sculptures du chevet, la décoration des chapiteaux de la corniche est 'primitive. On trouve un décor végétal simple, soit un chapiteau historié 'simple'. Les deux chapiteaux historiés sont un lion bicorporé et deux têtes humaines qui crachent un rinceau.

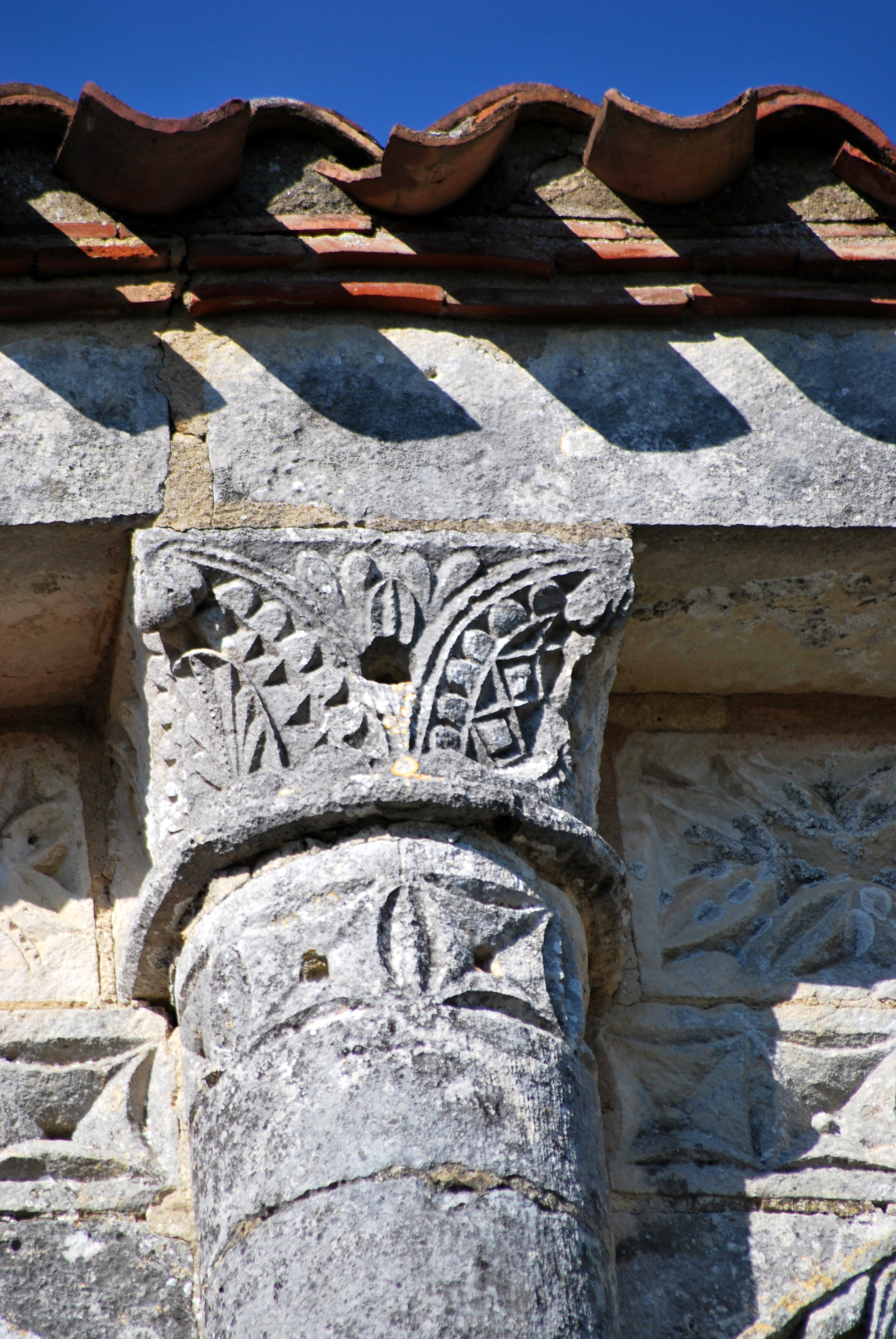
Décor végétal.
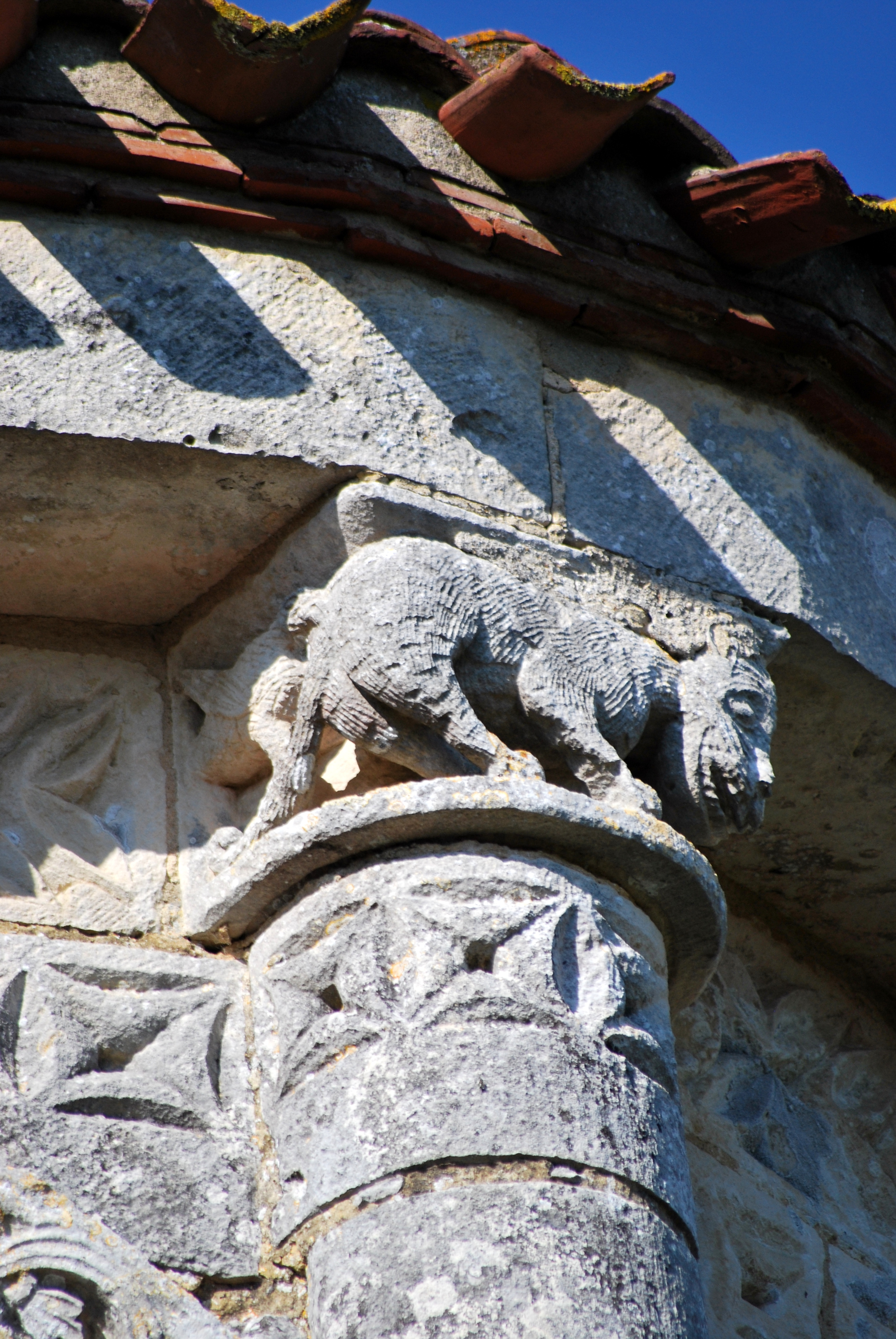
Lion bicorporé (a).
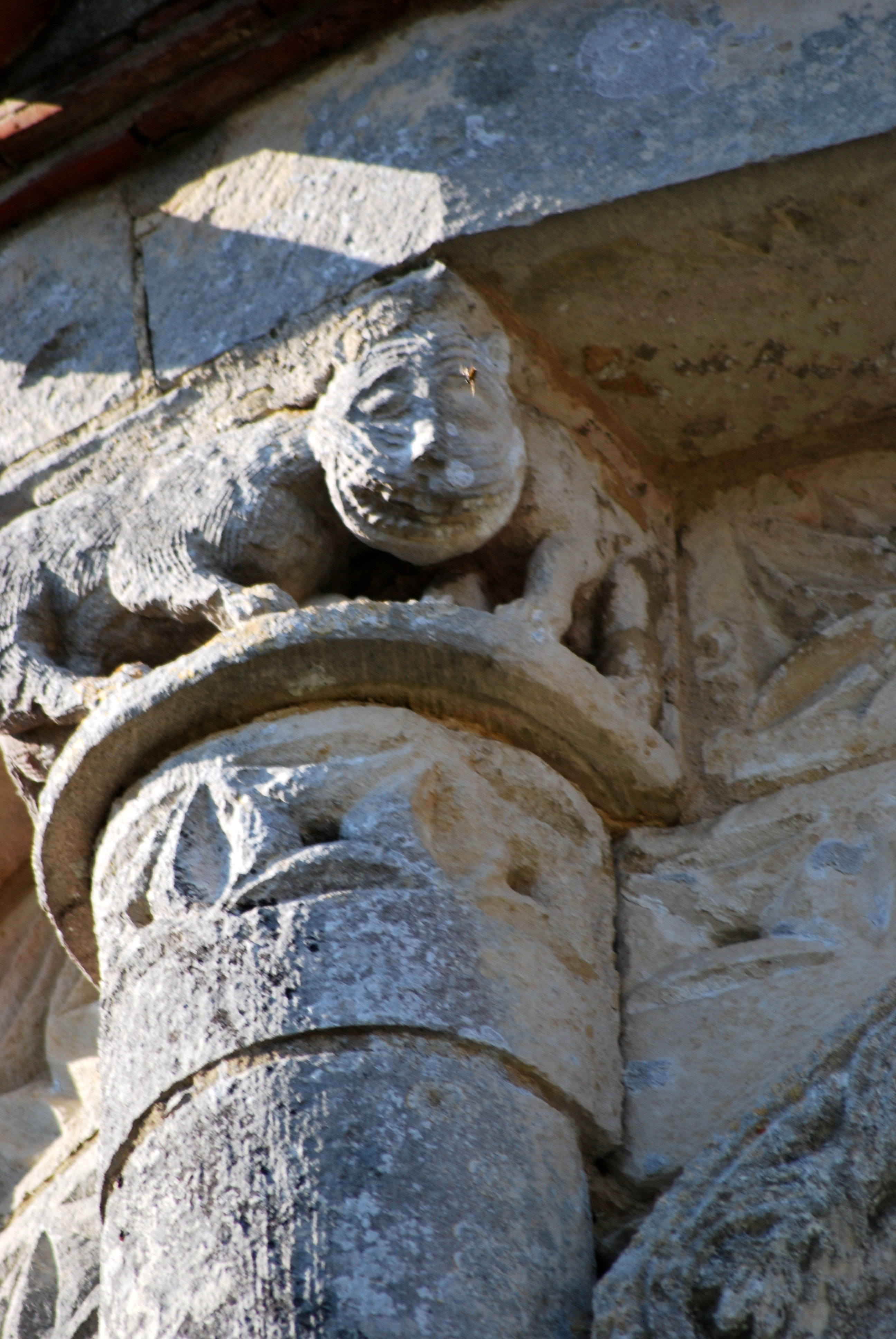
Lion bicorporé (b).
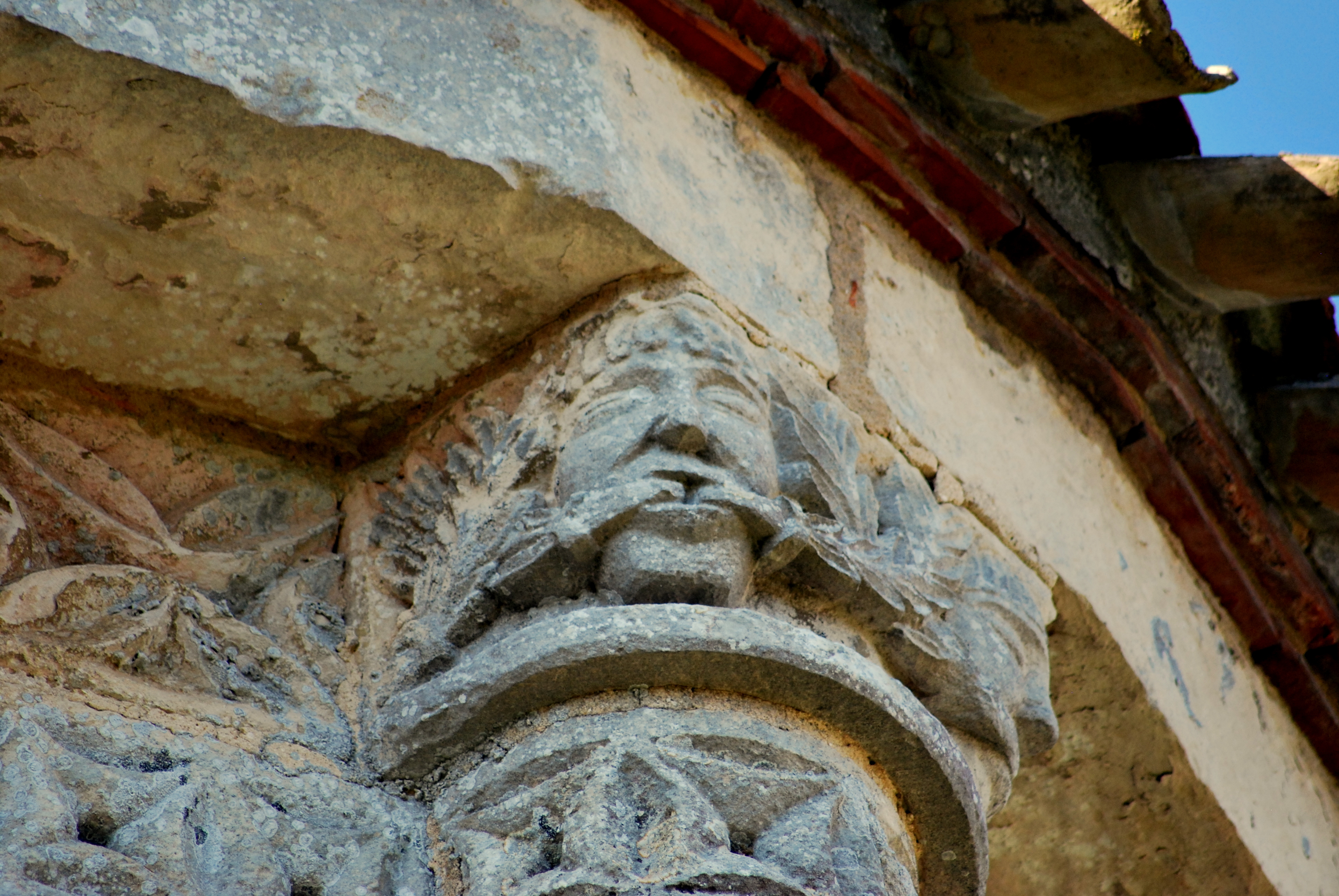
Deux cracheurs de rinceaux (a).
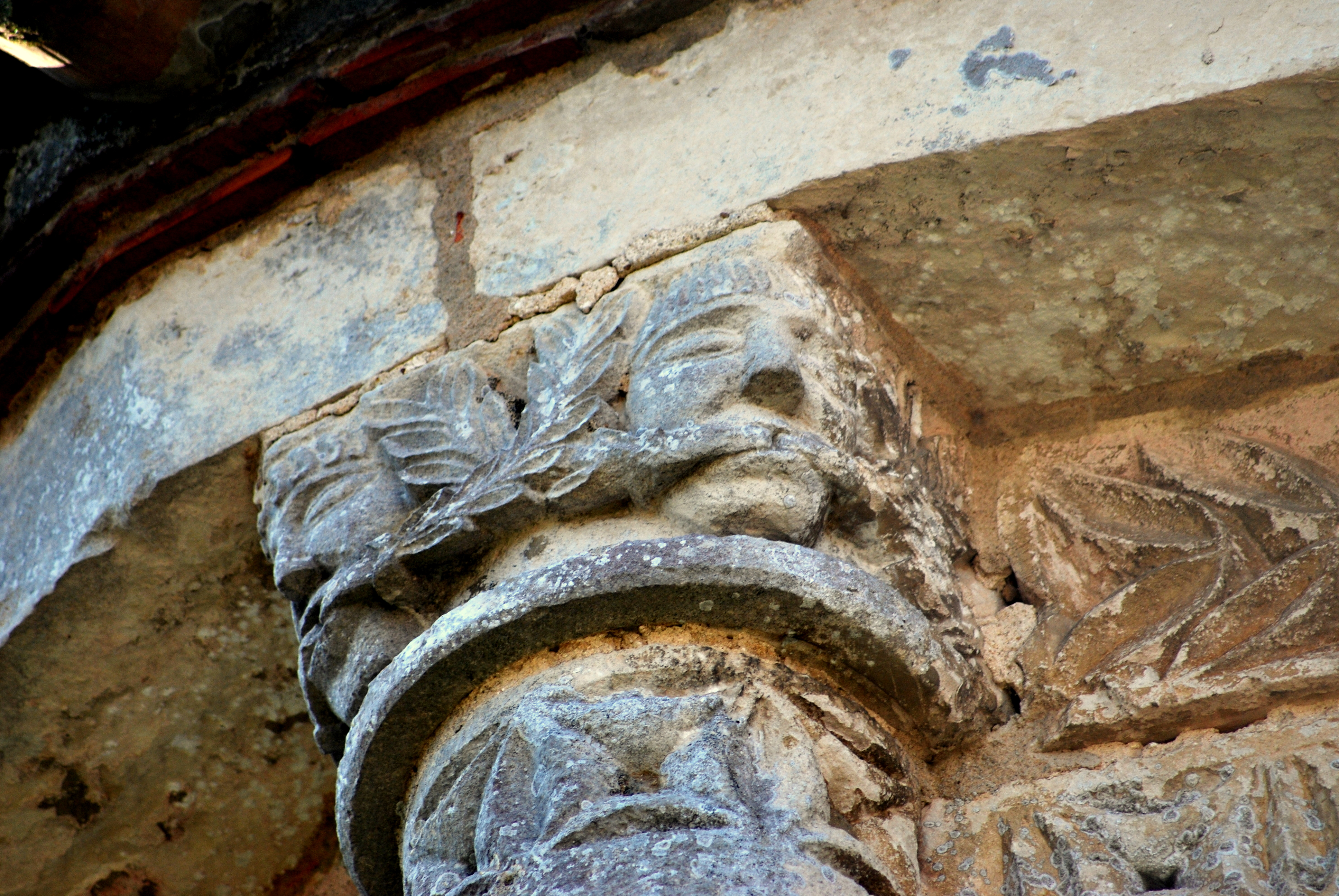
Deux cracheurs de rinceaux (b).
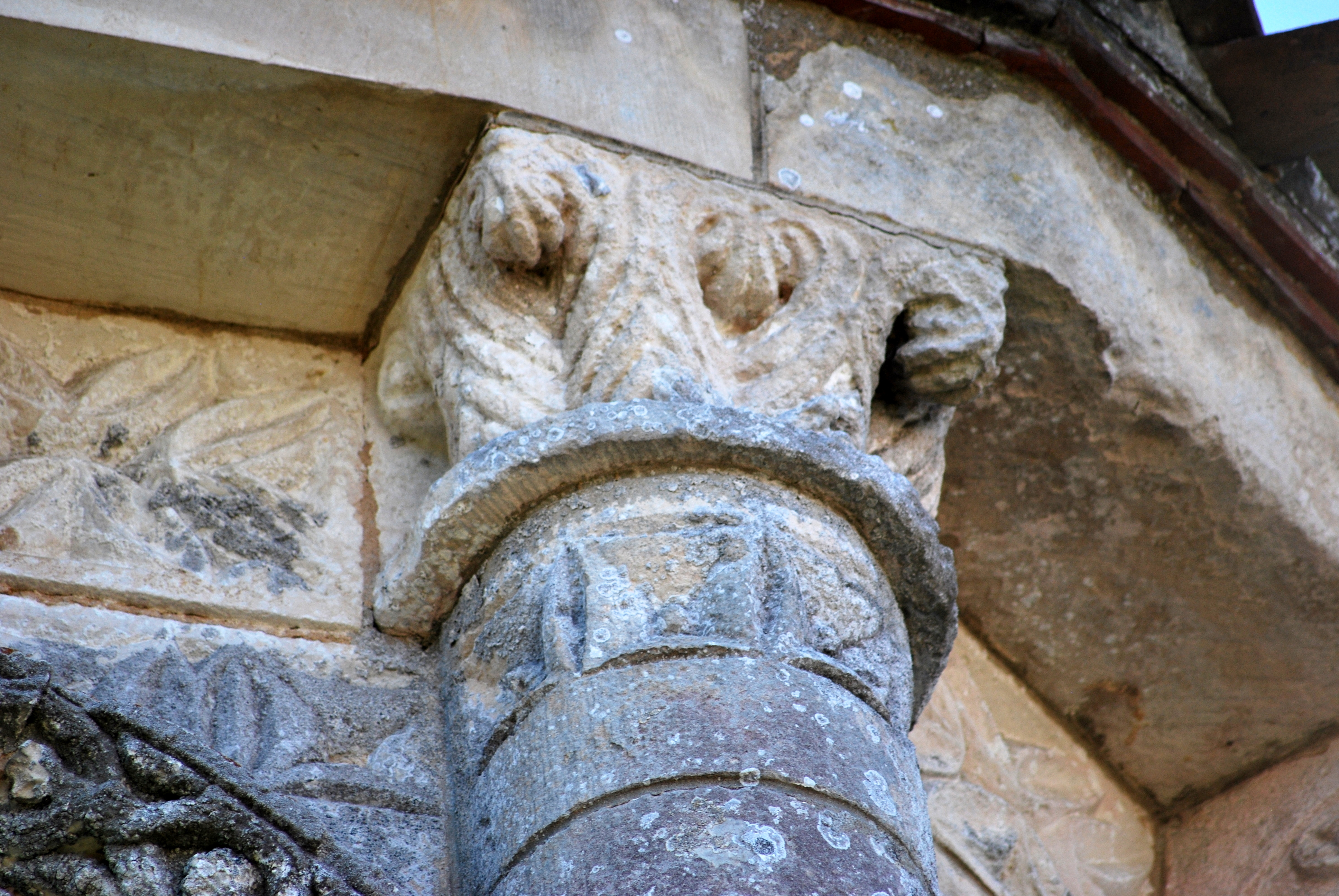
Décor végétal.
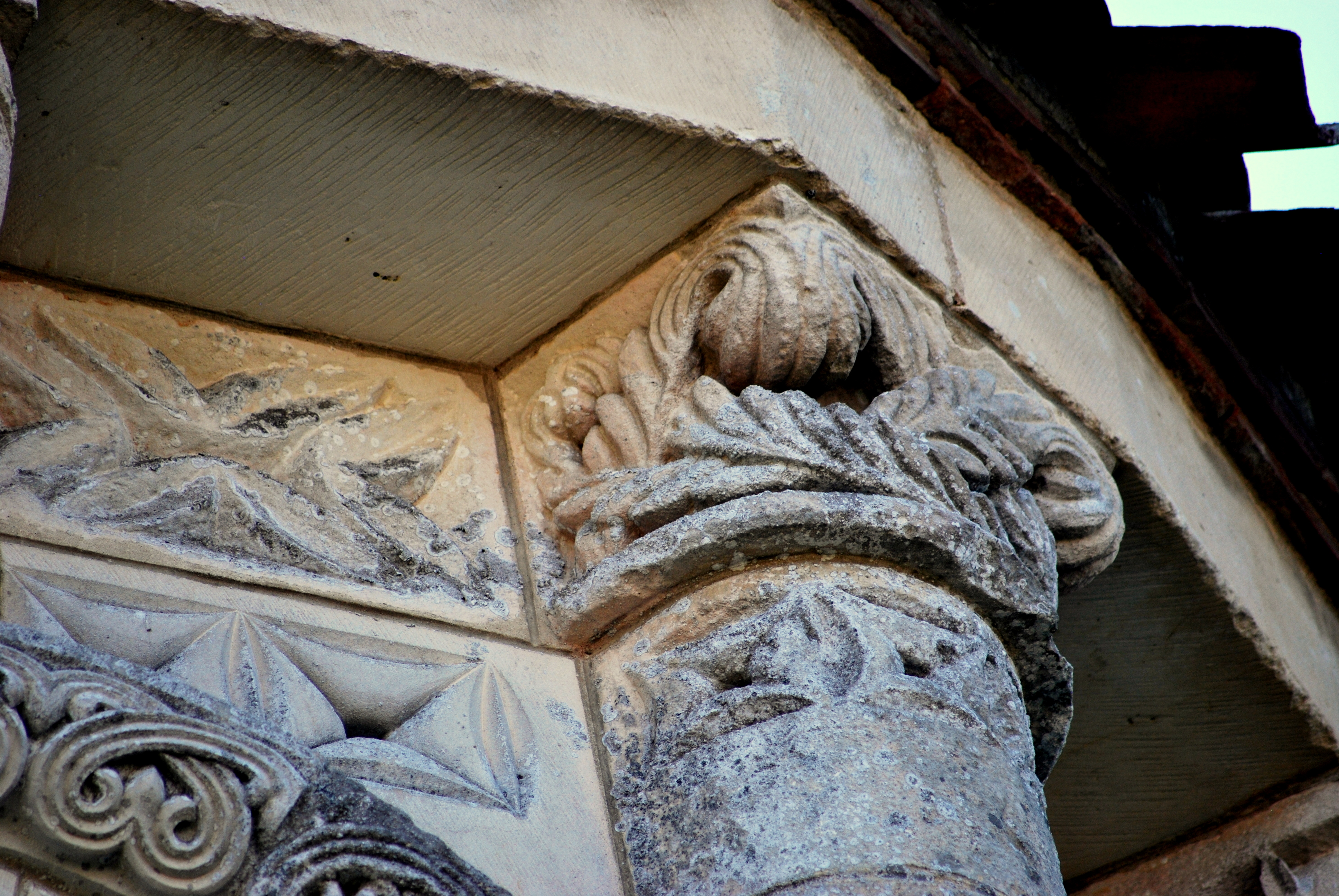
Décor végétal.

## Mobilier divers
La décoration de l'intérieur de l'église est relativement sobre. On trouve :
- Un groupe polychrome en bois sculpté, du XVIe siècle, que l'on désigne comme le mariage mystique de sainte Catherine d'Alexandrie. La scène représentée est ici celle du mariage mystique de la sainte, qui reçoit l'alliance du Christ-enfant porté dans les bras de la Vierge. La statue est classée au titre objet[8] le 29 février 1904.

Cette œuvre vient du château de Rioux, et elle a pu être exécutée à la demande de François de Beaumont, en souvenir de son mariage avec Catherine de Souza-Bragance, une fille d'honneur de Louise de Savoie, la mère de François Ier. On a prétendu que la Vierge serait figurée sous les traits de Louise de Savoie, sainte Catherine sous ceux de Catherine de Souza et Jésus sous ceux de François de Beaumont.
- Dans  le chœur, un fauteuil du célébrant, de l'époque Louis XV.
- À la sacristie une commode Régence avec bronzes, qui est classé au titre objet[9] le 8 mars 1994.
- Porte-livres de l'époque Restauration.
- Deux bénitiers en vrai coquillage.
- Le mécanisme de l'ancienne horloge est exposé dans le transept sud.
- Les deux vitraux de la chapelle nord, qui datent de 1897, sont l'œuvre du maître verrier bordelais Gustave Pierre Dagrant. Ils représentent sainte Mathilde, reine de Germanie (Xe siècle) et Notre-Dame de Lourdes. Les autres vitraux de l'église datent de 1973.

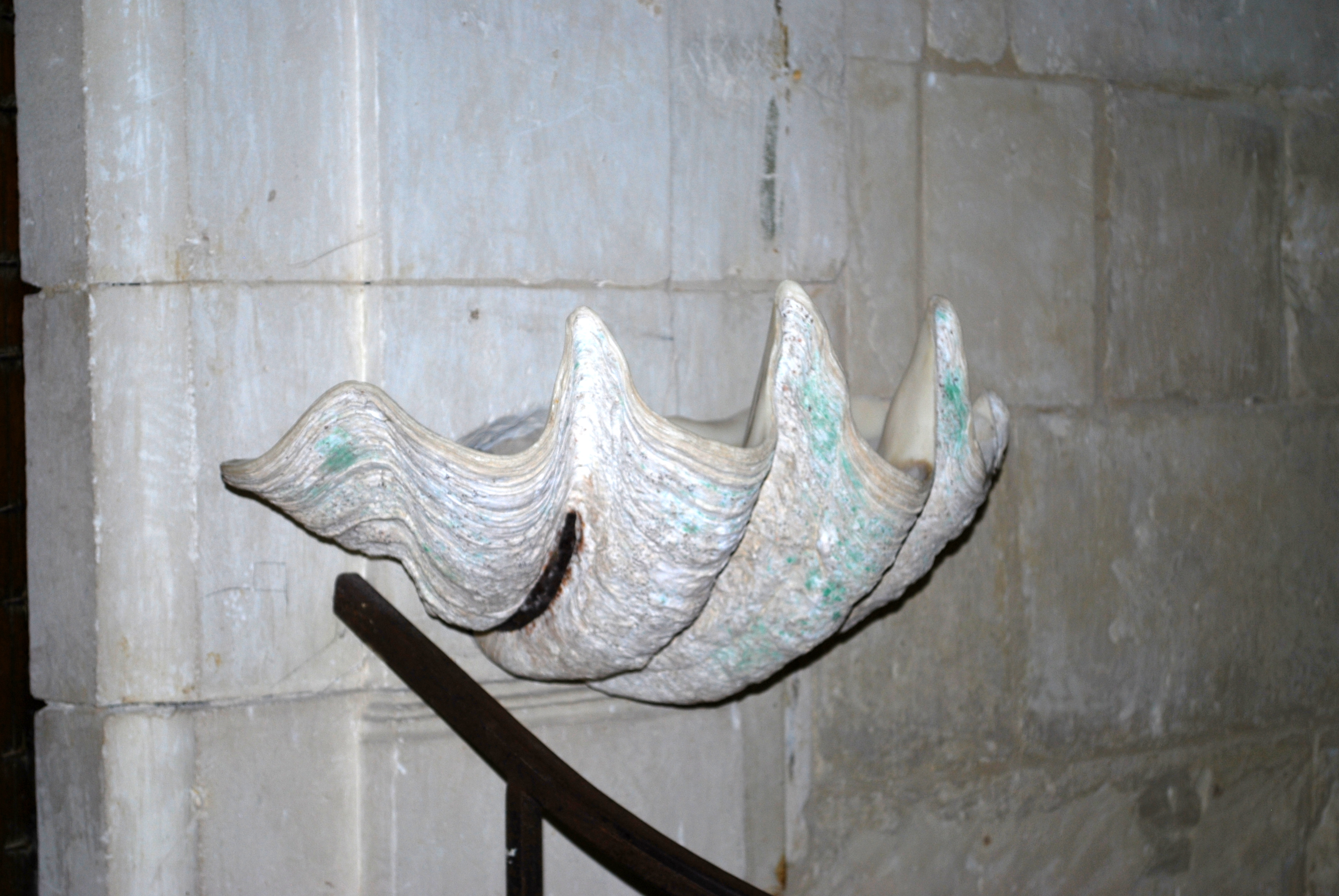
Bénitier.
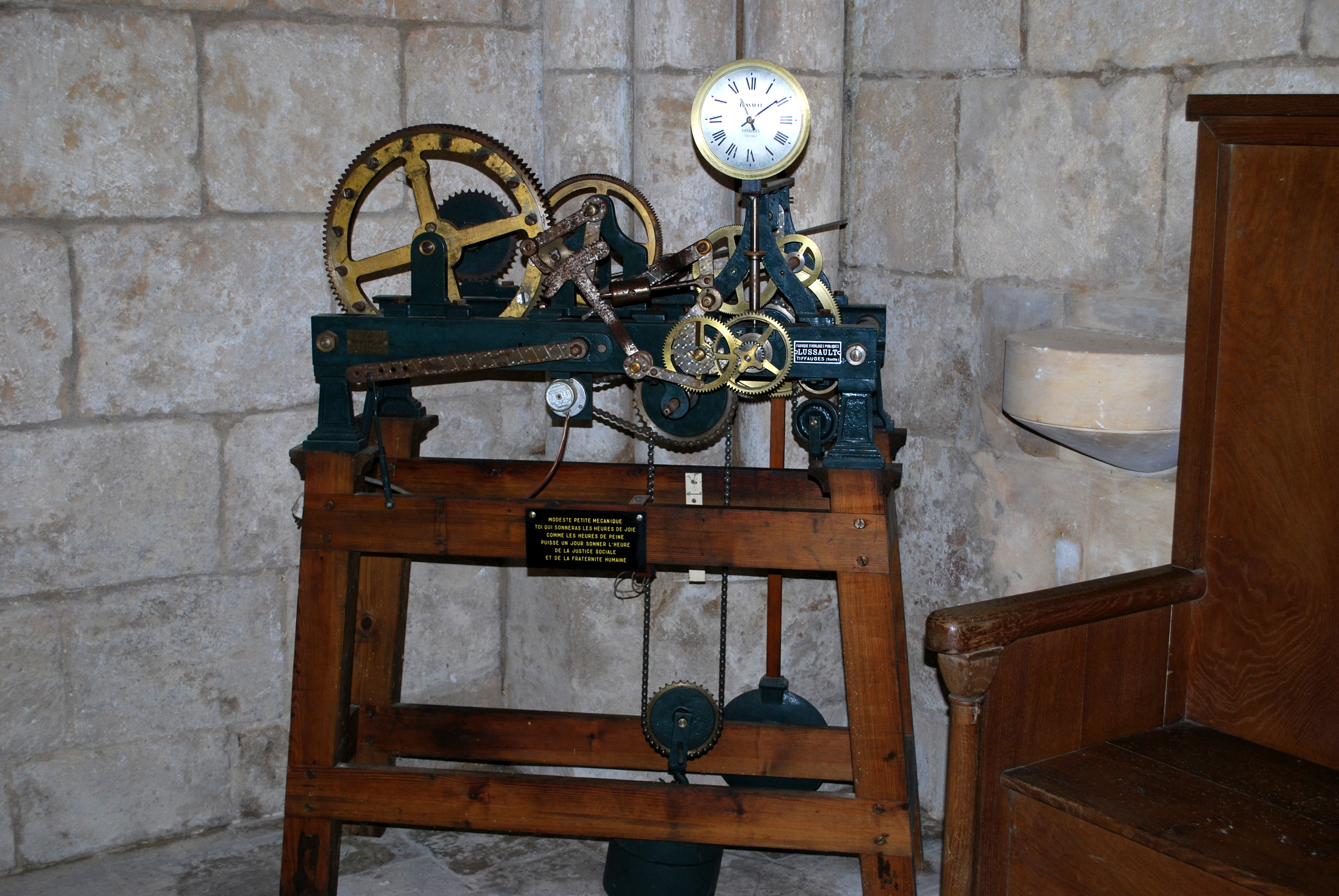
L'ancien mécanisme de l'horloge.
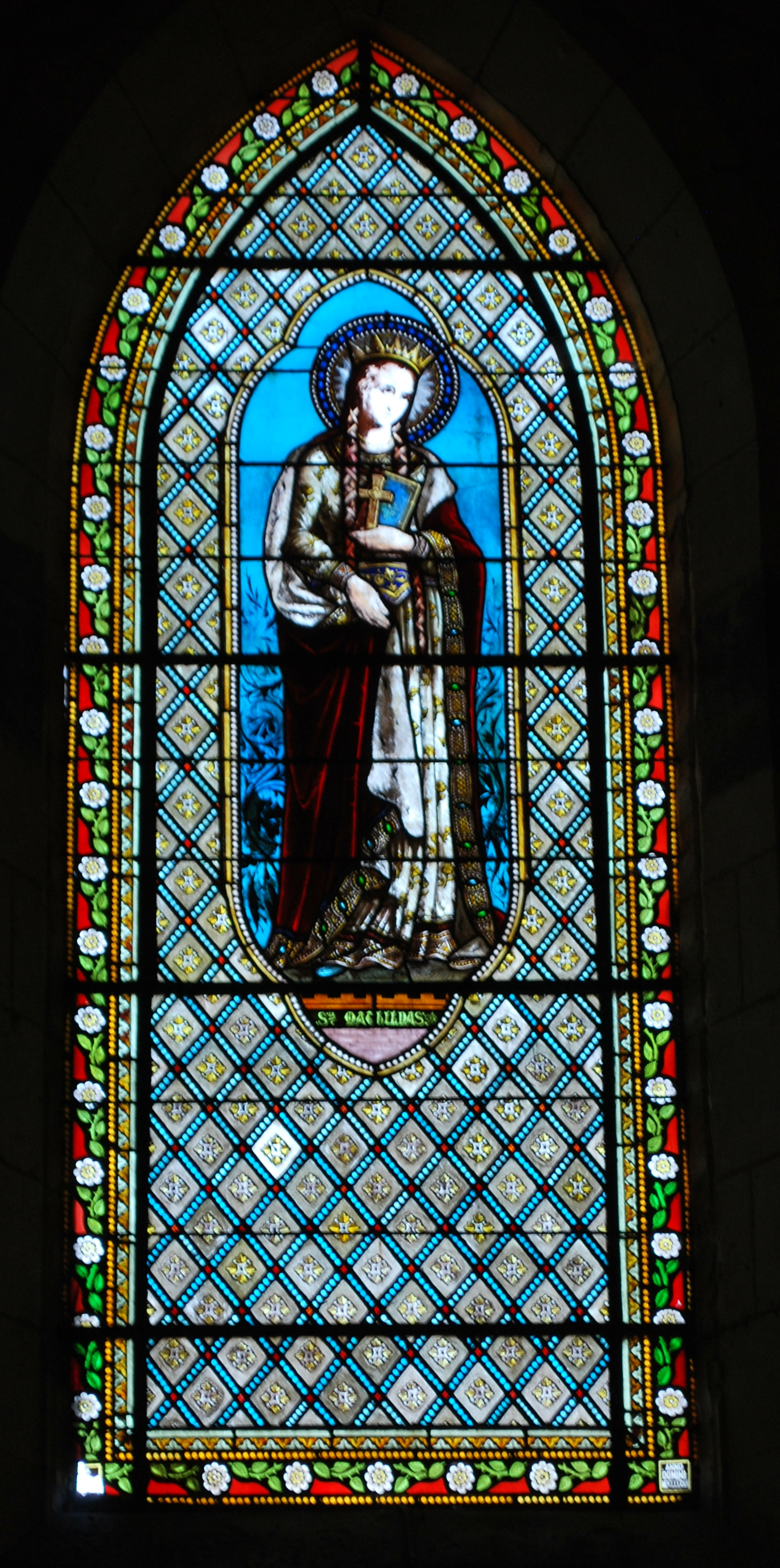
Sainte Mathilde.
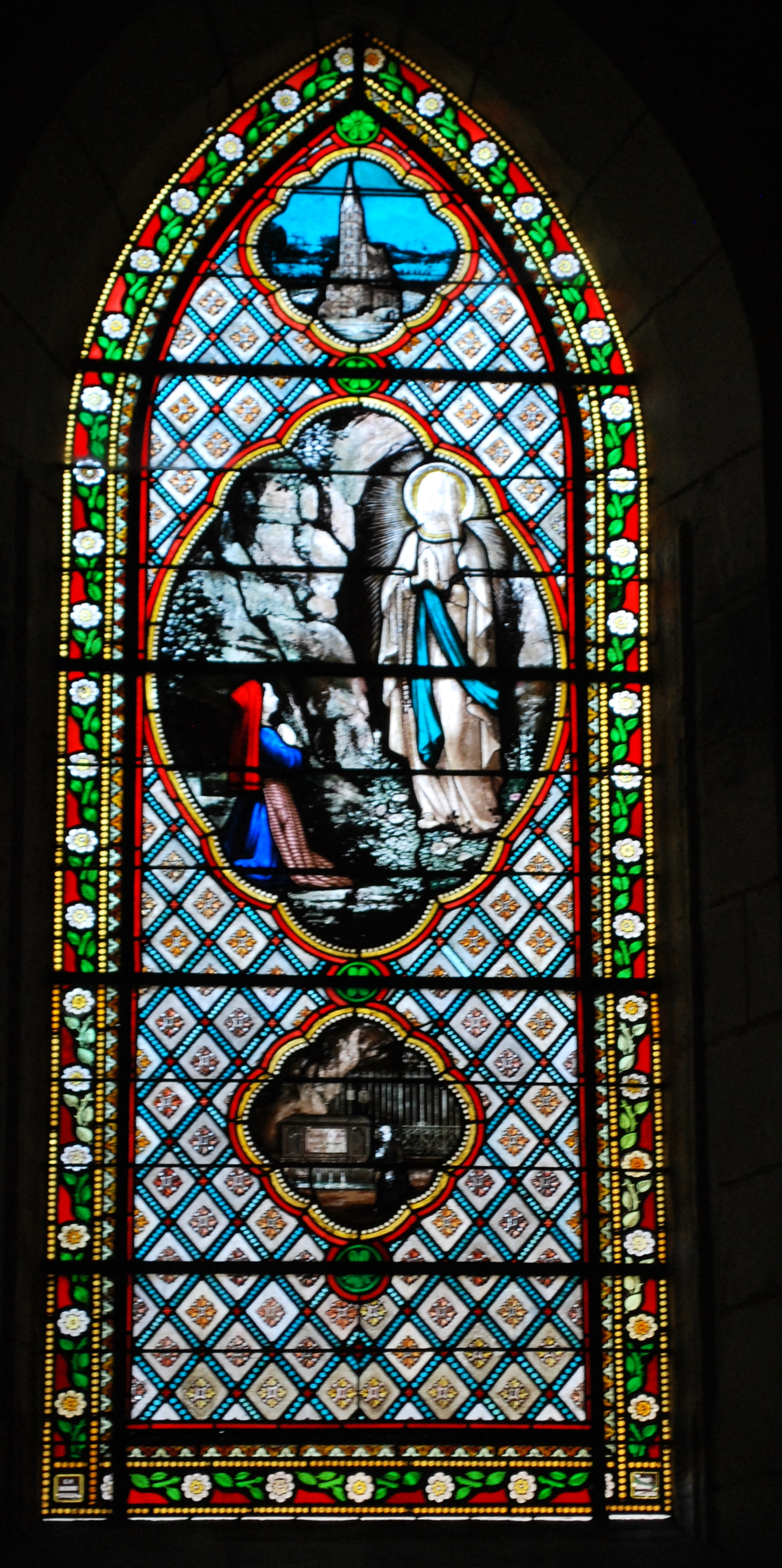
Notre-Dame de Lourdes.

## Signes lapidaires
La démolition du contrefort sud, qui soutenait le clocher, à la fin du XXe siècle, a laissé apparaître un certain nombre de signes lapidaires sur le mur originel de la nef sud.
Ces gravures datent du XIIIe ou XIVe siècle. Parmi ces graffiti se trouvent plusieurs cadrans canoniaux et la gravure d'un cavalier. Les autres signes semblent dénués de sens.
- Le cadran canonial est un cadran solaire primitif utilisé par le clergé pour déterminer le moment de la journée où pratiquer certains actes liturgiques. Plus de trois mille cadrans canoniaux sont recensés sur les églises en France. La majorité sont gravés par le curé lui-même, comme un simple 'aide-mémoire'.
- À droite des cadrans solaires se trouve une série de graffiti entaillés dans la pierre friable : des lignes droites, triangles etc. Un seul semble avoir du sens, celui d'un homme à cheval qui porte un étendard. Le graphisme du cavalier est rudimentaire : la tête du cheval est stylisée en triangle ; selle carrée, sabots marqués au poinçon, esquisse de hampe ou étendard et le cavalier penché en avant. D'autres églises dans la Charente-Maritime ont des graffiti semblables : église de Moings ; église de Biron ; église Saint-Vincent de Réaux et les églises de Bougneau et Neuillac.